# Plouay
Plouay [pluɛ] est une commune française située en Bretagne, dans le département du Morbihan. Elle fait partie historiquement du Kemenet-Héboé et du Pays de Lorient. Plouay est surnommée la « Ville du Vélo », en raison de son engagement dans ce sport et de son accueil de nombreux événements de cyclisme. Chaque année, le dernier week-end d'août, la commune accueille la Bretagne Classic qui était autrefois connue sous le nom de Grand Prix de Plouay. Cet événement de cyclisme est très important pour la ville et attire de nombreux cyclistes professionnels chaque année. En 2000, elle a organisé les Championnats du monde de cyclisme sur route.

## Géographie

### Localisation
La commune de Plouay appartient à la communauté d'agglomération de Lorient Agglomération. Elle appartient par ses traditions au Pays de Lorient et à la Basse Bretagne.
Le bourg de Plouay, qui sert de chef-lieu de commune, est situé à vol d'oiseau à 13 km au nord-ouest de Hennebont et à 18,5 km au nord de la ville de Lorient. 
| - Plouay (en rouge) à l'ouest du département du Morbihan (en gris). - Plouay dans son environnement géographique. |

| Guilligomarc'h Finistère | Berné          | Inguiniel |
|                          | Plouay         |           |
| Arzano Finistère         | Cléguer, Calan | Lanvaudan |

### Géologie et relief
La commune est vallonnée comme l'atteste la côte de Ty Marrec qui constituait autrefois la principale difficulté du circuit du Grand Prix de Plouay. Le territoire communal s'étage entre 13 mètres ( point le plus bas de la vallée du Scorff) et 164 mètres d'altitude. La forêt, qui couvre une surface de 1 679 ha soit 24,9 % de la superficie communale, occupe surtout les terrains en pente. La commune est située sur les grandes failles du Massif Armoricain allant de Nantes à la Pointe du Raz.
| - Carte topographique de la commune de Plouay. |

### Hydrographie
Le Scorff est le principal cours d'eau de la commune. Il coule au fond d'une vallée encaissée et matérialise au nord et à l'ouest la limite avec les communes limitrophes de Berné, Guilligomarc'h et Arzano. Des cours d'eau de taille plus modeste drainent le territoire communal et matérialisent pour certains la limite communale : le ruisseau de Pont er Bellec dont le cours matérialise la frontière au nord avec la commune d'Inguiniel, le ruisseau Saint-Sauveur qui traverse le bourg, le ruisseau du Crano dont le cours matérialise en partie la frontière au sud avec les communes de Cléguer et Calan. Une station hydrométrique est située à Plouay au lieu-dit Pont Kerlo. La station est référencée J510221001 par le SANDRE.

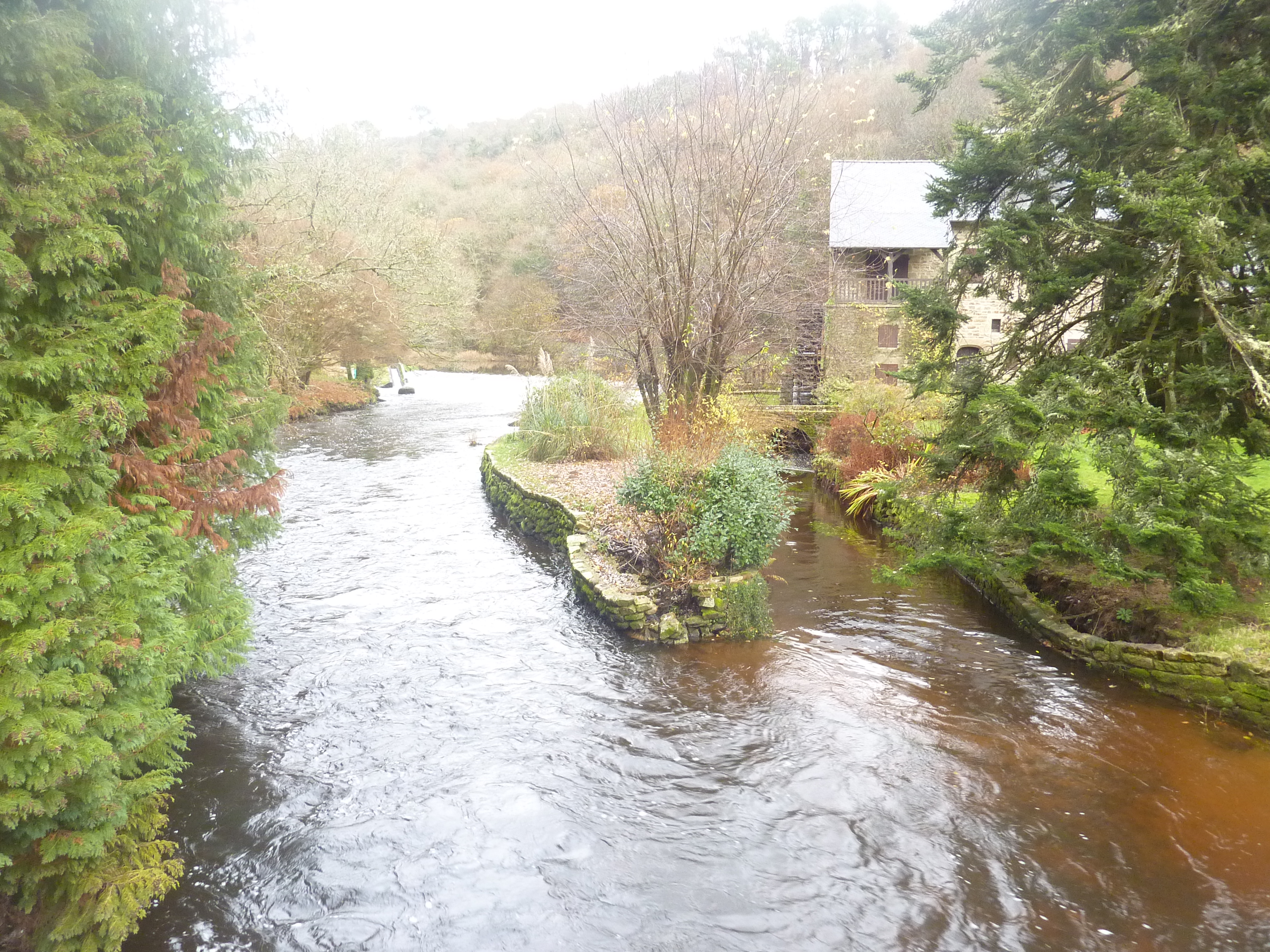
Le Scorff au niveau du moulin de Coët Cren en Plouay (la rive droite, à gauche sur la photographie, se trouve en Berné).
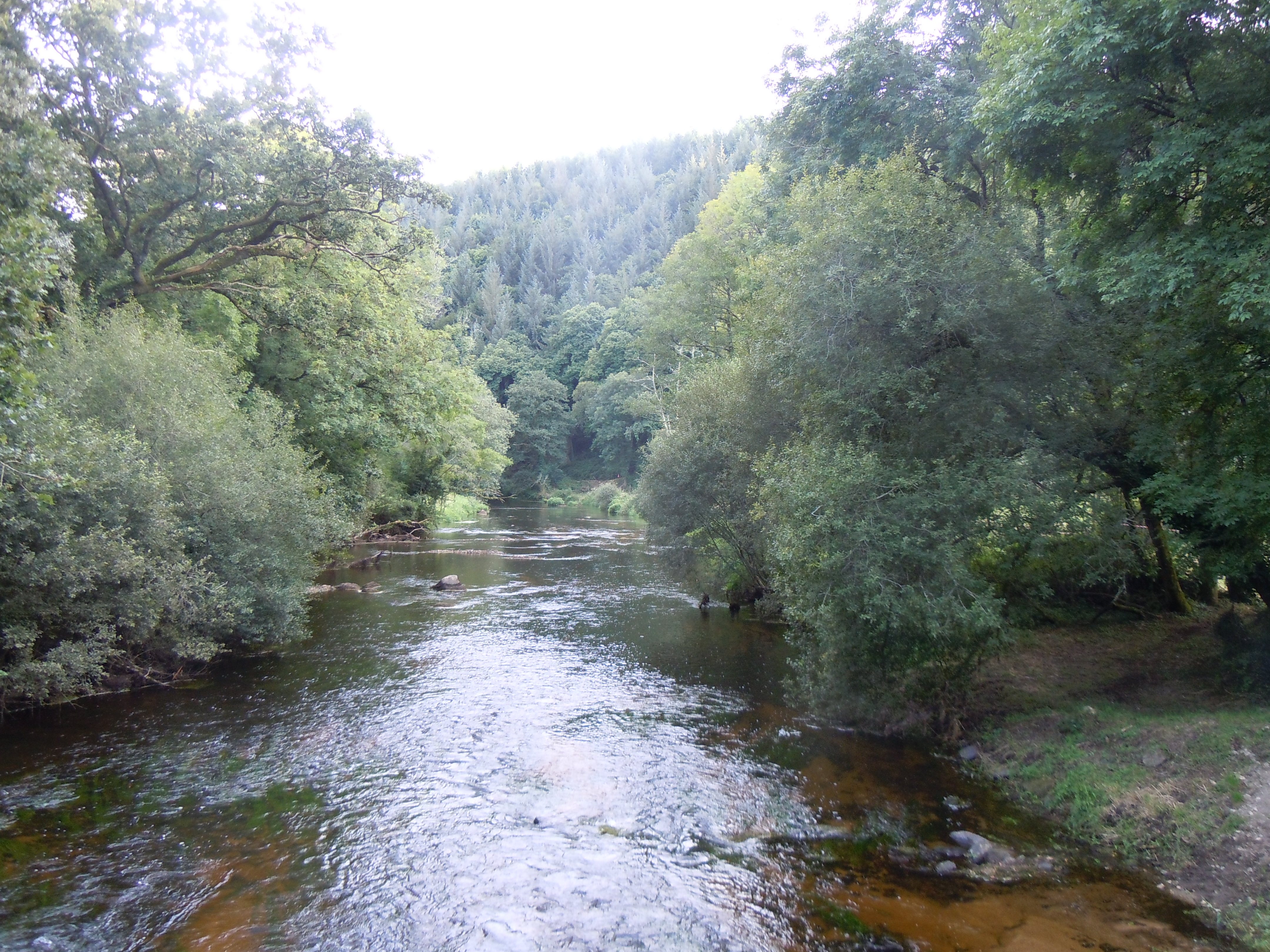
Le Scorff au pont du Stang.
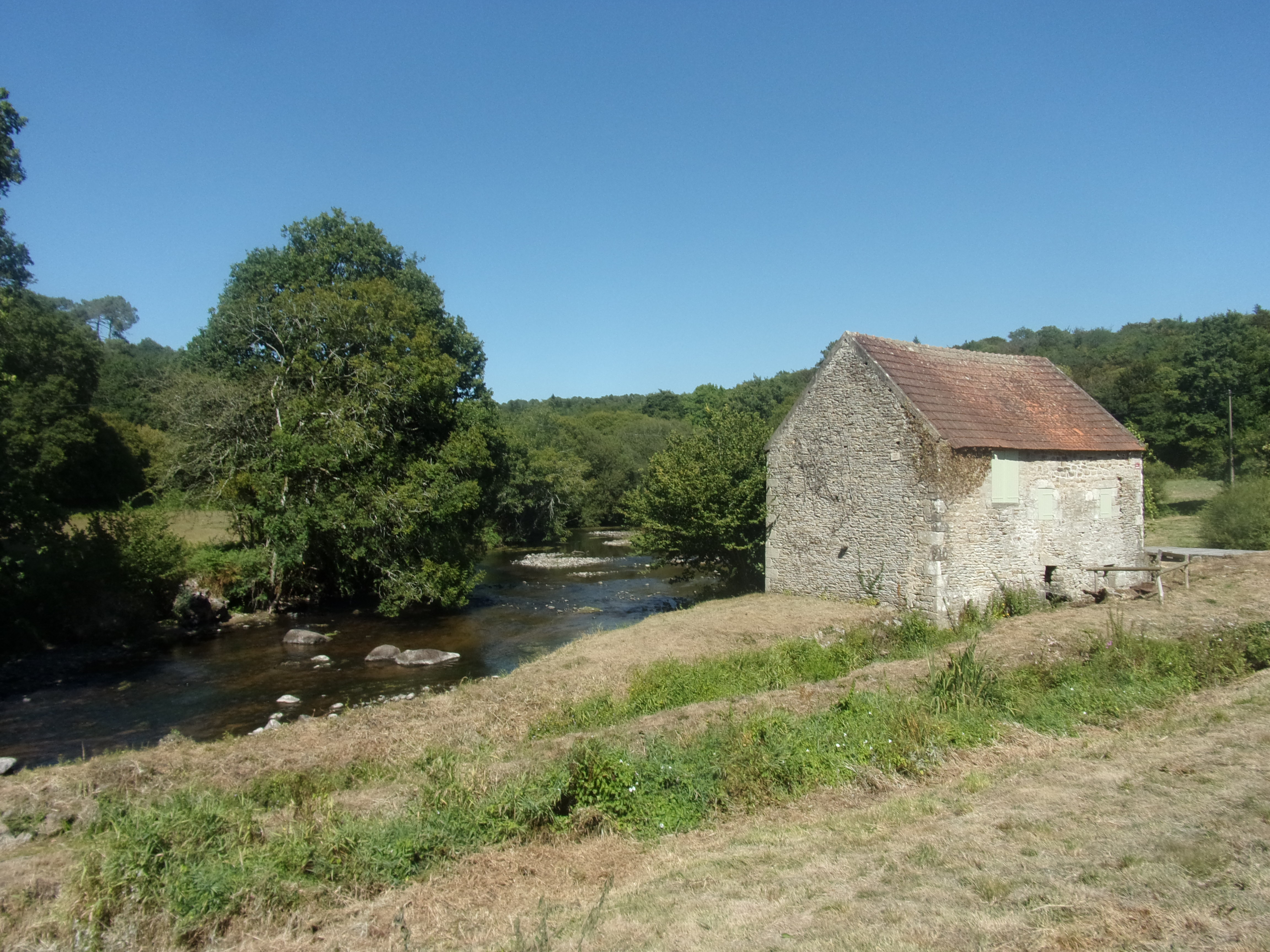
Le Scorff et l'ancien moulin à papier du Paou.
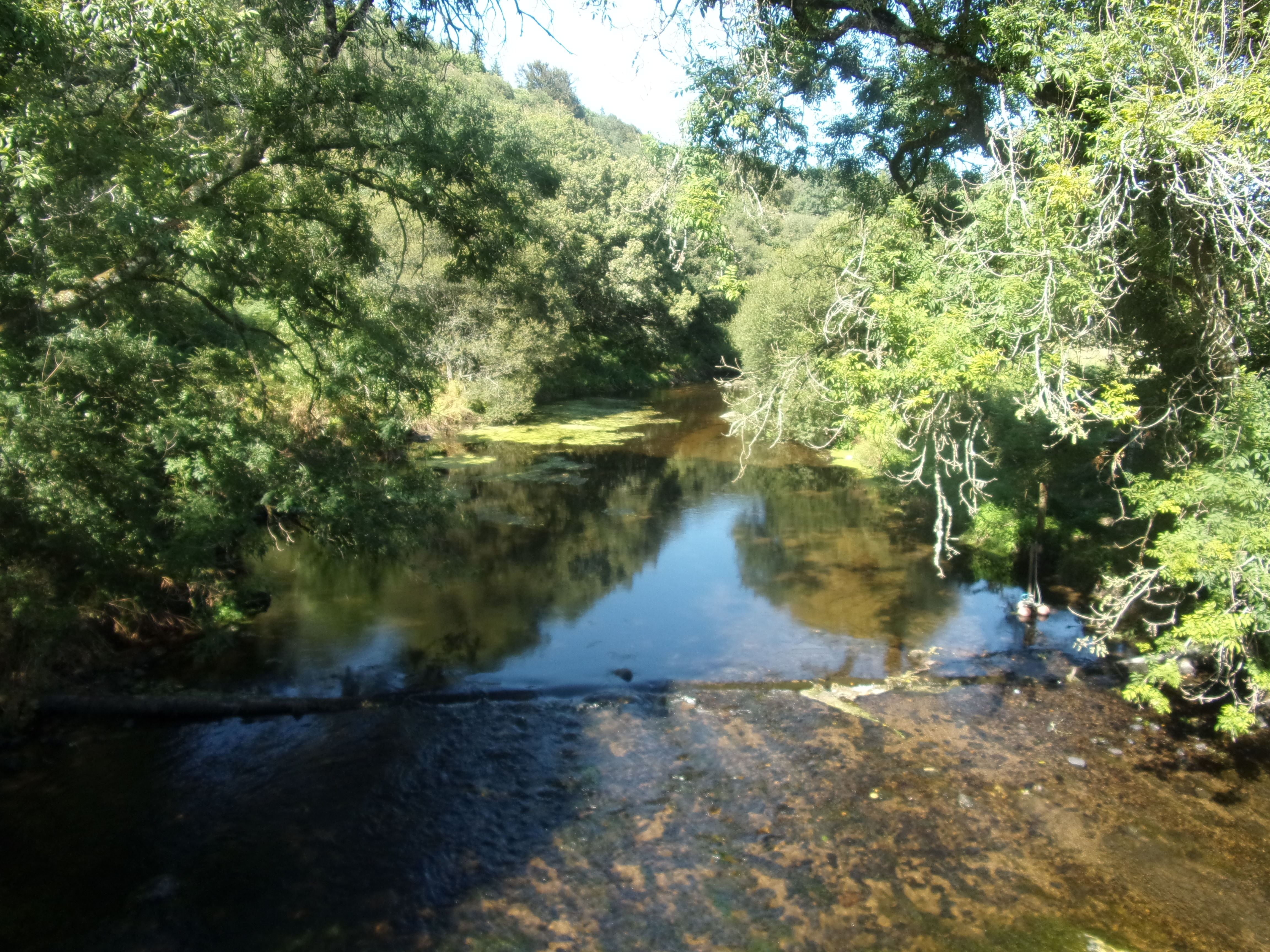
Le Scorff à la station hydrométrique de Pont Kerlo.
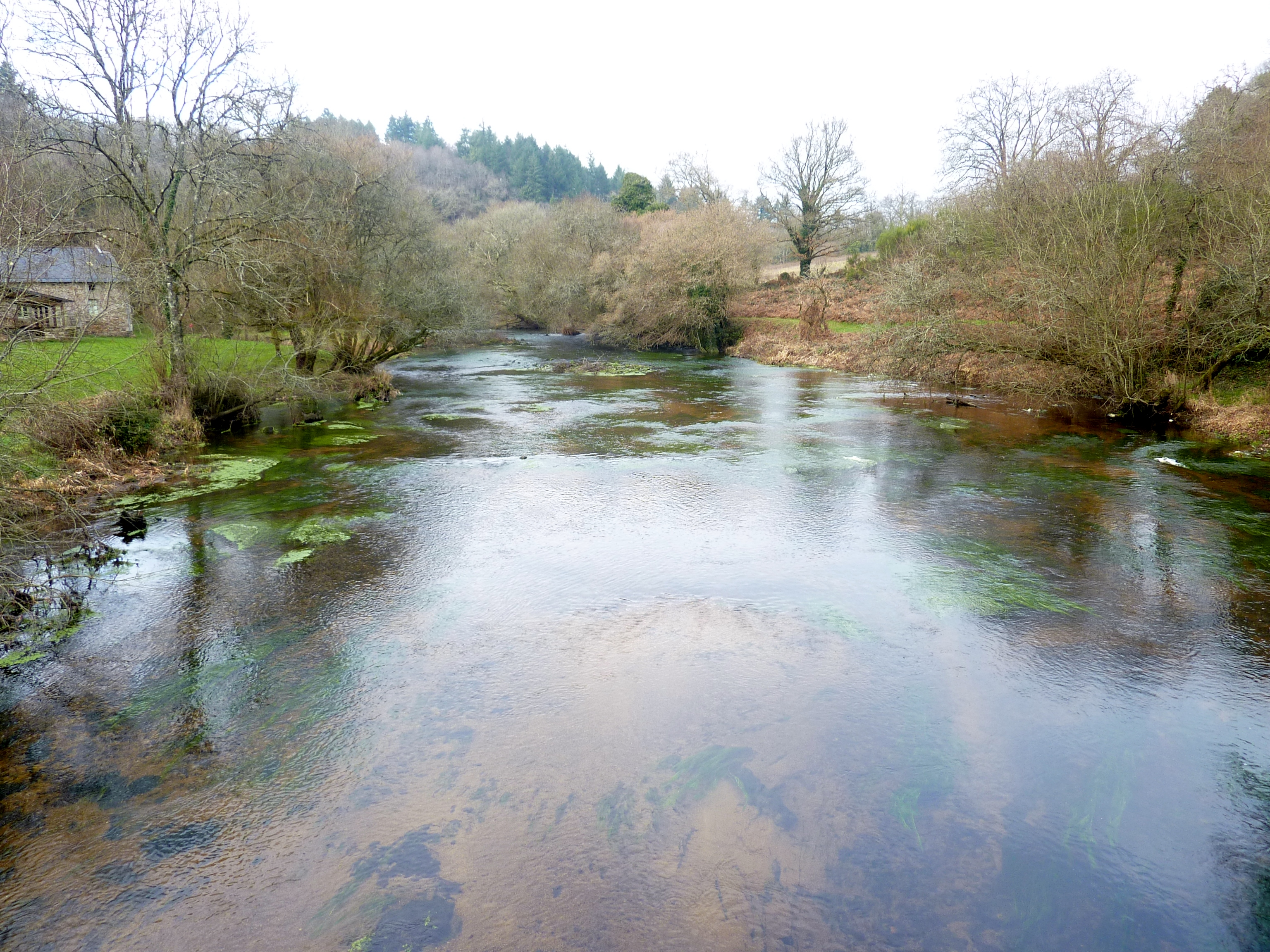
Le Scorff au niveau du site du Roc'h : vue vers l'amont (limite Arzano-Plouay).
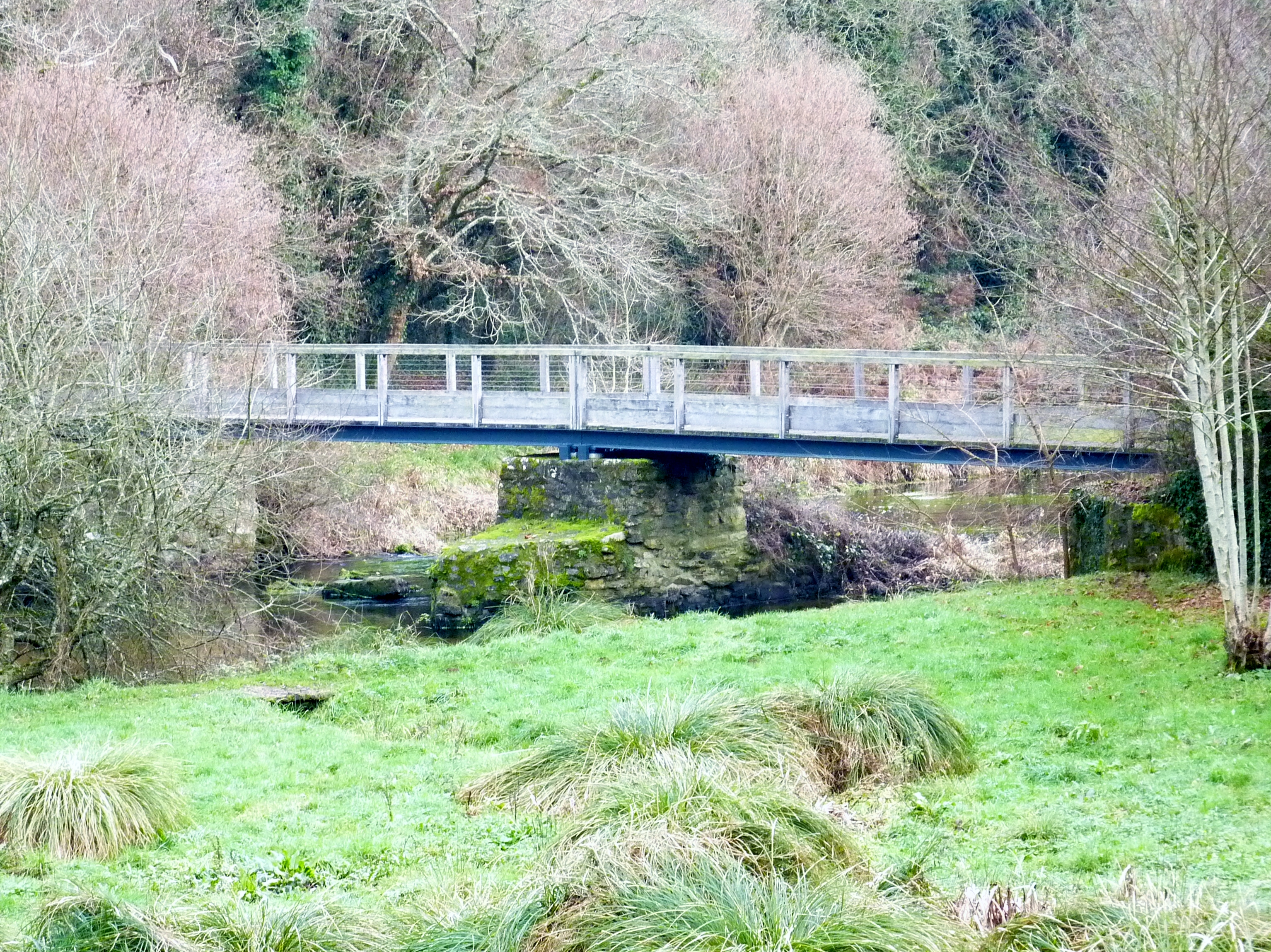
Passerelle franchissant le Scorff juste en aval du site de la motte castrale du Roc'h (en Arzano).
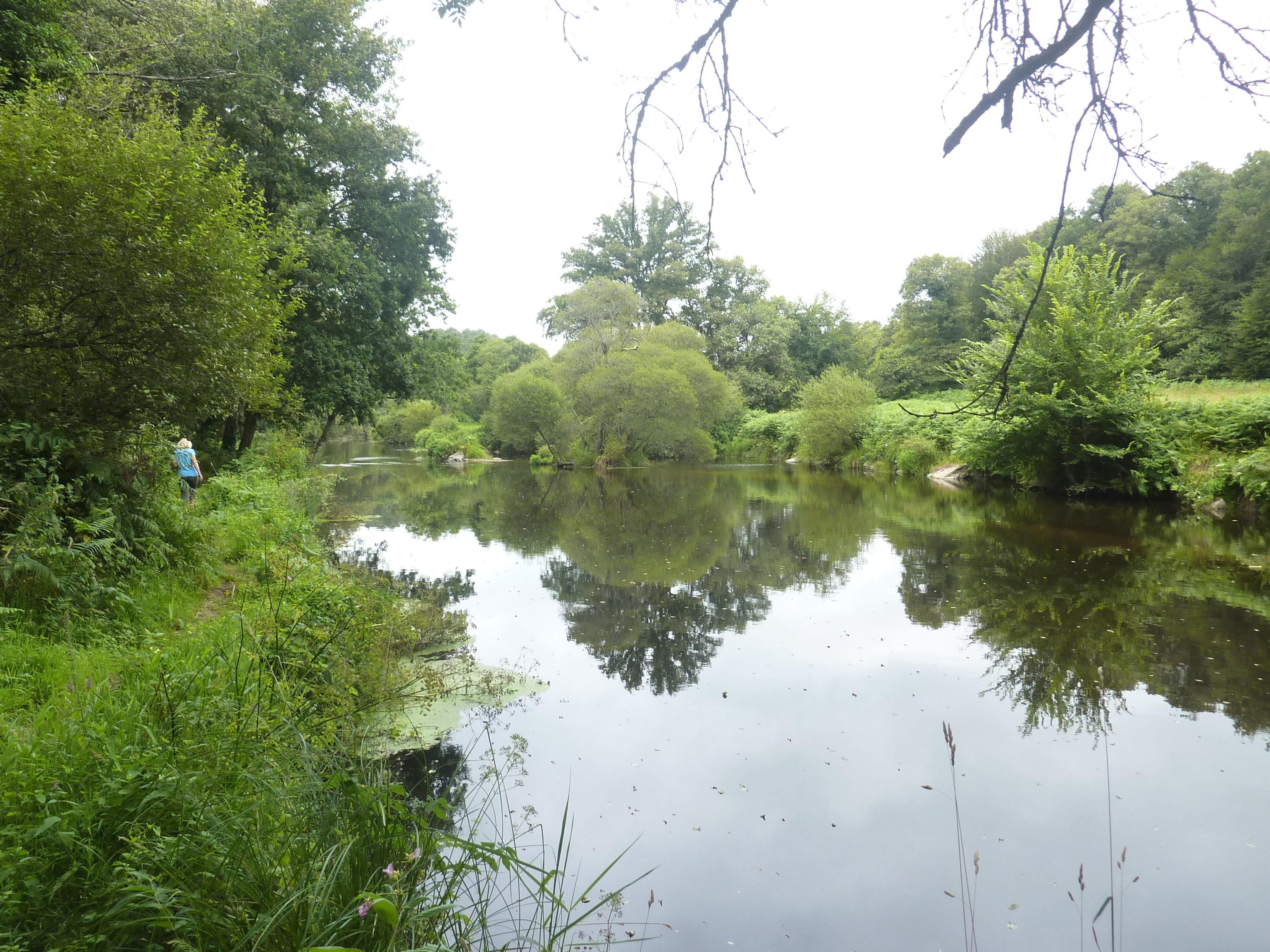
Le Scorff en aval du site du Roc'h : à gauche de la photographie, la rive gauche en Plouay, à droite la rive droite en Arzano.
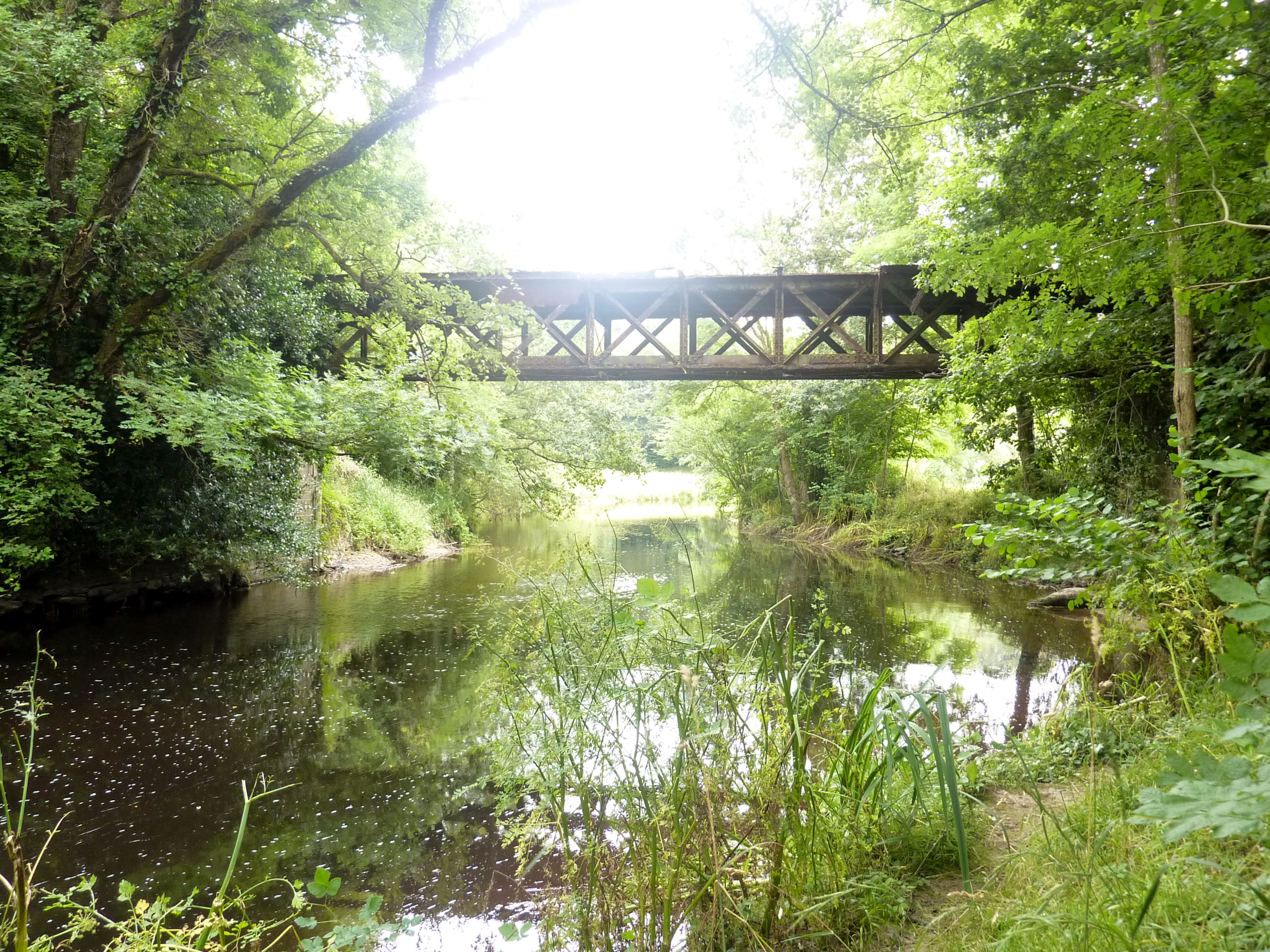
Passerelle sur le Scorff entre Arzano et Plouay, à hauteur du sentier piétonnier menant à la chapelle Notre-Dame de Grâces (située en Plouay).

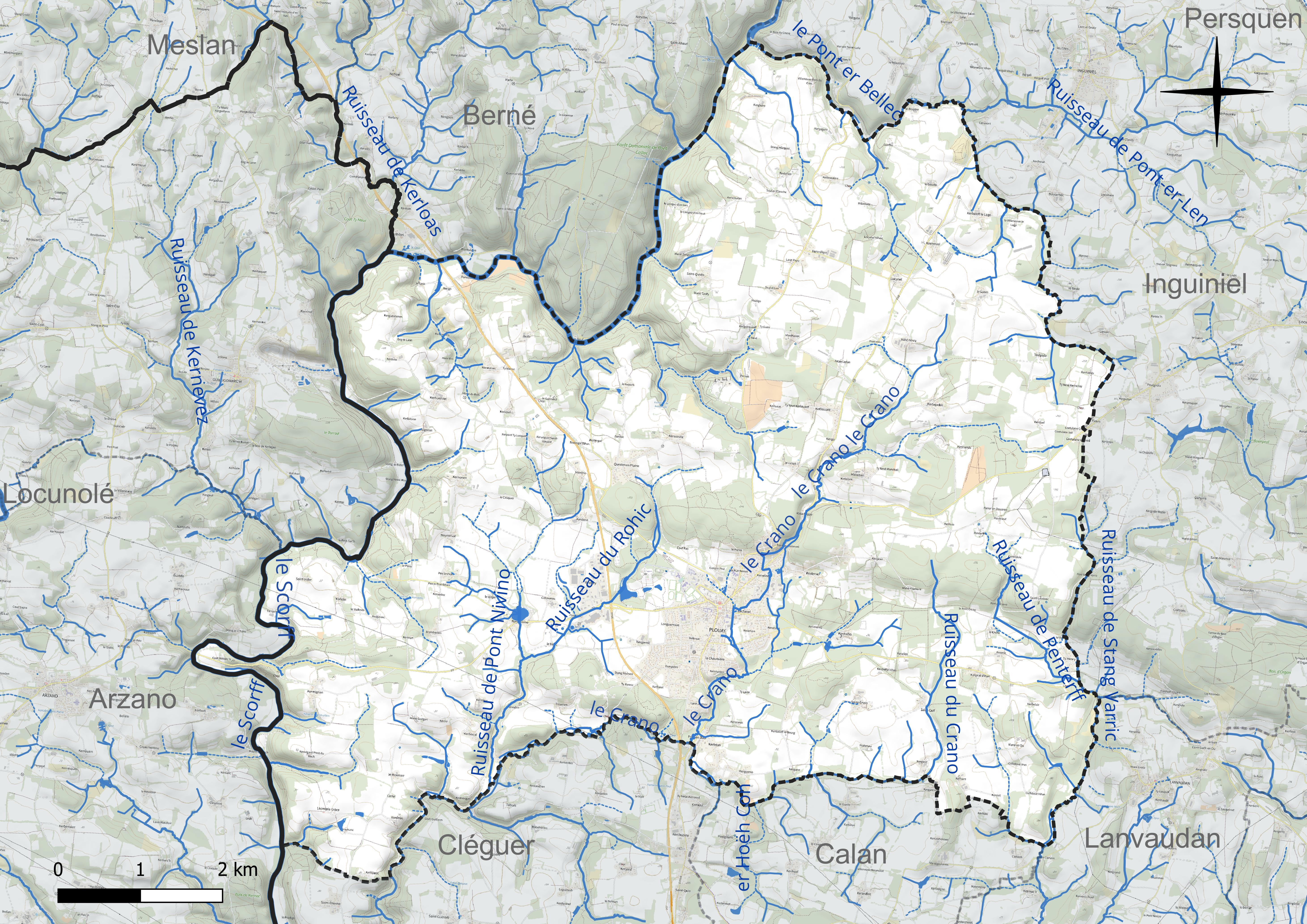
Réseau hydrographique de Plouay.

### Transports
L'axe Lorient-Roscoff (D 769, ancienne route nationale 169) traverse la commune suivant un axe NNO/SSE. La départementale a été partiellement aménagée en 2x2 voies entre le bourg de Plouay et Lorient. La distance par la route entre le bourg de Plouay et Hennebont est de 17 km  et entre le bourg de Plouay et Lorient de 20 km.

### Climat
Pour des articles plus généraux, voir Climat de la Bretagne et Climat du Morbihan.
En 2010, le climat de la commune est de type climat océanique franc, selon une étude du CNRS s'appuyant sur une série de données couvrant la période 1971-2000. En 2020, Météo-France publie une typologie des climats de la France métropolitaine dans laquelle la commune est exposée à un climat océanique et est dans la région climatique Bretagne orientale et méridionale, Pays nantais, Vendée, caractérisée par une faible pluviométrie en été et une bonne insolation. Parallèlement l'observatoire de l'environnement en Bretagne publie en 2020 un zonage climatique de la région Bretagne, s'appuyant sur des données de Météo-France de 2009. La commune est, selon ce zonage, dans la zone « Intérieur  », exposée à un climat médian, à dominante océanique.
Pour la période 1971-2000, la température annuelle moyenne est de 11,5 °C, avec une amplitude thermique annuelle de 11,4 °C. Le cumul annuel moyen de précipitations est de 1 034 mm, avec 14,9 jours de précipitations en janvier et 7,2 jours en juillet. Pour la période 1991-2020, la température moyenne annuelle observée sur la station météorologique installée sur la commune est de 11,8 °C et le cumul annuel moyen de précipitations est de 1 149,0 mm,. Pour l'avenir, les paramètres climatiques de la commune estimés pour 2050 selon différents scénarios d’émission de gaz à effet de serre sont consultables sur un site dédié publié par Météo-France en novembre 2022.
| Mois                                  | jan.          | fév.          | mars          | avril         | mai           | juin          | jui.          | août          | sep.          | oct.          | nov.          | déc.          | année     |
| ------------------------------------- | ------------- | ------------- | ------------- | ------------- | ------------- | ------------- | ------------- | ------------- | ------------- | ------------- | ------------- | ------------- | --------- |
| Température minimale moyenne (°C)     | 2,8           | 2,6           | 3,8           | 5,5           | 8,2           | 11,3          | 12,7          | 12,3          | 10,5          | 8,5           | 5,4           | 3,4           | 7,3       |
| Température moyenne (°C)              | 6,3           | 6,6           | 8,3           | 10,8          | 13,6          | 16,4          | 18            | 17,5          | 15,7          | 12,8          | 9,2           | 7             | 11,8      |
| Température maximale moyenne (°C)     | 9,8           | 10,6          | 12,7          | 16,1          | 19            | 21,5          | 23,3          | 22,8          | 21            | 17,1          | 13,1          | 10,5          | 16,5      |
| Record de froid (°C) date du record   | −9,6 07.01.09 | −7,6 27.02.18 | −4,9 02.03.23 | −4,5 04.04.22 | −1,8 02.05.21 | 1,5 01.06.11  | 4,9 29.07.15  | 4 20.08.14    | 0,2 27.09.10  | −1,9 30.10.18 | −5,8 17.11.07 | −7,3 19.12.09 | −9,6 2009 |
| Record de chaleur (°C) date du record | 15 22.01.16   | 20,5 27.02.19 | 22,3 24.03.12 | 27,3 20.04.18 | 29,9 25.05.12 | 34,7 17.06.22 | 39,3 18.07.22 | 35,9 13.08.22 | 32,5 04.09.23 | 29 08.10.23   | 20 01.11.15   | 16,5 19.12.15 | 39,3 2022 |
| Précipitations (mm)                   | 150,7         | 114,6         | 80,4          | 81,3          | 67,9          | 71,2          | 55,9          | 66,1          | 54,6          | 114           | 136,3         | 156           | 1 149     |

## Urbanisme

### Typologie
Au 1er janvier 2024, Plouay est catégorisée bourg rural, selon la nouvelle grille communale de densité à sept niveaux définie par l'Insee en 2022.
Elle appartient à l'unité urbaine de Plouay, une unité urbaine monocommunale constituant une ville isolée,. Par ailleurs la commune fait partie de l'aire d'attraction de Lorient, dont elle est une commune de la couronne,. Cette aire, qui regroupe 31 communes, est catégorisée dans les aires de 200 000 à moins de 700 000 habitants,.

### Occupation des sols

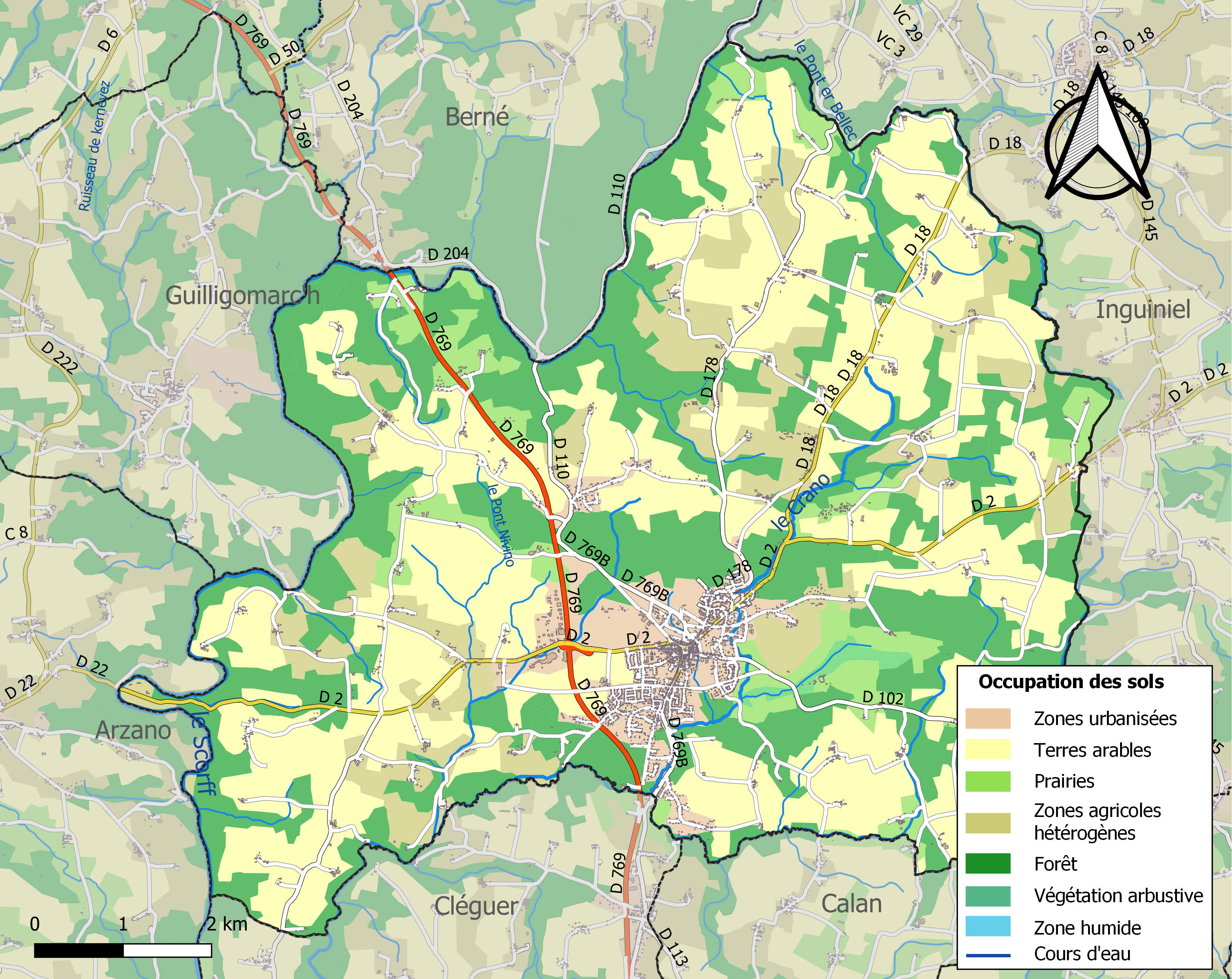
Carte des infrastructures et de l'occupation des sols de la commune en 2018 (CLC).

Le tableau ci-dessous présente l'occupation des sols détaillée de la commune en 2018, telle qu'elle ressort de la base de données européenne d’occupation biophysique des sols Corine Land Cover (CLC).
| Type d’occupation                                                                   | Pourcentage | Superficie (en hectares) |
| ----------------------------------------------------------------------------------- | ----------- | ------------------------ |
| Tissu urbain discontinu                                                             | 3,7 %       | 249                      |
| Zones industrielles ou commerciales et installations publiques                      | 1,3 %       | 90                       |
| Équipements sportifs et de loisirs                                                  | 1,1 %       | 71                       |
| Terres arables hors périmètres d'irrigation                                         | 40,0 %      | 2686                     |
| Prairies et autres surfaces toujours en herbe                                       | 7,3 %       | 493                      |
| Systèmes culturaux et parcellaires complexes                                        | 10,6 %      | 708                      |
| Surfaces essentiellement agricoles interrompues par des espaces naturels importants | 1,8 %       | 123                      |
| Forêts de feuillus                                                                  | 11,7 %      | 787                      |
| Forêts de conifères                                                                 | 6,2 %       | 414                      |
| Forêts mélangées                                                                    | 15,4 %      | 1030                     |
| Forêt et végétation arbustive en mutation                                           | 0,9 %       | 58                       |
| Source : Corine Land Cover                                                          |             |                          |

L'occupation des sols montre la prédominance des territoires agricoles sur la forêt et les milieux semi-naturels : 59,7 % contre 34,2 %. Les territoires agricoles ont perdu leur structure bocagère pour laisser place aux grandes parcelles de terre. La forêt, qui occupe 33,4 % de la surface communale, est constituée au 2/3 de feuillus. Les zones urbanisées sont passées de 184 ha en 1990 à 249 ha en 2018, soit une augmentation de 35%.

### Morphologie urbaine
Le bourg constitue l'agglomération principale tandis que l'activité industrielle se concentre dans la ZA de Restavy, située à l'ouest du bourg à proximité de la voie rapide.

#### Lieux-dits et écarts
La plupart des micro-toponymes désignant des hameaux sont d'origine bretonne. Ceux commençant par ker (signifiant "village") sont les plus nombreux. Ceux commençant par ty désignent des maisons isolées. Ce que semble contredire le village de Ty Henry qui était l'un des plus peuplés de Plouay et comptait en 1408 une quarantaine de maisons. Ceux commençant par Mané signalent la présence d'un coteau. Lann Justice désigne une lande où s'exerçait la justice du seigneur de Pontcallec car un gibet s'y dressait. D'autres sont plus atypiques comme Malachappe.

#### Un exemple: le hameau de Bécherel
Situé à l'est du bourg, le faubourg de Bécherel avait traditionnellement une forte individualité (déjà en 1281 un acte ducal mentionnait Plouay et Bécherel comme deux entités distinctes   ; et au XVIIe siècle, le verdict d'un procès long de 14 ans statua que la famille de Pontcallec, suzeraine de Plouay, ne put plus lever l'impôt sur les terres de Bécherel, ce qui profita à la famille de Botderu, qui habitait le château de Kerdreho). L'oratoire de Bécherel est dédié à Notre-Dame-de-Bécherel. Vers le milieu du XXe siècle Bécherel disposait de nombreux commerces, de sept bistros, etc.. De nos jours le quartier est devenu plus résidentiel, mais garde une partie de son particularisme.

## Toponymie
Le nom de la localité est mentionné sous les formes Plozoe en 1308 ; Plozoc en 1368 ; Plouzay en 1387 ; Plouay en 1448, en 1536 ; Ploay en 1464[source insuffisante].
Son nom breton est Ploue, prononcé localement [ploˈe].
Plouay est une paroisse de la Bretagne du haut Moyen-Âge comme l'indique son nom qui associe le mot breton plou signifiant « paroisse » au nom d'un saint évangélisateur. Par contre, l'identité du saint évangélisateur fait débat. Il pourrait s'agir de saint Douë (comme le pensait Joseph Loth, mais Pierre Trépos en doute), un moine gallois qui débarqua entre le Bélon et la Laïta et fonda sur la côte l'ermitage de Doëlan avant de devenir missionnaire itinérant et de franchir l'Ellé ou de saint Zay, un missionnaire originaire de Cornouailles disciple de saint Guénolé, fondateur de l'abbaye de Landévennec. Les formes anciennes du nom de la paroisse ne permettent pas de trancher. Toujours est-il que l'église catholique ne tarda pas à substituer à ce saint non officiel un autre saint reconnu celui-ci par le pape, saint Ouen.

## Histoire

### Préhistoire et Antiquité
62 sites archéologiques sont recensés à Plouay, certains datant de l'Âge du bronze (tumulus de Malachap, sites funéraires à Moustervad, Kergussec et Kerscoulan, ..), d'autres de l'Âge du fer (tumulus de Kerman, sites funéraires de Maniero et de la Lande de Kerlucas, ..), d'autres de l'époque gallo-romaine (enceinte fortifiée de Kernonene, traces d'habitat à Kerman, Zandec et Keroman,..), du Moyen Âge (Sainte-Anne, Le Haras, .. ou de l'époque moderne (espace fortifié de Stang Nivinen, habitat de Mane Costy).
Un bûcher de crémation gaulois datant de l'Âge du fer a été découvert au nord de Plouay par une équipe de 8 archéologues en 2023.
Un retranchement romain a occupé le site du promontoire formé par la rive convexe d'un méandre du Scorff, occupé plus tard par une maison forte au Moyen Âge et désormais par la chapelle Sainte-Anne du Scorff ; ce camp romain était défendu par une fortification de forme circulaire ayant 150 mètres de longueur, haute de 8 mètres et bordée de douves de 10 mètres, côté plateau. Le camp proprement dit était entouré d'un fossé de 5 m de largeur, encadré par deux parapets de 5 m de hauteur, écrit François-Marie Cayot-Délandre en 1847.

### Moyen Âge
La paroisse de Plouay dépend de la seigneurie  de Kemenet-Héboé, laquelle était soumise à la sénéchaussée d'Hennebont, ville qui était aussi son ressort ; cela subsista jusqu'à la Révolution française.
En l'an 1281, le duc de Bretagne Jean Ier et Hervé IV de Léon firent un accord entre eux, qui portait que puisque le duc avait acheté de la dame de Ty Henry (Adelice Henry épouse du baron de Lanvaux) et de Geoffroy, son fils aîné, ce qu'ils possédaient dans la paroisse de Plouay et à Bécherel, ce prince, par cet acquêt, devait avoir la moitié du marché de Plouay. En conséquence, ils y firent à frais communs, une halle ou une cohue, qui coûta la somme de 178 livres, y compris le fonds de la terre où elle fut construite et la place qui l'environne.

### Époque moderne

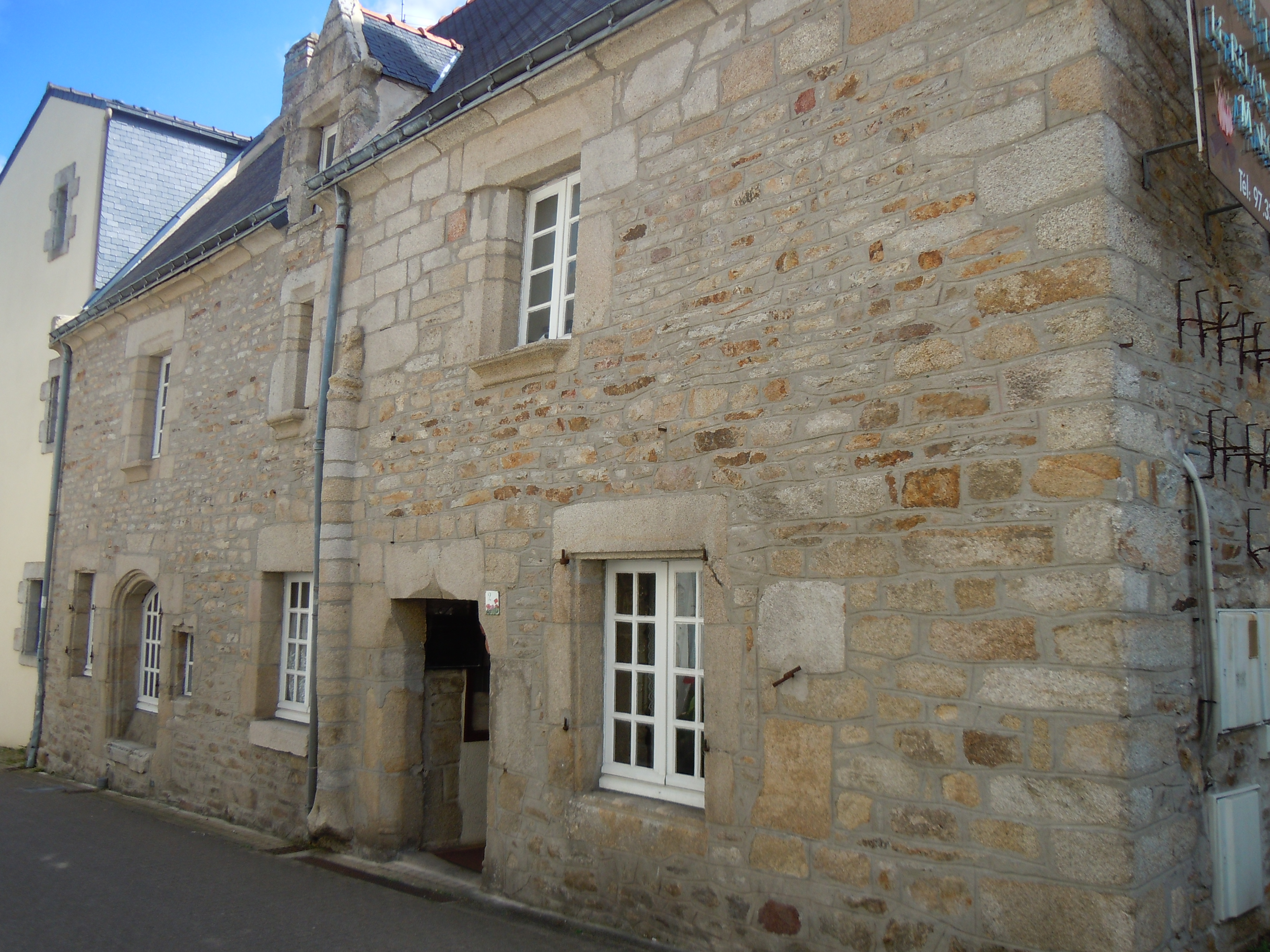
Maison dite "du Marquis" où s'exerçait la justice seigneuriale du Marquis de Pontcallec. Il s'agit probablement de la plus ancienne demeure de Plouay

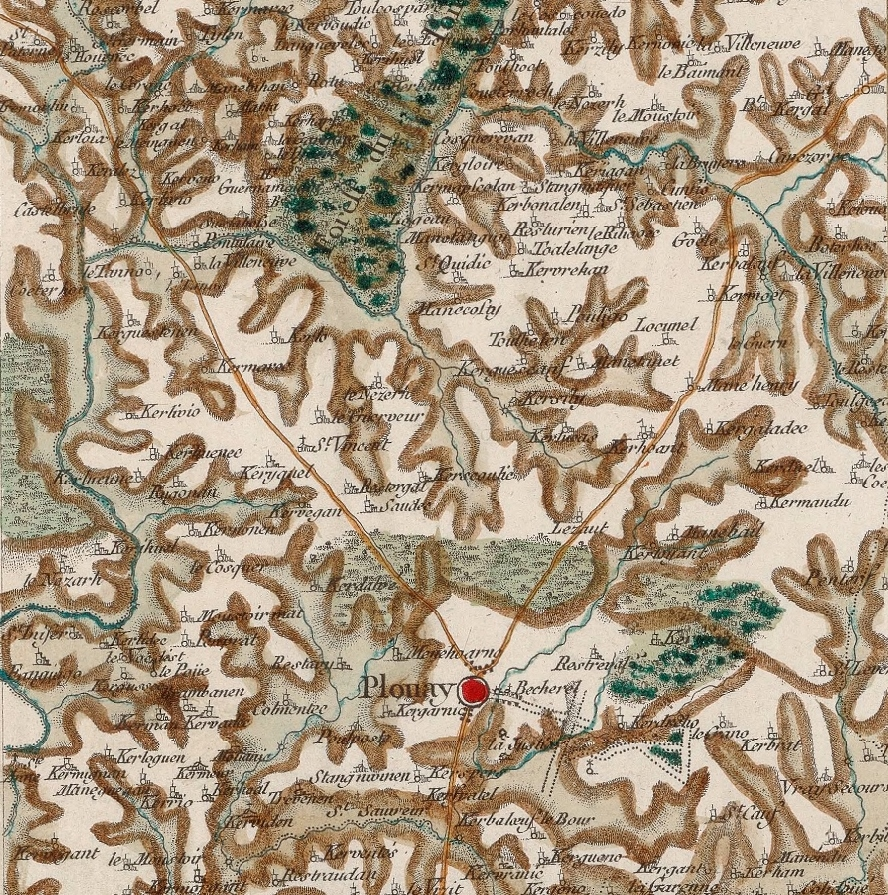
Carte de Cassini de la paroisse de Plouay (1789).

Plusieurs seigneuries se partageaient les terres dont celles de Kerdrého et de Cunffio. Les seigneurs de Cunffio étaient des vassaux des seigneurs de Pontcallec dont les terres furent érigées en marquisat en 1667 en faveur d'Alain de Guer (1628-1702). Les seigneurs de Pontcallec disposaient du droit de haute, moyenne et basse justice et l'auditoire de justice était situé au bourg de Plouay (Il était anciennement au-dessus de la Halle ). Le chef-lieu de Plouay s'apparentait à un gros bourg ou à une petite ville selon les dires de Jean Baptiste Ogée et la paroisse comptait 5000 communiants à la veille de la Révolution Française. Toujours selon Jean-Baptiste Ogée le territoire fournissait une quantité prodigieuse de fougères et des landes ; les terres cultivées produisaient du grain, du cidre et du lin et il précise que c'est un pays assez plat et couvert.
Pierre Caudan, originaire de Plouay, un complice de Marion du Faouët, fut pendu en octobre 1752.

### Révolution française
Plouay est attaqué par les Chouans le 28 janvier 1795. La petite ville tombe sous l'assaut des troupes de Louis Calan. Le détachement républicain de 100 hommes qui s'y trouve s'enfuit à Hennebont après avoir eu deux tués et deux blessés. Louis Calan,de Pluméliau, surnommé Salomon, étendait son autorité des rives du Blavet à celle de l'Ellé. Ses hommes avaient l'habitude des coups de main. La nuit ils entraient en maître dans les petites localités. Ils déracinaient les arbres de la liberté, détruisaient les ateliers de salpêtre et dispersaient les documents administratifs. Le chef chouan fut arrêté 2 jours plus tard le 30 janvier 1795 au château de Kerdrého où il se laissa surprendre par un détachement de la garnison d'Hennebont après que ses hommes aient essuyés un échec lors de l'attaque la veille de la ville du Faouët.

### LeXIXesiècle
A. Marteville et P. Varin, continuateurs d'Ogée, décrivent ainsi Plouay en 1853 :

« Plouay : commune formée de l'ancienne paroisse de ce nom ; aujourd'hui cure de 2e classe ; chef-lieu de perception b brigade de gendarmerie à pied ; bureau d'enregistrement. Il y a foire à Plouay les troisièmes lundis de janvier et de mars, le troième lundi de mai (à Notre-Dame-des-Fleurs), les troisièmes lundis de juillet, août, septembre, novembre et décembre. Marché le lundi de chaque semaine. Géologie : constitution granitique. On parle le breton. »

Une épidémie de variole sévit à Plouay en 1869 : elle fit 250 malades, dont 97 moururent. En 1896 une épidémie de fièvre typhoïde frappe 32 personnes dans 5 hameaux de Plouay (« on accumule les déjections sur le fumier voisin du puits »). En 1901 c'est une épidémie de dysenterie qui frappe Plouay et Langonnet, entraînant de nombreux malades et des décès.
En 1885 Auguste de Pluvié, maire, fut révoqué  « pour avoir refusé de laisser afficher la profession de foi des candidats Républicains ; mais il fut réélu. En 1882, candidat légitimiste, il avait été élu, sans concurrent, conseiller général du canton de Plouay.
Le 23 août 1887 un important incendie détruisit quatre maisons d'habitation, cinq écuries et deux hangars, le tout couvert en chaume, dans le village de Brembenen

### LeXXesiècle

#### LaBelle Époque

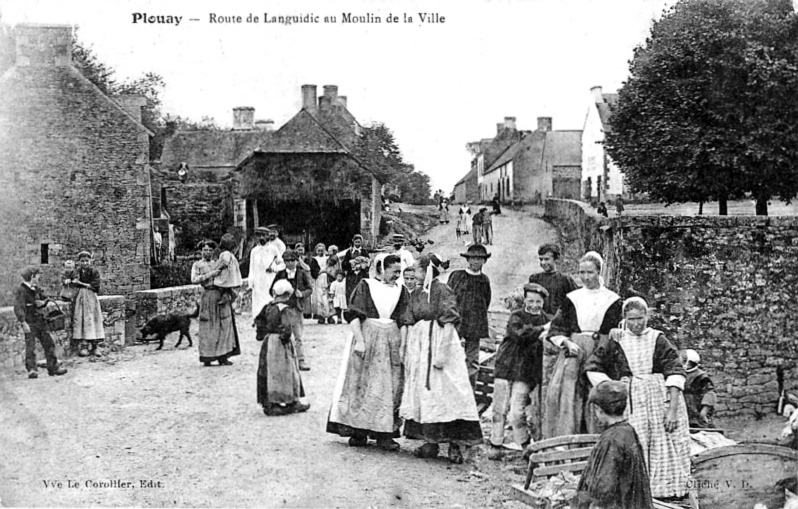
Plouay : la route de Languidic au Moulin de la Ville au début du XXe siècle.

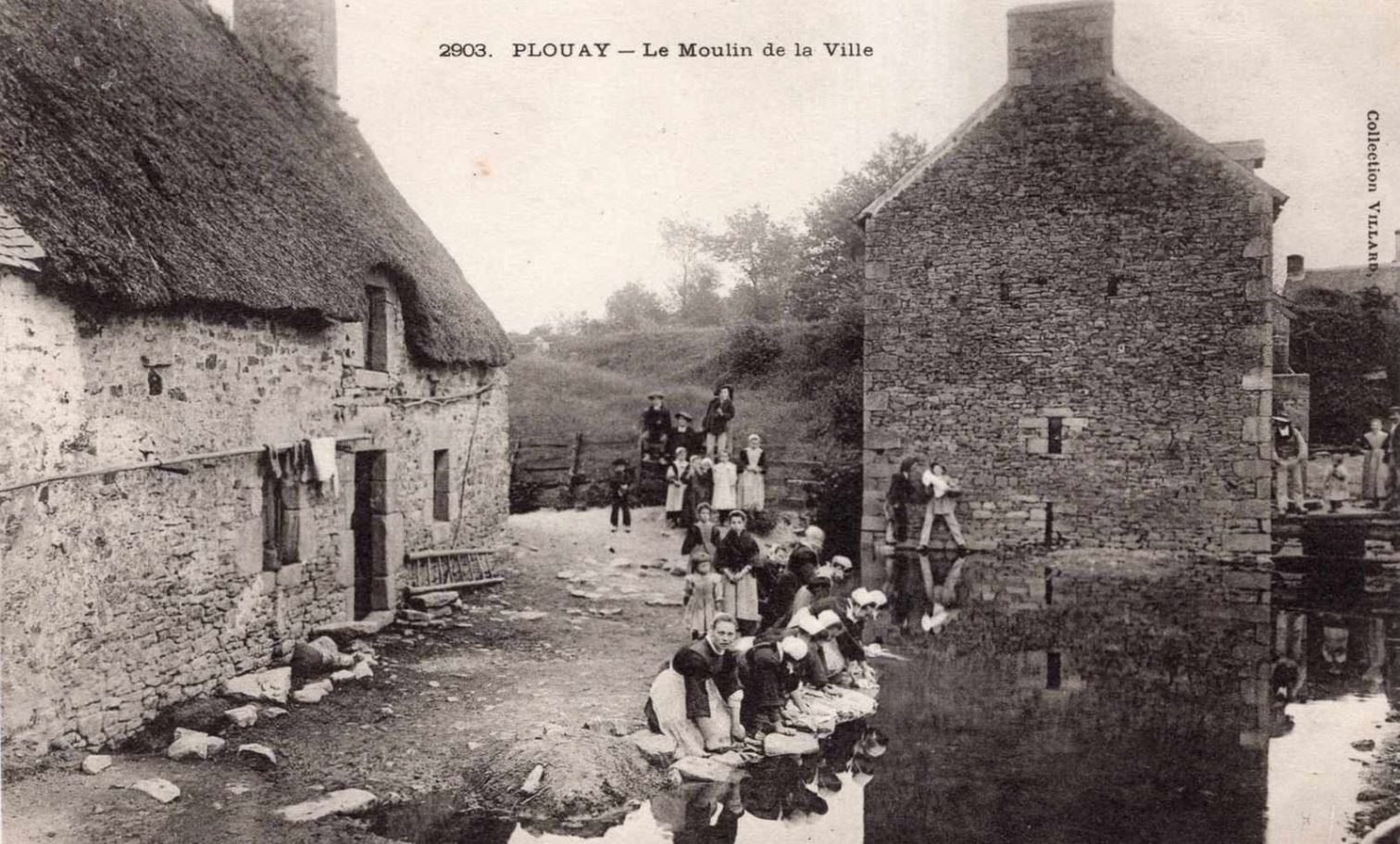
Laveuses au Moulin de la Ville (carte postale du premier quart du XXe siècle)

Une épidémie de dysenterie frappa Plouay en 1901. Le journal La Dépêche de Brest et de l'Ouest indique dans son édition du 9 décembre 1902 que « des épidémies de fièvre typhoïde ayant éclaté dans les communes de Cléguer, Pont-Scorff et Plouay, aucune permission ou congé ne sera accordé pour aller dans ce[s] commune[s] ».

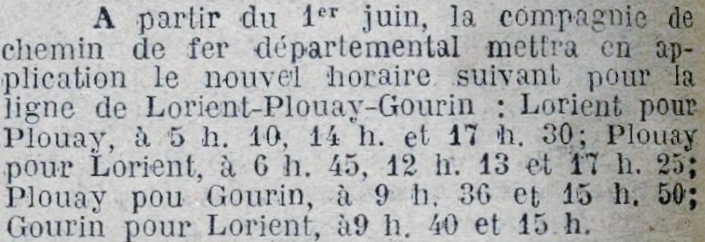
Les horaires de la ligne de chemin de fer Lorient-Plouay-Gourin en 1917 (trafic voyageurs).

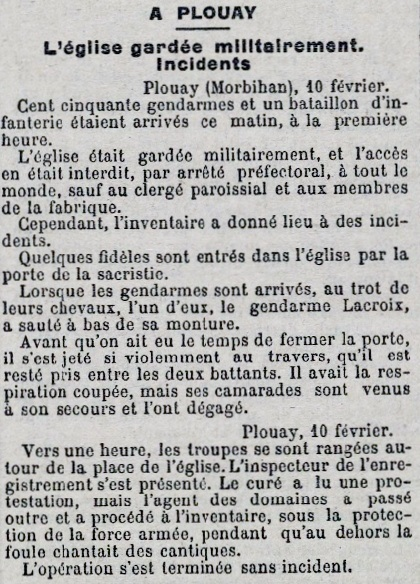
Article du journal La Dépêche de Brest relatant les incidents liés à l'inventaire des biens d'église effectué à Plouay le 10 février 1906.

La ligne de chemin de fer d'intérêt local des Chemins de fer du Morbihan (l'avant-projet date de 1885) allant de Lorient à Plouay via Pont-Scorff (elle passait entre le bourg de Pont-Scorff et Lesbin) et Cléguer, ouvrit le 14 septembre 1902 pour le tronçon Plouay-Baud-Locminé et le 28 septembre 1902 ; la ligne fut prolongée jusqu'à Gourin en 1906, Plouay devenant alors un modeste carrefour ferroviaire. Ces deux lignes fermèrent le 11 mars 1947.
Le curé de Plouay vit son traitement suspendu en janvier 1903 pour avoir prêché et enseigné le catéchisme en breton.
Le 10 février 1906 un détachement de 120 gendarmes se rendit à Plouay pour maintenir l'ordre lors de l'inventaire des biens d'église ; quelques incidents se produisirent.
La fin de la mission organisée à Plouay en 1909 donna lieu, en présence d'une foule nombreuse de fidèles, à l'érection d'un calvaire commémoratif.

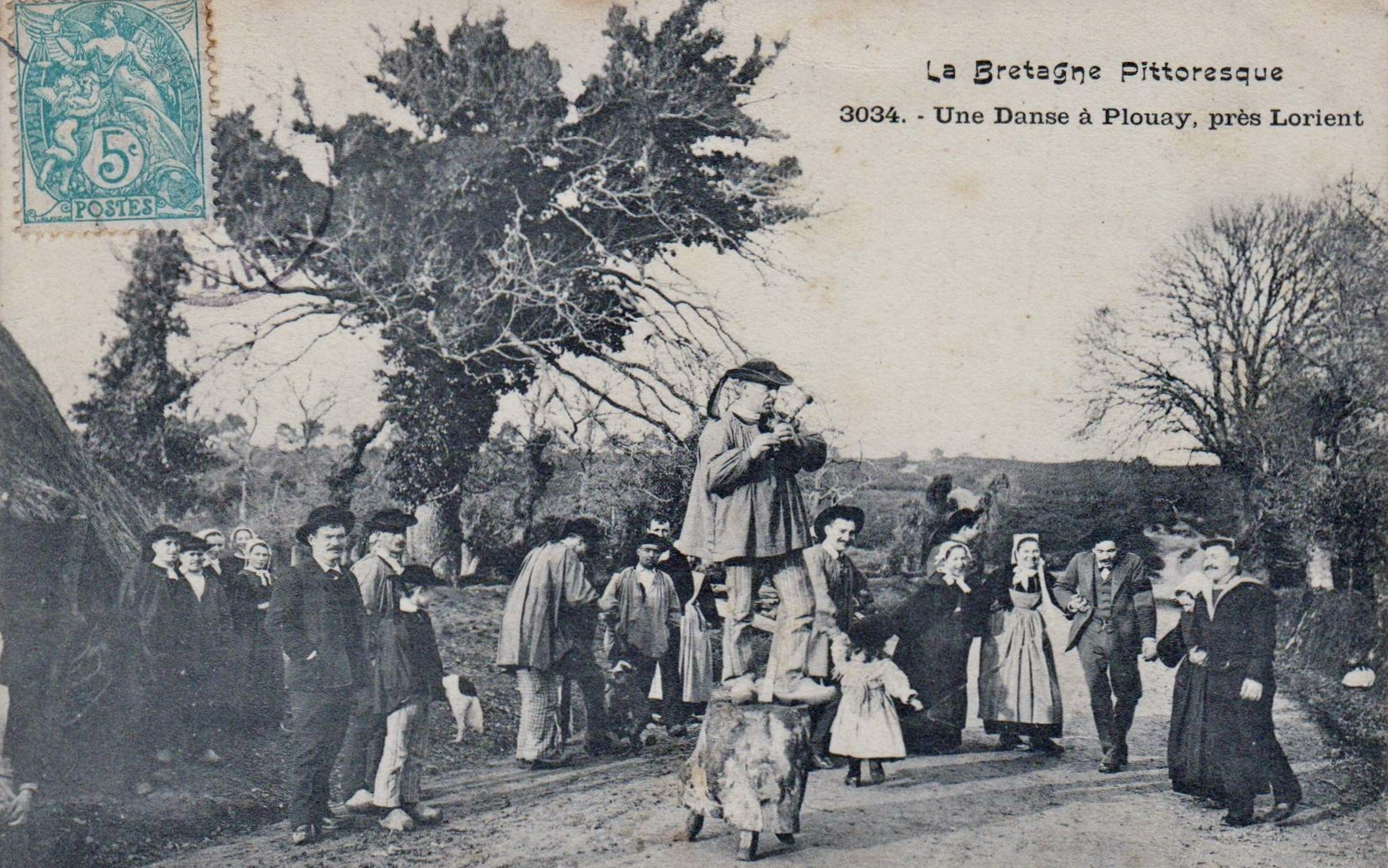
Danseurs à Plouay au début du XXe siècle.
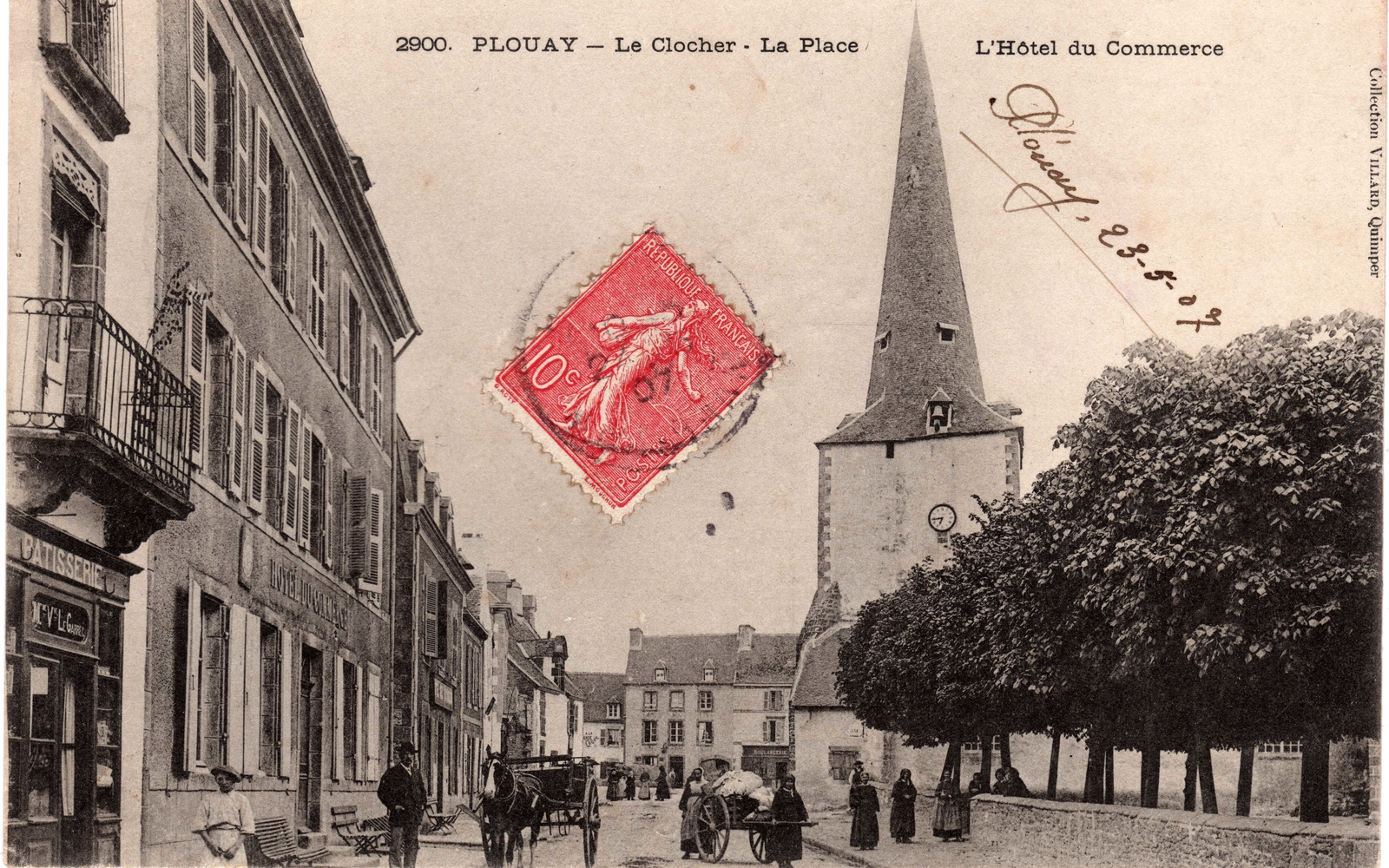
Le bourg de Plouay au début du XXe siècle : l'église paroissiale (son clocher a été reconstruit depuis, en 1923) et l'Hôtel du Commerce.
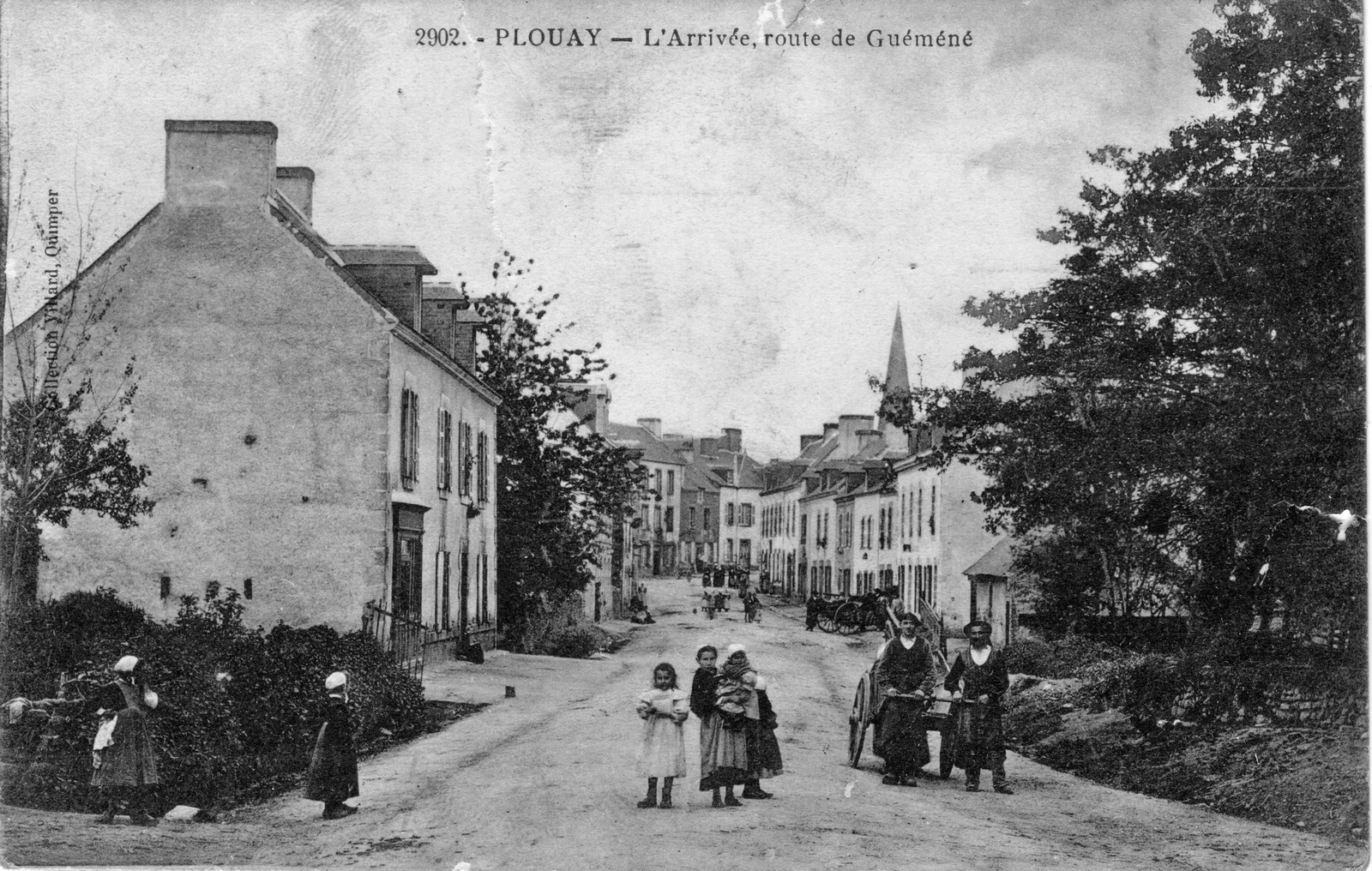
Plouay : la route de Guémené au début du XXe siècle.
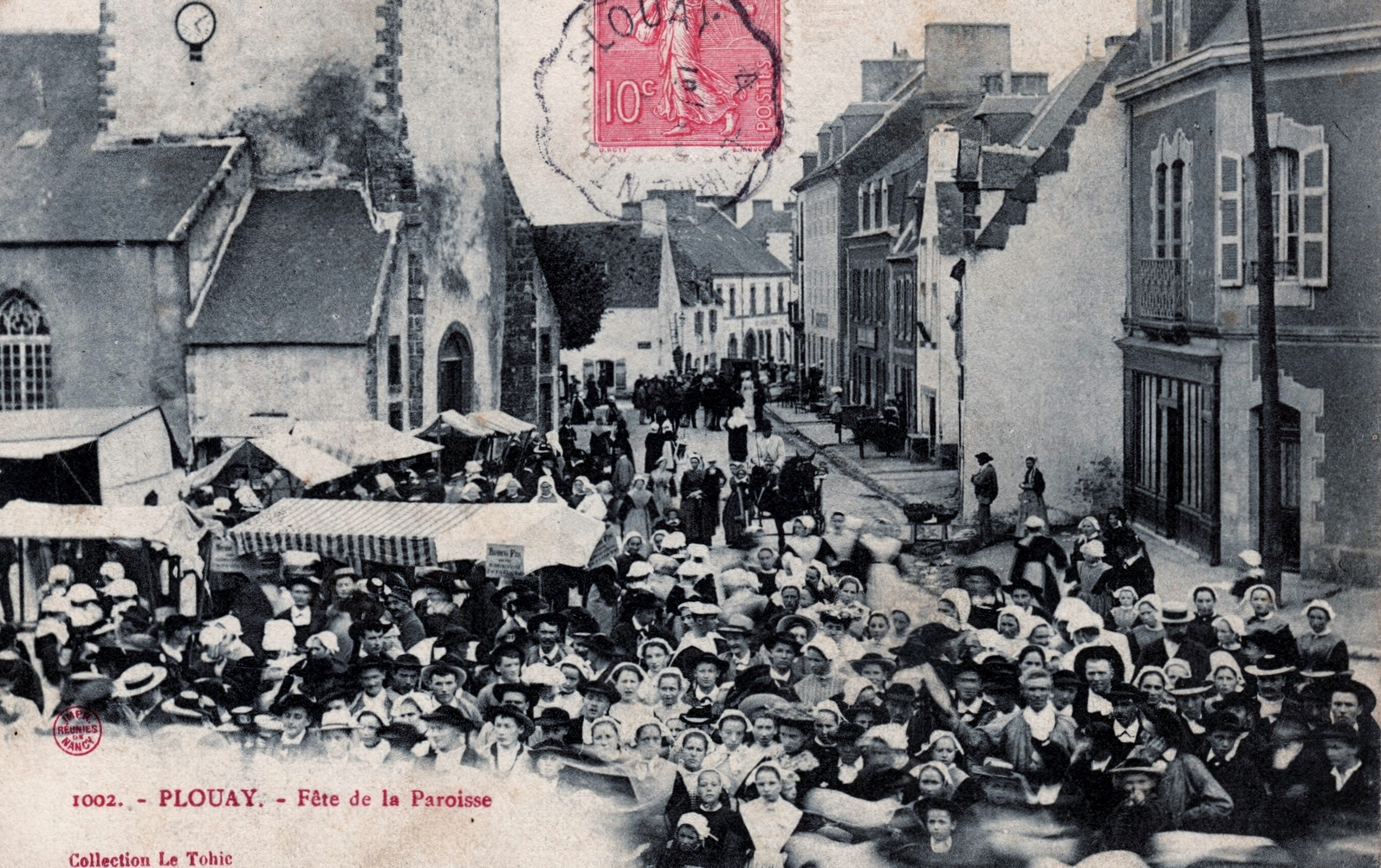
Plouay : fête de la paroisse au début du XXe siècle.

#### La Première Guerre mondiale

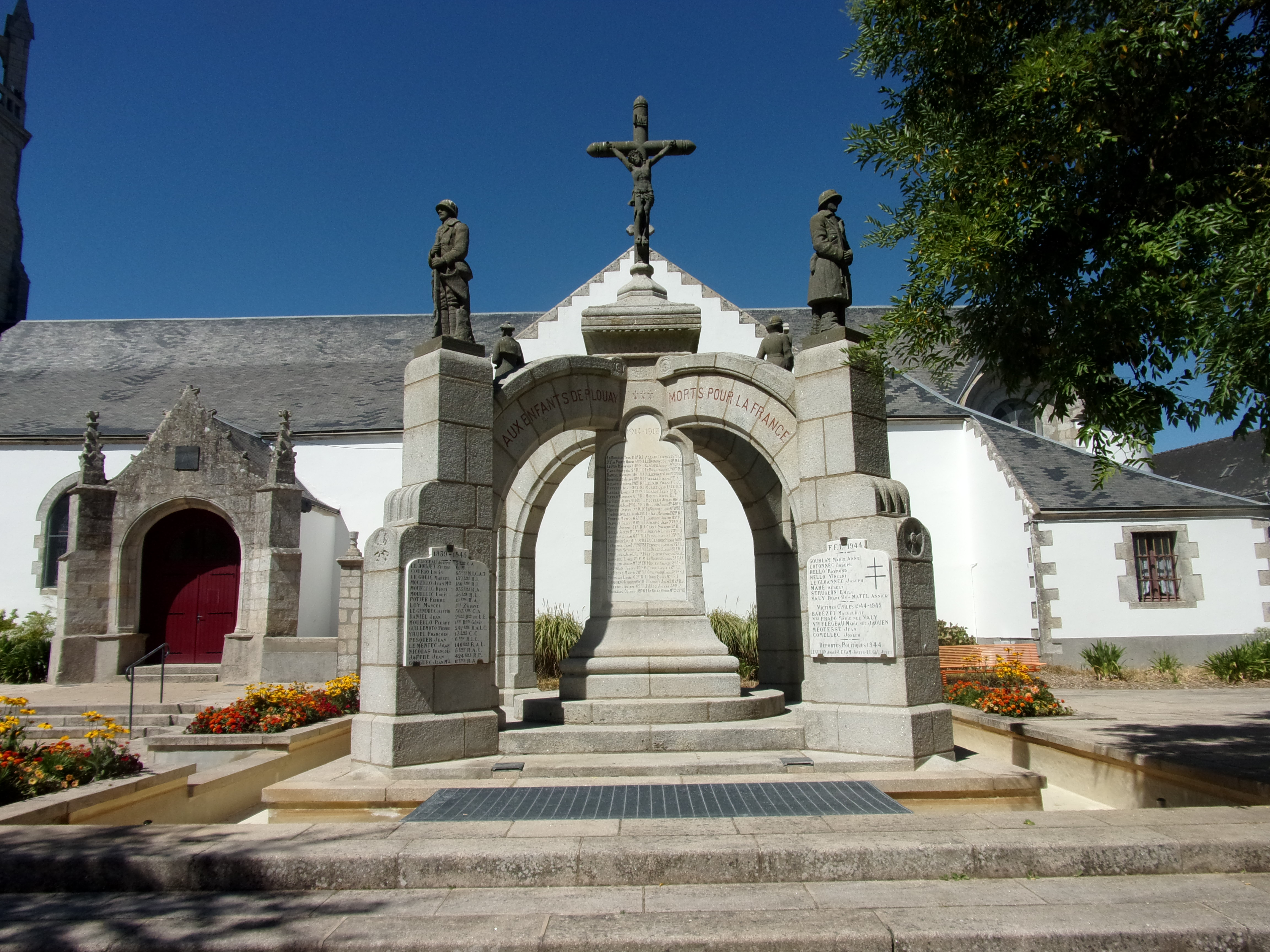
Monument aux morts de Plouay (face sud).

Le monument aux morts de Plouay porte les noms de 235 soldats morts pour la France pendant la Première Guerre mondiale. Parmi eux 12 sont morts en Belgique (dont 9 dès l'année 1914, notamment à Maissin) ; Jean Carré est mort de maladie en 1916 au Cameroun ; Yves Tanguy en 1917, François Le Mouellic et Jean Leroux en 1918 dans l'actuelle Macédoine du Nord  ainsi que Joseph Le Padan (en 1917) en Albanie, Louis Guennec (en 1918) en Serbie) et Joseph Jan ainsi que Louis Le Roux (en 1917) et Joseph Le Gloannec (en 1918) en Grèce (tous les huit faisaient partie de l'Armée française d'Orient) ; trois sont morts en mer : Joseph Hamon en 1914 à bord du navire anglais Newburn, Jean Daniel, matelot, en 1916 lors du naufrage du croiseur cuirassé Amiral Charner et Jean Raux en 1917 alors qu'il était à bord du vapeur Mont Viso attaqué par un sous-marin allemand en mer Méditerranée ; Jean Le Kernec est mort dans un accident d'hydravion au large de Saint-Raphaël en 1918 ; Mathurin Robic et Jacques Le Gorvo, alors en captivité en Allemagne, sont morts de maladie, tous les deux en 1918 ; la plupart des autres sont morts sur le sol français. Joseph Hello, Jean Le Bouar, Gildas Le Bourhis, Joseph Le Dréan, Louis Le Gallo, François Le Sciellour, François Morin, François Nicolas et Alphonse Philippe ont été décorés de la médaille militaire et de la croix de guerre.
Par ailleurs un soldat (Pierre Ledain) a été tué au Maroc le 13 novembre 1914 lors de la bataille d'Elhri.

#### L'entre-deux-guerres
Le monument aux morts de Plouay, édifié par l'architecte Charles Chaussepied, est inauguré en septembre 1922 par Alphonse Rio, alors ministre de la Marine marchande et des pêches, en présence de tous les députés et sénateurs du département ainsi que du préfet du Morbihan.

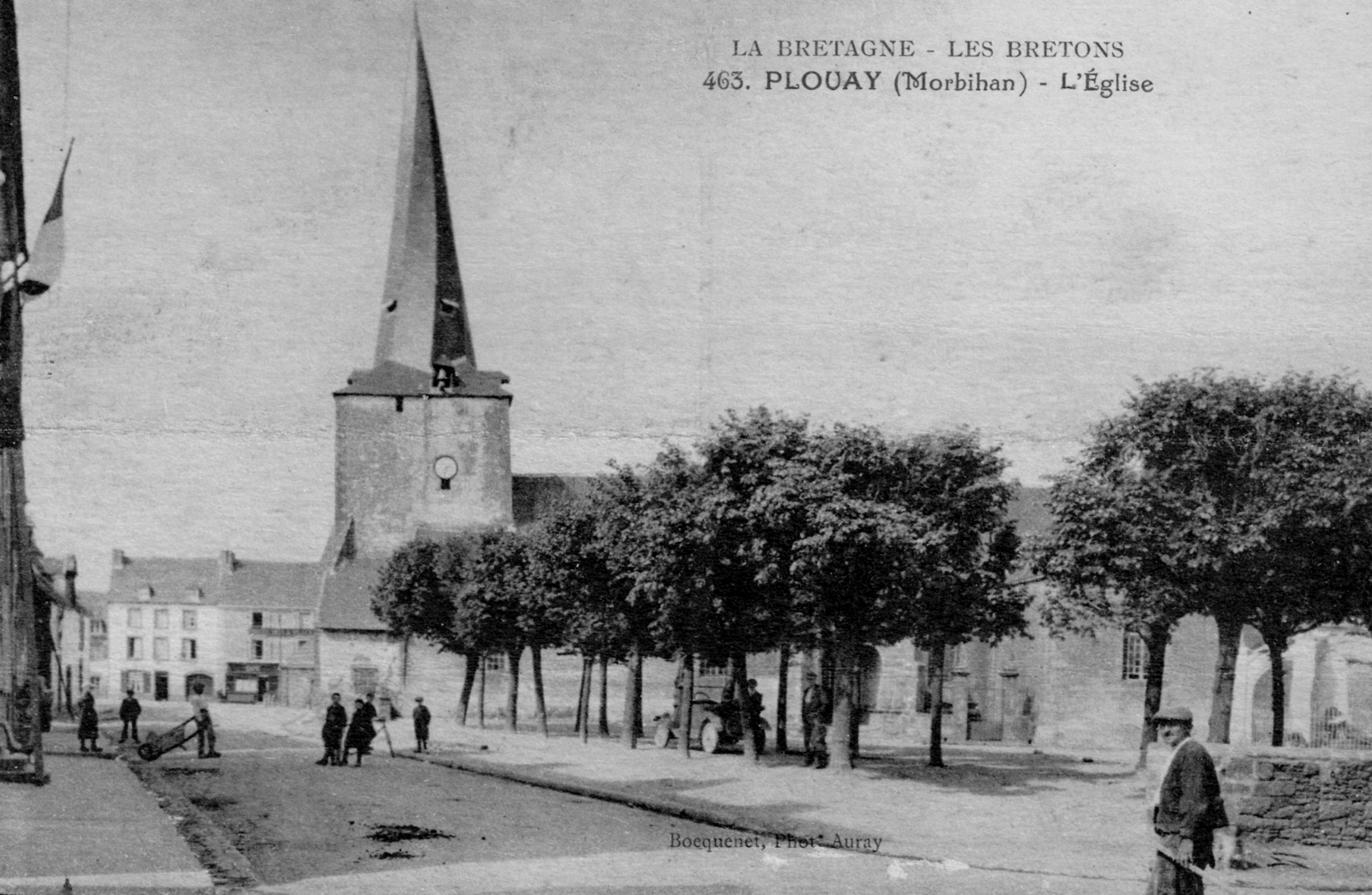
Plouay : l'église paroissiale vers 1920 , avant la reconstruction du clocher (carte postale).
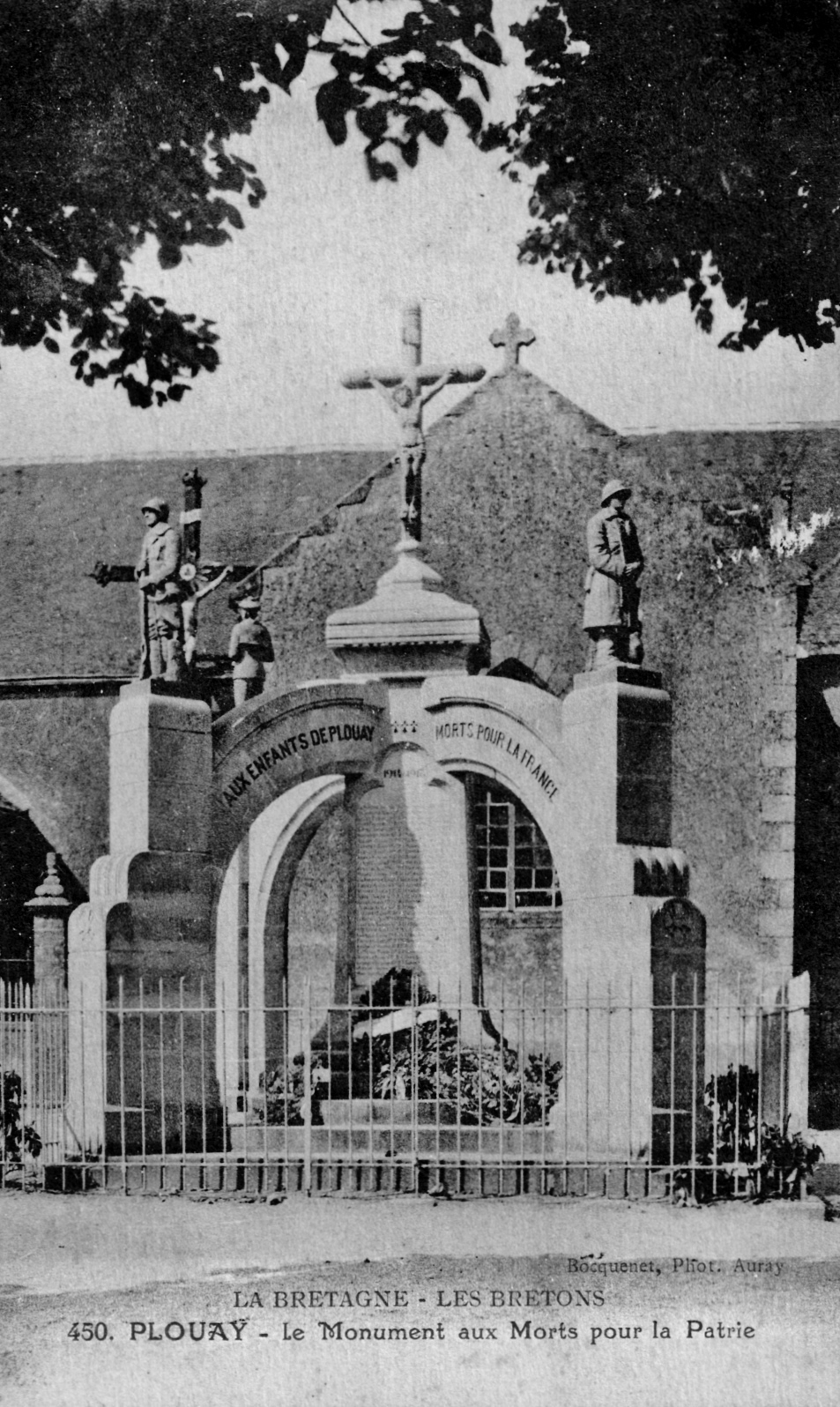
Le monument aux morts de Plouay vers 1925, peu après sa construction.
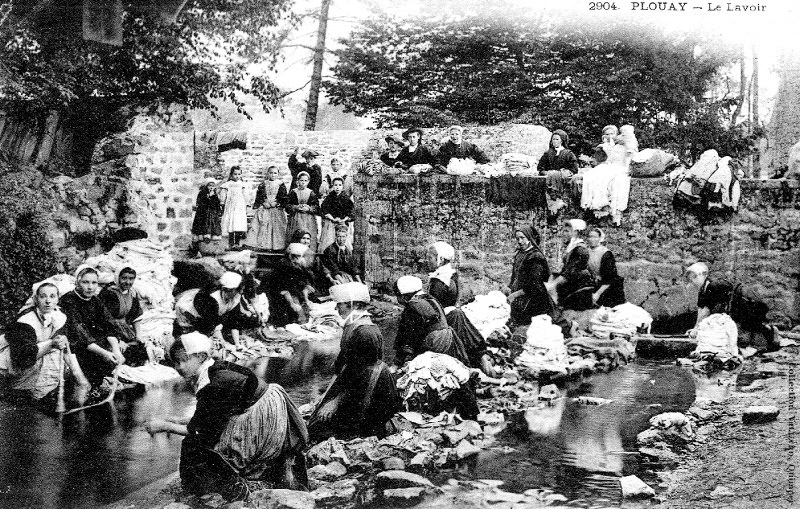
Plouay : un lavoir vers 1925.
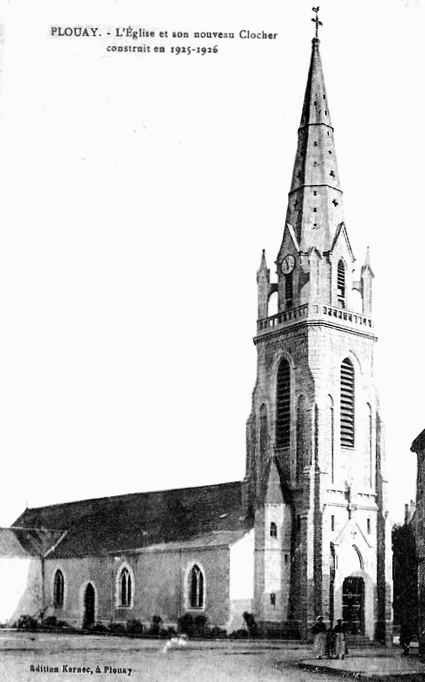
Plouay : l'église paroissiale avec son nouveau clocher vers 1925 (carte postale).

La lutte bretonne était fort pratiquée : « Depuis toujours on a aimé les luttes dans le beau pays de Plouay qui, il y a un peu plus de vingt ans, produisait des hommes comme les frères Flégeo, de Berné, les frères Lucas, de Calan, et surtout Pichon, de Lanvaudan, leur maître à tous » écrit le journal La Dépêche de Brest en 1934.
Le comité des fêtes de Plouay organisait des manifestations sportives réputées ; par exemple le 27 août 1935 un « grand circuit routier international » ainsi qu'un « grand raid hippique sur route ». Sous le nom de "circuit Warrior" une grande course cycliste était déjà organisée antérieurement, par exemple en 1924. Ces courses cyclistes attiraient déjà des couruers réputés : par exemple dans celle organisée le 29 août 1933 on relève parmi les engagés les noms de Marcel Bidot, Sylvère Maes, Romain Maes, Ferdinand Le Drogo, etc.. Des tournois de lutte bretonne étaient aussi organisés : par exemple celui de juin 1932 rassembla 39 lutteurs devant plus de 2 500 spectateurs en dépit d'un temps incertain. Déjà en 1928 le journal La Dépêche de Brest avait écrit qu'à Plouay on assiste « à une véritable renaissance de ce sport ancestral ».
Le corps des sapeurs-pompiers de Plouay est créé en 1937.

#### La Seconde Guerre mondiale
Le 19 juin 1940 les troupes allemandes occupent Plouay. Le 19 juin 1941 le conseil municipal de Plouay adresse le message suivant au maréchal Pétain : « Les membres du conseil municipal de Plouay, agissant au nom de leurs concitoyens, envoient au maréchal Pétain l'expression de leur sincère admiration pour l'œuvre de redressement que son gouvernement entend mener à bien »

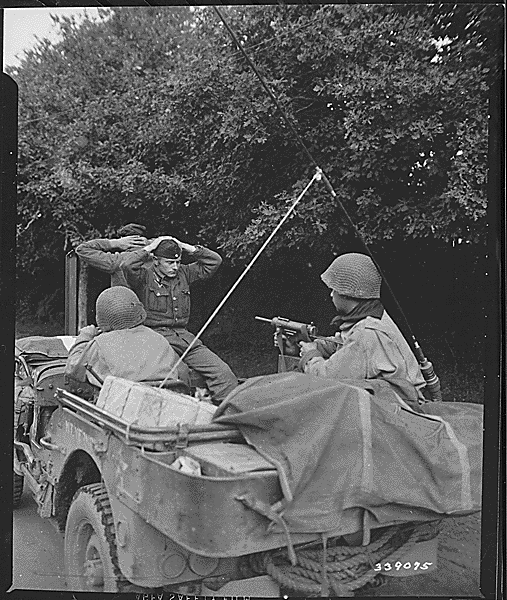
Deux soldats allemands capturés à Plouay le 28 août 1944.

Le monument aux morts de Plouay porte les noms de 34 personnes mortes pour la France pendant la Seconde Guerre mondiale dont Louis Courio, Marcel Le Gouic, Jean Le Mentec, Pierre Potier et François Yhuel, tués à l'ennemi dans le nord de la France et Jean Jaffré, victime d'un bombardement dans la Marne, lors de la Bataille de France au printemps 1940; Pierre Guillemoto est mort en 1941 et Louis Le Mouellic en 1942 alors qu'ils étaient prisonniers de guerre en Allemagne pour le premier et dans le Bas-Rhin, alors allemand, pour le second.
Le monument aux morts de la Résistance, situé dans le cimetière, porte les noms de 16 résistants de Plouay morts pour la France ; parmi eux Joseph Le Cam, responsable FFI ayant organisé notamment une filière d'évasion vers l'Espagne, déporté au camp de concentration de Neuengamme et mort le 8 mai 1945, et Jules Le Gal, chef d'une section du maquis des Montagnes Noires, membre du réseau Vengeance, déporté aussi à Neuengamme, mort le 16 mai 1945, tous les deux quelques jours après leur libération du camp de concentration ; Pierre Cotonnec, Raymond Hello, Joseph Le Gloannec en juin 1944 et François Valy en juillet 1944 ont été fusillés par les Allemands dans la citadelle de Port-Louis ; Marie Gourlay et Anne Mathel, agentes de liaison FFI, ont été fusillées à Bubry le 26 juillet 1944 ainsi que Vincent Hello, aussi résistant FFI, fusillé à Querrien le 11 juillet 1944; Émile Sturgeon a été tué lors des combats de la Poche de Lorient le 7 août 1944 à Inzinzac ; Albert Mahé, résistant FFI, a été tué à l'ennemi à Neaux (Loire) le 18 août 1944 ; Jean Daniel, soldat des Forces françaises libres, a été tué en Italie le 20 juin 1944 dans la province de Sienne ; Piere Mouello est mort dans le Bas-Rhin le 12 janvier 1945 et Jean Le Pesquer est mort accidentellement en Allemagne le 24 août 1945, tous les deux étaient aussi membres des Forces françaises libres.

#### L'après Seconde Guerre mondiale
9 soldats originaires de Plouay sont morts pendant la guerre d'Indochine (dont Émile Le Galloudec, mort des suites de ses blessures le 31 mai 1947 à Saïgon, décoré de la Légion d'honneur et de la croix de guerre, François Courtet, tué à l'ennemi au Viet-Nam le 8 juin 1948 et Jean Le Gloannec, tué à l'ennemi le 5 avril 1952 dans le Tonkin) et 3 (André Doussal, Francis Le Bigot et Louis Mentec) pendant la guerre d'Algérie.

## Événements
La paroisse de Plouay est sous le patronage de saint Ouen. Lors des fêtes patronales qui avaient lieu au mois d'août diverses manifestations sportives étaient organisées dont une course de vélo. Par la suite la course de vélo est devenue le Grand Prix de Plouay, puis la Bretagne Classic Ouest-France.

## Blasonnement
|  | Les armoiries de Plouay se blasonnent ainsi : De sinople au pairle d’or – au chef d’hermine chargé d’une trangle ondée d’azur. Devise : digemér mat é Ploué (bon accueil à Plouay). |

## Politique et administration

### Liste des maires

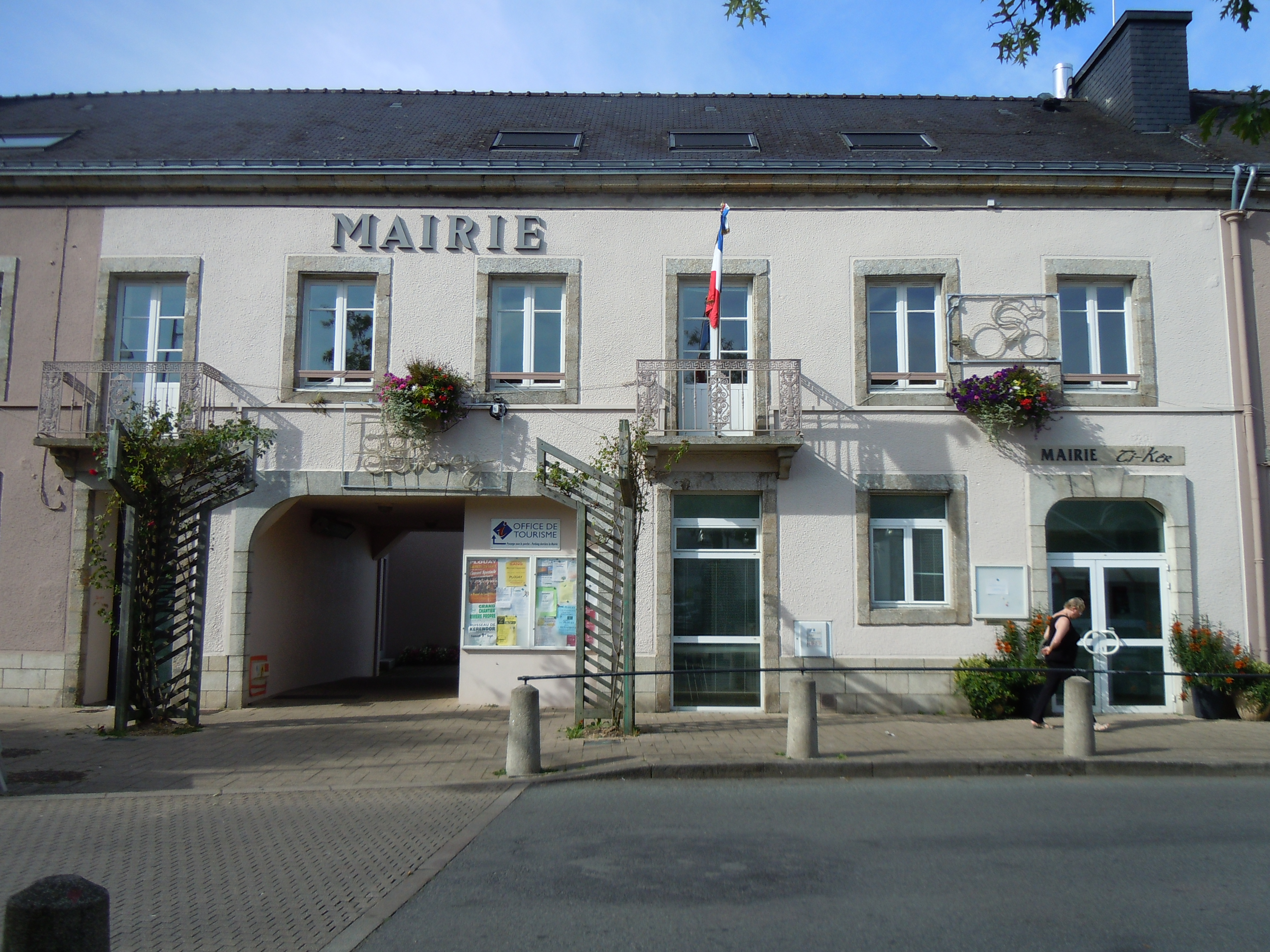
La mairie.

Pendant 88 ans les membres de la famille de Pluvié, une famille de châtelains résidant au château de Manéhouarn, ont dirigé la municipalité. Quatre générations se sont succédé à la tête de celle-ci.
| Période                                  | Période         | Identité                      | Étiquette             | Qualité |
| ---------------------------------------- | --------------- | ----------------------------- | --------------------- | --- |
| Les données manquantes sont à compléter. |                 |                               |                       | |
| 13 février 1790                          | 17 février 1790 | Yves Mahé                     |                       | |
| 17 février 1790                          | 1791            | Paul-Olivier Le Corre         |                       | |
| 13 novembre 1791                         |                 | Joseph-Marie Horel            |                       | |
| 19 juillet 1800                          | 1 août 1804     | Gilles Lorient                |                       | |
| 2 août 1804                              |                 | Joseph Eugène Maho            |                       | Secrétaire de mairie. |
| 1811                                     | 1811            | Jean Barré                    |                       | Notaire. |
| 1811                                     | 1815            | Comte Hyacinthe du Botderu    |                       | Député. Membre de la Chambre des Pairs |
| 1816                                     | 1836            | Auguste de Pluvié             |                       | Comte. Propriétaire et rentier. Conseiller général. |
| 1837                                     | 1840            | Fortuné de Pluvié             |                       | Comte. Fils d'Auguste de Pluvié, maire précédent. Propriétaire. Conseiller général. |
| 1841                                     | 1846            | Édouard de Kermasson          |                       | |
| 1847                                     | 1869            | Julien-François-Marie Cornily |                       | Notaire. |
| 1870                                     | 1881            | Fortuné de Pluvié             |                       | Déjà maire entre 1836 et 1840. |
| 1882                                     | 1925            | Auguste de Pluvié             | Conservateur          | Comte. Fils de Fortuné de Pluvié, maire précédent. Propriétaire du château de Manehouarn. Conseiller général de Plouay. Vice-président du Conseil général du Morbihan (1882-1919). Décédé en fonction |
| 1925                                     | 1935            | Jacques-Joseph de Pluvié      |                       | Comte. Fils d'Auguste de Pluvié, maire précédent. Propriétaire. |
| 1935                                     | 1945            | Pierre-Marie Le Floch         | RG                    | Greffier de justice de paix. Conseiller général de Plouay (1922-1940). Maintenu dans ses fonctions de maire en 1941 par le régime de Vichy.                                                           |
| 1945                                     | mars 1959       | Antoine Le Floch              |                       | Pharmacien. Fils de Pierre-Marie Le Floch, maire précédent. |
| mars 1959                                | mars 1989       | Yves Le Cabellec              | CD puis UDF-CDS       | Chapelier. Résistant en 1944-1945. Député du Morbihan (6e circ.) (1974-1981) Conseiller général de Plouay (1970-1988)                                                                                 |
| mars 1989                                | octobre 2017    | Jacques Le Nay                | UDF puis UMP puis UDI | Horticulteur Député du Morbihan (6e circ.) (1993-2012) Conseiller général de Plouay (1988-2001) Président de la CC de la Région de Plouay (1997-2008)                                                 |
| octobre 2017 Réélu en 2020               | En cours        | Gwenn Le Nay                  | UDI puis Horizons     | Assistant parlementaire Conseiller départemental de Guidel (depuis 2021) Vice-président de Lorient Agglomération                                                                                      |

## Population et société

### Démographie

#### Évolution démographique
L'évolution du nombre d'habitants est connue à travers les recensements de la population effectués dans la commune depuis 1793. Pour les communes de moins de 10 000 habitants, une enquête de recensement portant sur toute la population est réalisée tous les cinq ans, les populations de référence des années intermédiaires étant quant à elles estimées par interpolation ou extrapolation. Pour la commune, le premier recensement exhaustif entrant dans le cadre du nouveau dispositif a été réalisé en 2006.

En 2022, la commune comptait 5 779 habitants, en évolution de +3,12 % par rapport à 2016 (Morbihan : +3,82 %, France hors Mayotte : +2,11 %).
| 1793  | 1800  | 1806  | 1821  | 1831  | 1836  | 1841  | 1846  | 1851  |
| ----- | ----- | ----- | ----- | ----- | ----- | ----- | ----- | ----- |
| 3 656 | 3 516 | 3 602 | 3 632 | 3 816 | 4 210 | 4 047 | 4 308 | 4 362 |

| 1856  | 1861  | 1866  | 1872  | 1876  | 1881  | 1886  | 1891  | 1896  |
| ----- | ----- | ----- | ----- | ----- | ----- | ----- | ----- | ----- |
| 4 560 | 4 360 | 4 281 | 4 093 | 4 261 | 4 526 | 4 539 | 4 430 | 4 572 |

| 1901  | 1906  | 1911  | 1921  | 1926  | 1931  | 1936  | 1946  | 1954  |
| ----- | ----- | ----- | ----- | ----- | ----- | ----- | ----- | ----- |
| 4 697 | 4 777 | 4 920 | 4 821 | 4 772 | 4 590 | 4 380 | 5 120 | 4 112 |

| 1962  | 1968  | 1975  | 1982  | 1990  | 1999  | 2006  | 2011  | 2016  |
| ----- | ----- | ----- | ----- | ----- | ----- | ----- | ----- | ----- |
| 3 964 | 3 876 | 4 053 | 4 368 | 4 834 | 4 759 | 5 112 | 5 293 | 5 604 |

| 2021  | 2022  | - | - | - | - | - | - | - |
| ----- | ----- | - | - | - | - | - | - | - |
| 5 784 | 5 779 | - | - | - | - | - | - | - |

#### Pyramide des âges
La population de la commune est relativement jeune.
En 2018, le taux de personnes d'un âge inférieur à 30 ans s'élève à 33,2 %, soit au-dessus de la moyenne départementale (31,2 %). À l'inverse, le taux de personnes d'âge supérieur à 60 ans est de 28,0 % la même année, alors qu'il est de 31,3 % au niveau départemental.
En 2018, la commune comptait 2 812 hommes pour 2 914 femmes, soit un taux de 50,89 % de femmes, légèrement inférieur au taux départemental (51,51 %).
Les pyramides des âges de la commune et du département s'établissent comme suit.
| Hommes | Classe d’âge | Femmes |
| ------ | ------------ | ------ |
| 0,5    | 90 ou +      | 1,7    |
| 8,0    | 75-89 ans    | 11,9   |
| 17,0   | 60-74 ans    | 16,6   |
| 21,5   | 45-59 ans    | 20,4   |
| 18,1   | 30-44 ans    | 17,6   |
| 15,1   | 15-29 ans    | 13,4   |
| 19,6   | 0-14 ans     | 18,3   |

| Hommes | Classe d’âge | Femmes |
| ------ | ------------ | ------ |
| 0,8    | 90 ou +      | 2,2    |
| 8,5    | 75-89 ans    | 11,6   |
| 20,5   | 60-74 ans    | 21,6   |
| 20,6   | 45-59 ans    | 20     |
| 17     | 30-44 ans    | 16,3   |
| 15,5   | 15-29 ans    | 13     |
| 17,1   | 0-14 ans     | 15,2   |

## Économie

### Revenus de la population et fiscalité
Les indicateurs de revenus et de fiscalité à Plouay et dans l'ensemble du Morbihan en 2016 sont présentés ci-dessous.
|                                                                   | Plouay | Morbihan |
| ----------------------------------------------------------------- | ------ | -------- |
| Nombre de ménages fiscaux                                         | 2 408  | 332 909  |
| Nombre de personnes dans les ménages fiscaux                      | 5 587  | 740 023  |
| Médiane du revenu disponible par unité de consommation (en euros) | 20 162 | 20 607   |
| Part des ménages fiscaux imposés                                  | 46,0 % | 49,1 %   |

### Entreprises et commerces
Plouay est un petit centre d'industrie agro-alimentaire avec une usine de transformation  et de conservation de la viande de volaille Celtys (170 salariés, fermé à l'automne 2013), une usine de découpe et transformation de porcs et volaille Délice mondial (50 salariés), les salaisons et charcuteries AT France (40 salariés) . En outre Plouay accueille la Forge Lebéon (45 salariés), la maçonnerie Garniel (30 salariés), les revêtements Doré sol (30 salariés), la menuiserie bois et pvc Loy (25 salariés), les transports Kerjean (30 salariés). Un supermarché Carrefour emploie 30 salariés et La Poste 20 salariés. Une ferme cidricole située à Locunel utilise pour commercialiser sa production le nom la petite reine.
|                                                              | Total | % com (% dep) | 0 salarié | 1 à 9 salarié(s) | 10 à 19 salariés | 20 à 49 salariés | 50 salariés ou plus |
| ------------------------------------------------------------ | ----- | ------------- | --------- | ---------------- | ---------------- | ---------------- | ------------------- |
| Ensemble                                                     | 496   | 100,0 (100)   | 327       | 135              | 18               | 14               | 2                   |
| Agriculture, sylviculture et pêche                           | 58    | 11,7 (10)     | 48        | 9                | 1                | 0                | 0                   |
| Industrie                                                    | 28    | 5,6 (6)       | 10        | 12               | 2                | 2                | 2                   |
| Construction                                                 | 66    | 13.3 (9,7)    | 36        | 25               | 2                | 3                | 0                   |
| Commerce, transports, services divers                        | 272   | 54,8 (60,1)   | 185       | 78               | 7                | 2                | 0                   |
| dont commerce et réparation automobile                       | 100   | 20,2 (15,1)   | 65        | 31               | 3                | 1                | 0                   |
| Administration publique, enseignement, santé, action sociale | 72    | 14,5 (14,2)   | 48        | 11               | 6                | 7                | 0                   |

### Secteur primaire
Le tableau ci-dessous présente les principales caractéristiques des exploitations agricoles de Plouay, observées entre 1988 et 2010, soit sur une période de 22 ans.
|                                                           | 1988  | 2000  | 2010  |
| --------------------------------------------------------- | ----- | ----- | ----- |
| Nombre d’exploitations                                    | 149   | 92    | 61    |
| Nombre d’exploitations ayant des vaches laitières         | 93    | 49    | 40    |
| Nombre d’exploitations ayant des poulets de chair et coqs | 75    | 28    | 0     |
| Cheptel - gros bétail (nombre de têtes)                   | 8 211 | 8 345 | 7 003 |
| Vaches laitières (nombre de têtes)                        | 1 992 | 1 457 | 1 261 |
| Vaches nourrices (nombre de têtes)                        | 114   | 42    | 81    |
| Surface agricole utile (SAU) (ha)                         | 3 616 | 3 592 | 3 402 |
| Superficie en terres labourables (ha)                     | 2 502 | 3 066 | 3 169 |
| Superficie toujours en herbe (ha)                         | 1 067 | 486   | 195   |

## Culture locale et patrimoine

### Langue bretonne
Le nom de la commune est Ploue en breton.
La langue autrefois pratiquée dans la commune était le breton bas-vannetais.
L’adhésion à la charte Ya d'ar brezhoneg a été votée par le conseil municipal le 10 février 2006. La commune a obtenu le label de niveau 1.
À la rentrée 2016, 126 élèves sont scolarisés dans la filière bilingue publique (soit 16 % des enfants de la commune inscrits dans le primaire).

### Lieux et monuments

#### Sites naturels
- Vallée du Scorff.

#### Vestiges préhistoriques et antiques
- Stèle de l'Âge du fer du village de Zandec.

#### Châteaux et manoirs

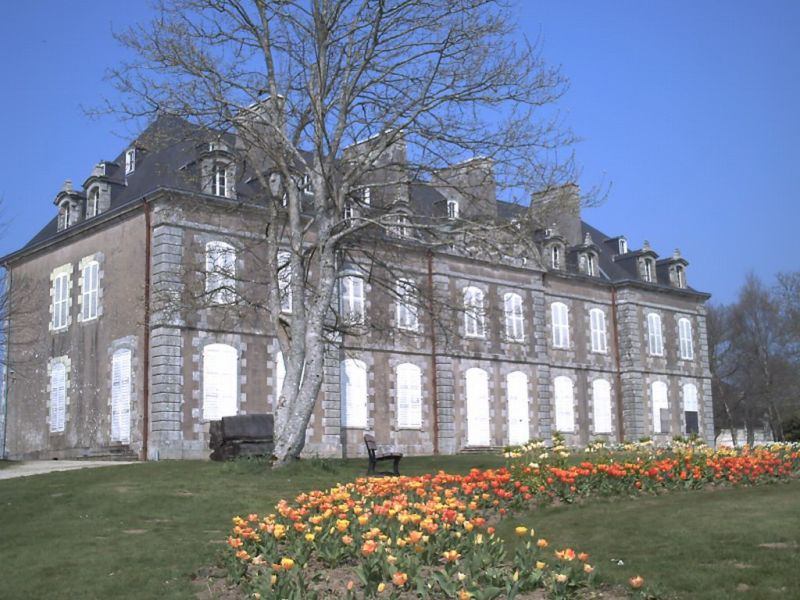
Château de Manéhouarn.

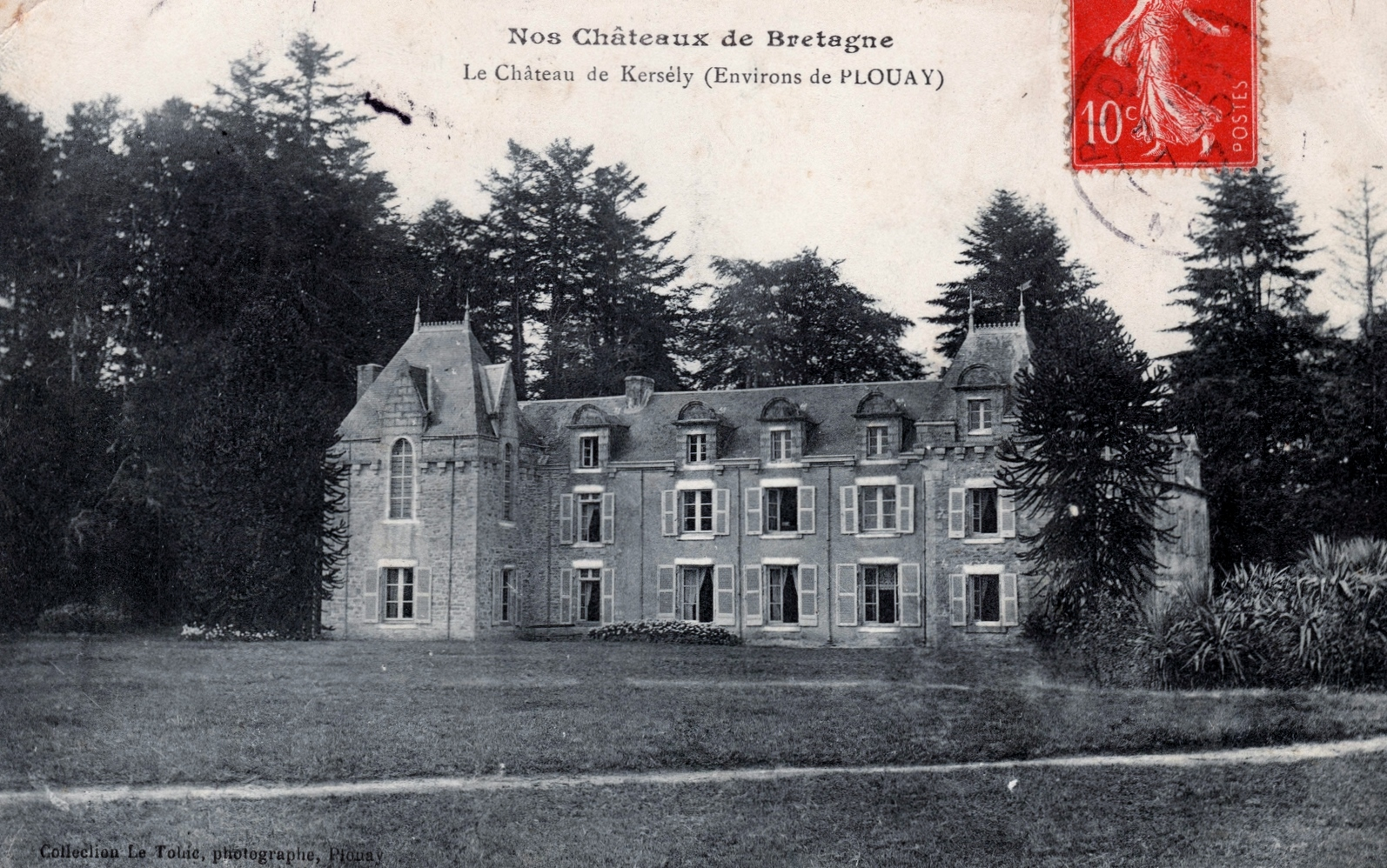
Château de Kersily (vers 1907).

- Château de Ménéhouarn : construit au troisième quart du XVIIIe siècle, propriété de la ville depuis 1975 après avoir appartenu à la famille de Pluvié, ses dépendances abritaient le musée du Vélo[72].
- Château de Kerdrého : le manoir initial est la propriété en 1456 de Payen de Pluvié et le domaine est resté depuis cette date propriété de ses descendants, dont au XVIe siècle Louis du Botdéru, époux de Catherine de Pluvié. Le château actuel est construit dans la première moitié du XVIIe siècle et reste dans la famille du Botdéru jusqu'au décès du comte Victor du Botdéru, pair de France et capitaine de louveterie, décédé en 1834 : son neveu Ernest de Fournas en hérita alors, puis une cousine germaine de Victor du Botdéru, Mme de Montendre, dont la fille Marie-Joséphine Flore de Montendre épousa l'amiral de Bougainville ; le château est désormais la propriété de leur descendant Hugues de Bronac de Bougainville[73]. Il est inscrit à l'inventaire général du patrimoine culturel[74] ;
- Château de Kersily, date du XIXe siècle et du XXe siècle[75]. Il est inscrit à l'inventaire général du patrimoine culturel[76] ;
- Manoir de Cunfio, date du XVIIe siècle ou du XVIIIe siècle[77]. Il est inscrit à l'inventaire général du patrimoine culturel[78] ;
- Manoir de Kermorgan, date du XVIe siècle, il est inscrit à l'inventaire général du patrimoine culturel[79],[80]  ;
- Manoir de Kerhouant date des XVIIe et XVIIIe siècles, il est inscrit à l'inventaire général du patrimoine culturel[81] ;
- Manoir de Kermarec.

#### Église et chapelles
- Église paroissiale Saint-Ouen. Le monument aux morts se trouvant sur sa place est construit en 1923 par l'architecte Charles Chaussepied et le sculpteur Gauthier. La partie centrale à quatre côtés rectangulaires est ornée de plaques de marbre blanc sur lesquelles sont gravés les noms des Plouaysiens tués au cours de la Première Guerre mondiale. Les quatre piliers d'où partent les arcs-boutants[82] qui rejoignent la partie centrale sont surmontés de sculptures représentant les corps d'armée de la Grande Guerre (fantassin, artilleur, aviateur et marin)[83].

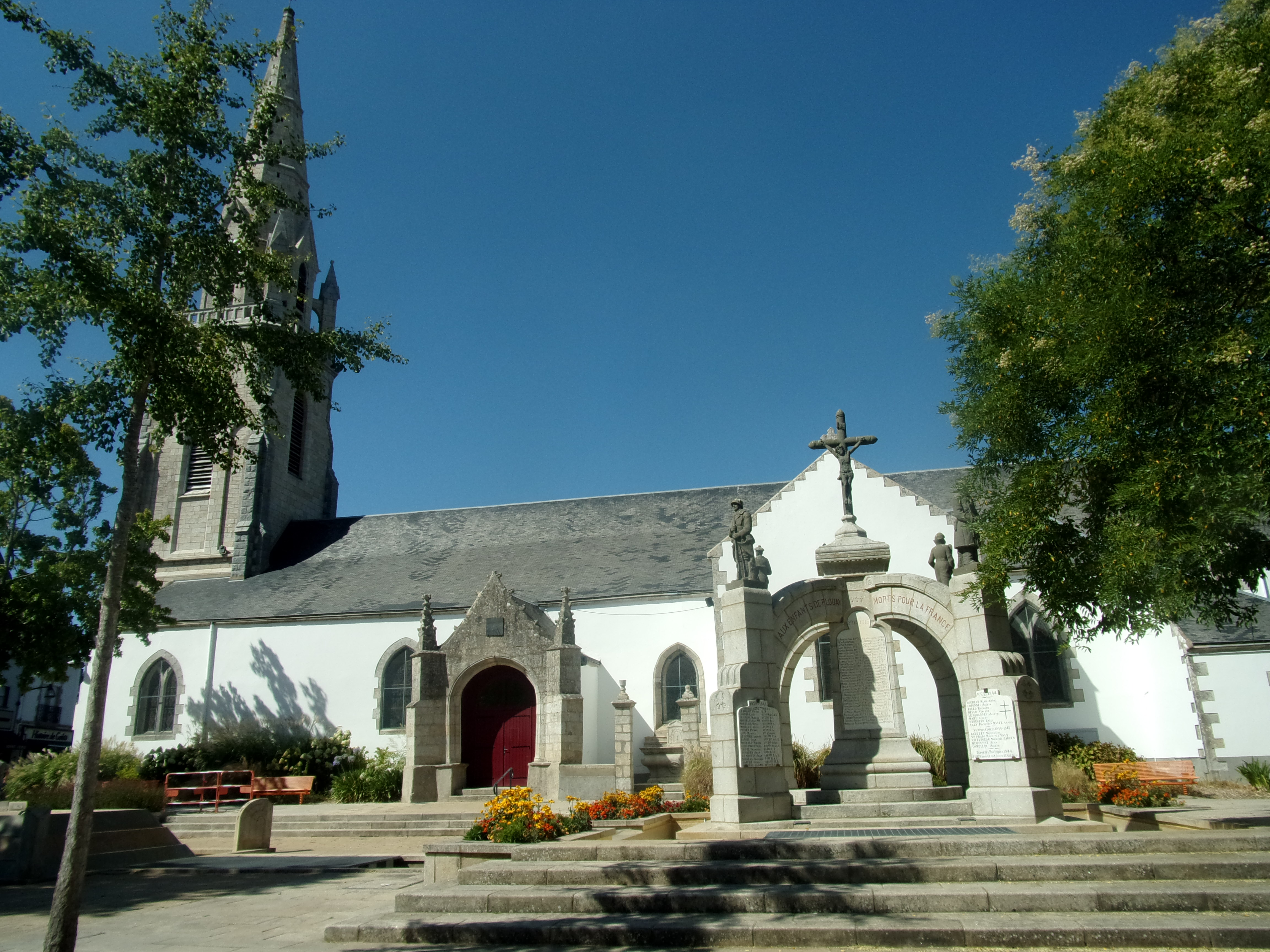
Église Saint-Ouen : vue extérieure d'ensemble.
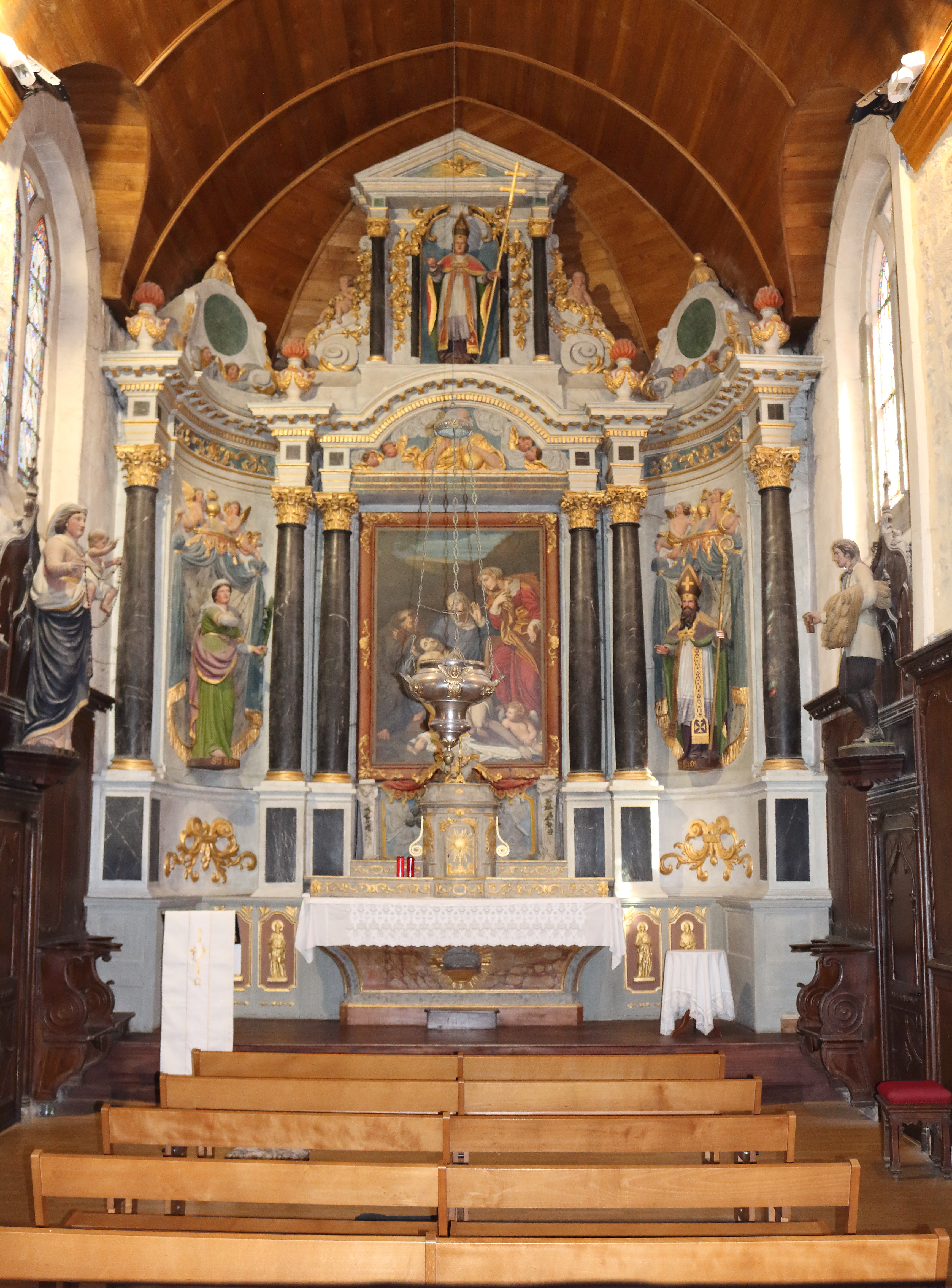
Église Saint-Ouen : le maître-autel (vue d'ensemble).
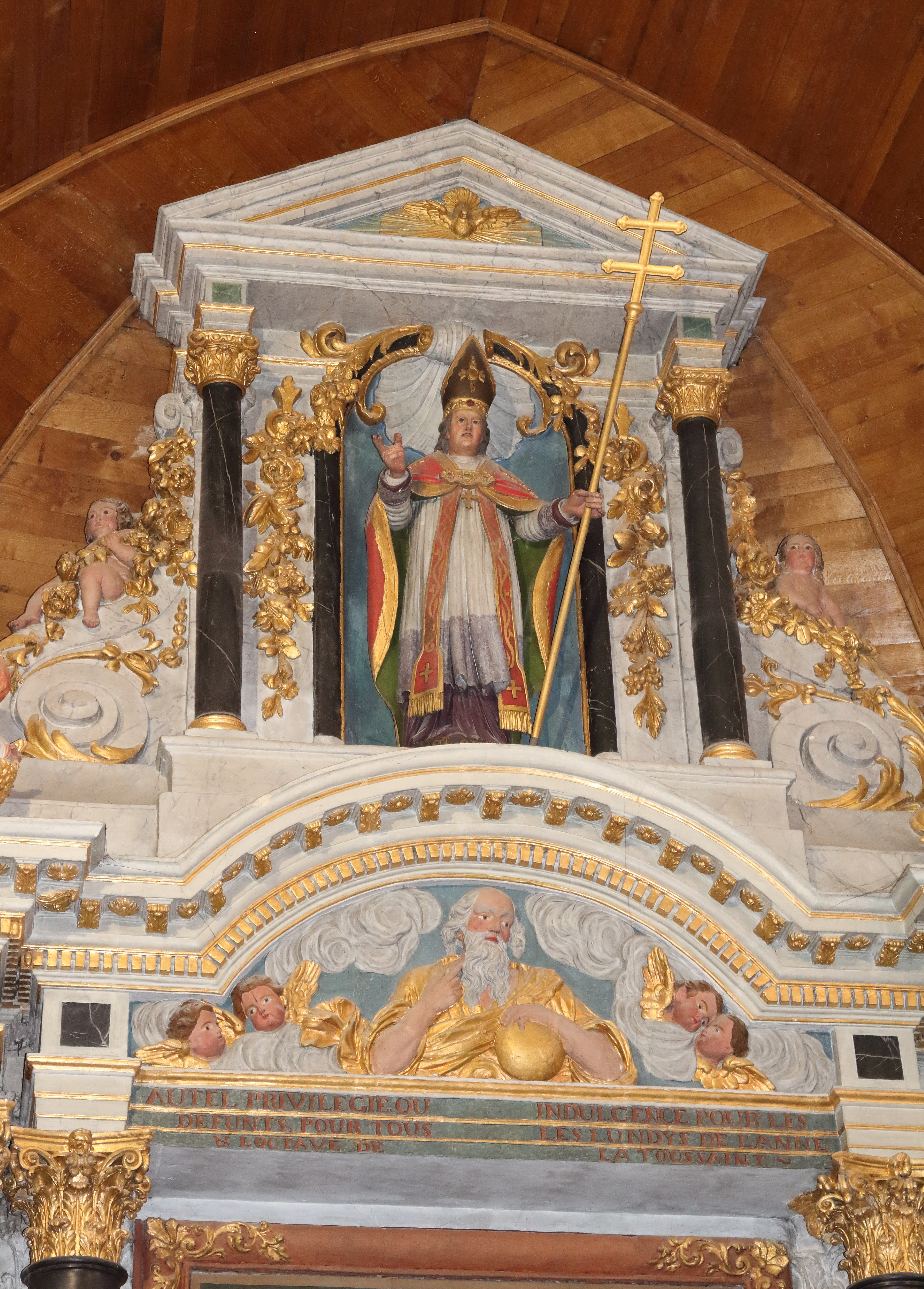
Église Saint-Ouen : le maître-autel (statue de saint Cornély).
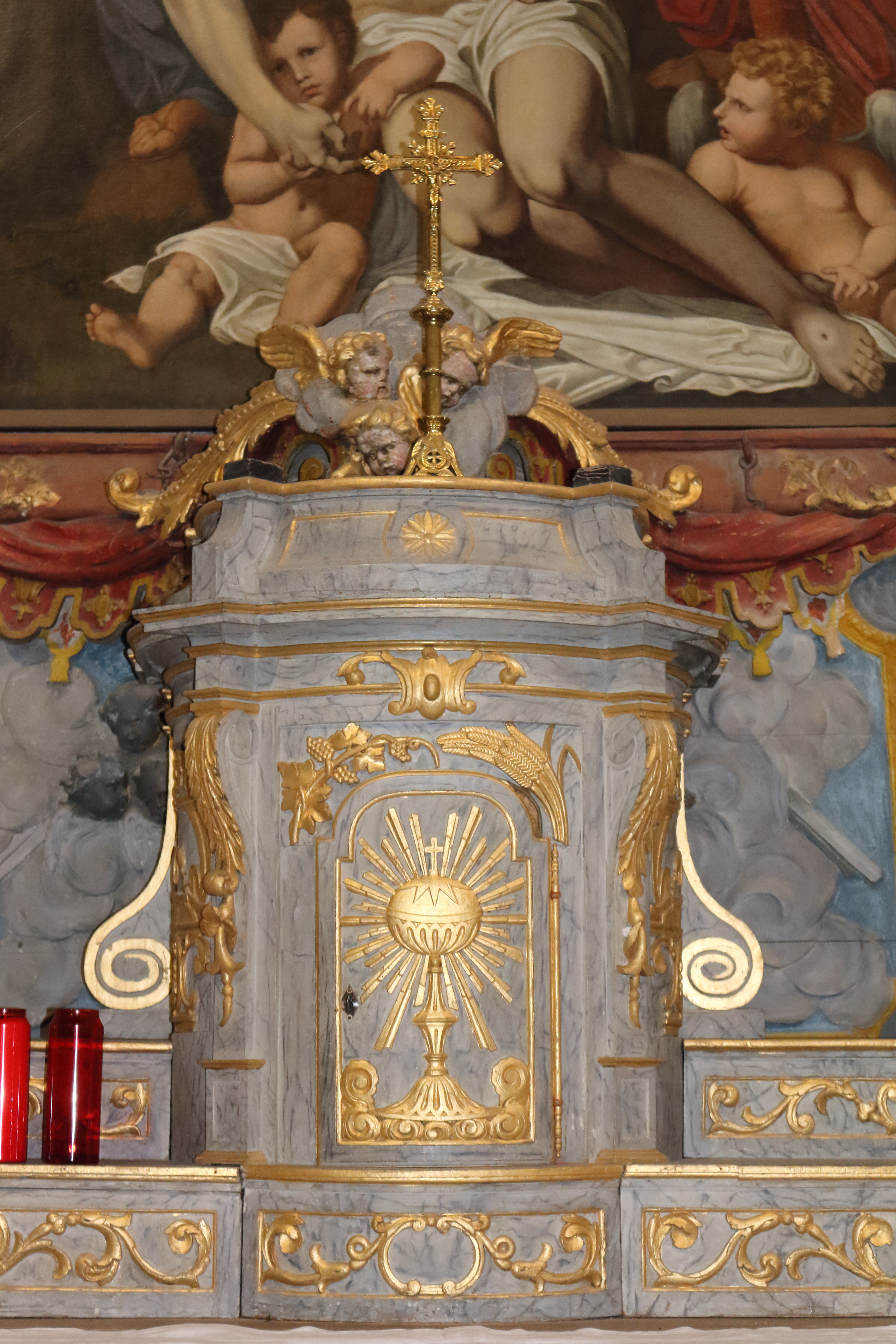
Église Saint-Ouen : le maître-autel (tabernacle).
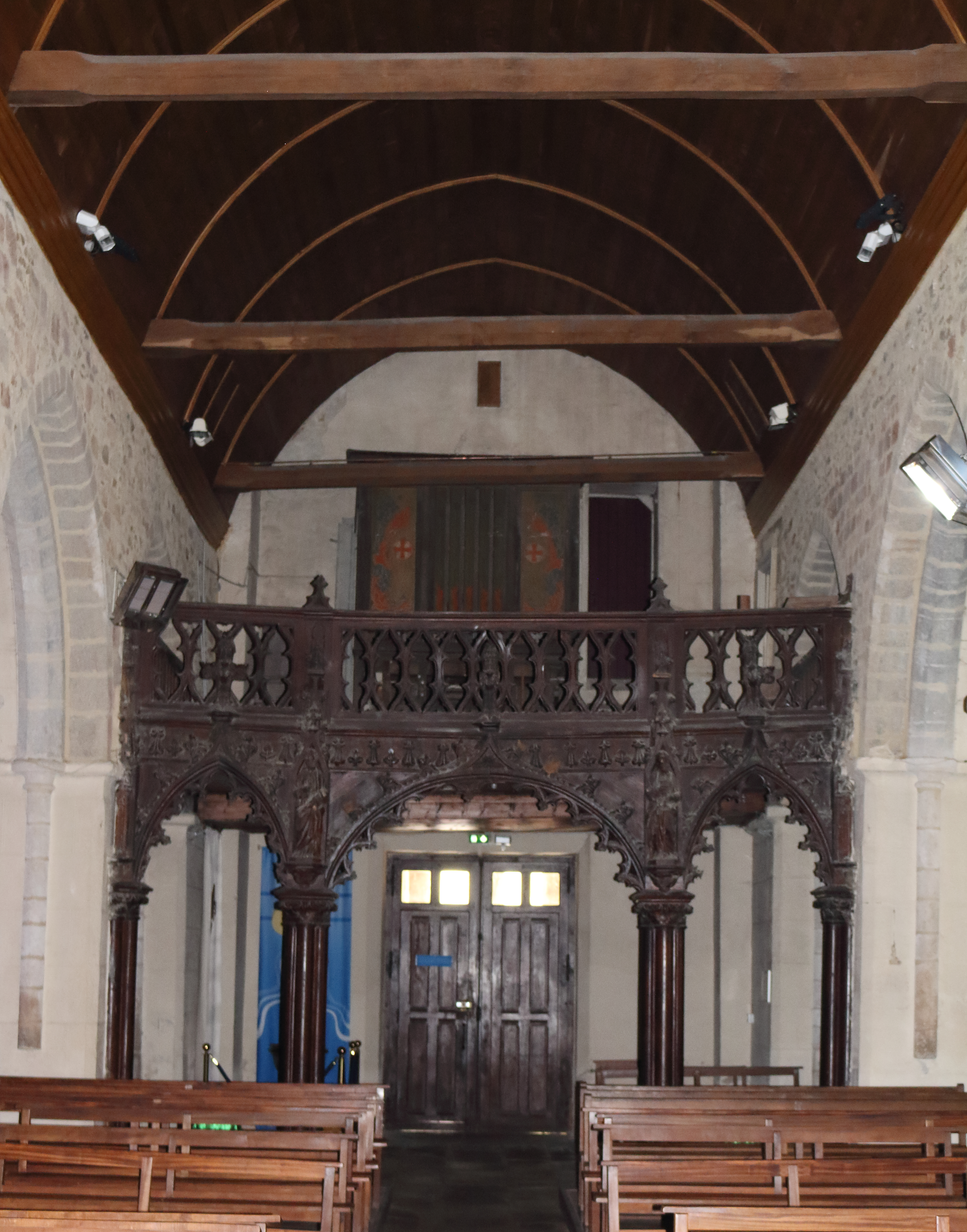
Église Saint-Ouen : tribune d'orgue.

- Chapelle de Locmaria-Grâce, dite aussi « Chapelle Notre-Dame de Grâce » : elle date de 1543[84].

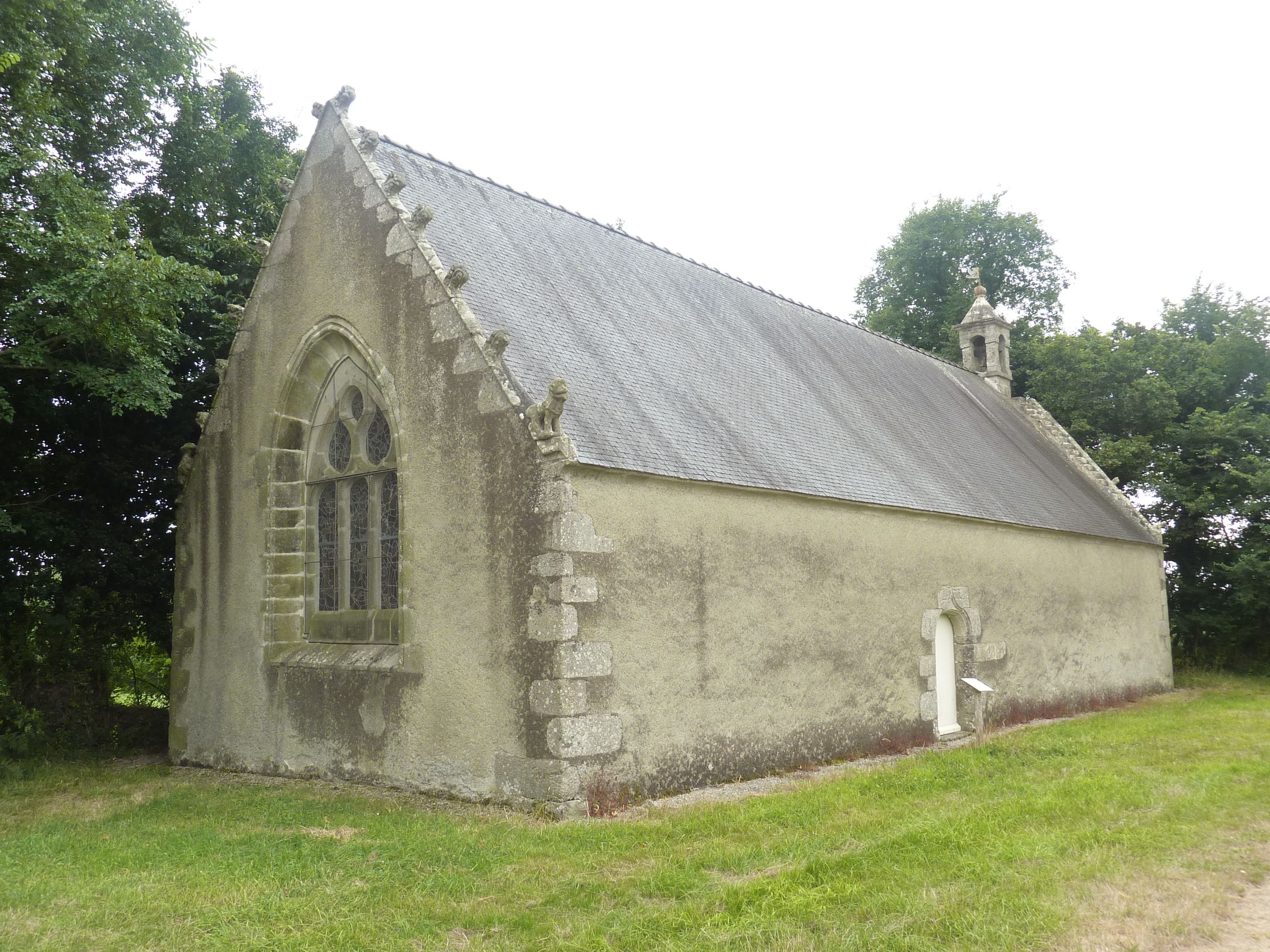
La chapelle Notre-Dame de Grâce, dite aussi chapelle de Locmaria (XVIe siècle).

- Chapelle Saint-Sauveur, reconstruite au XVIIIe siècle[85].

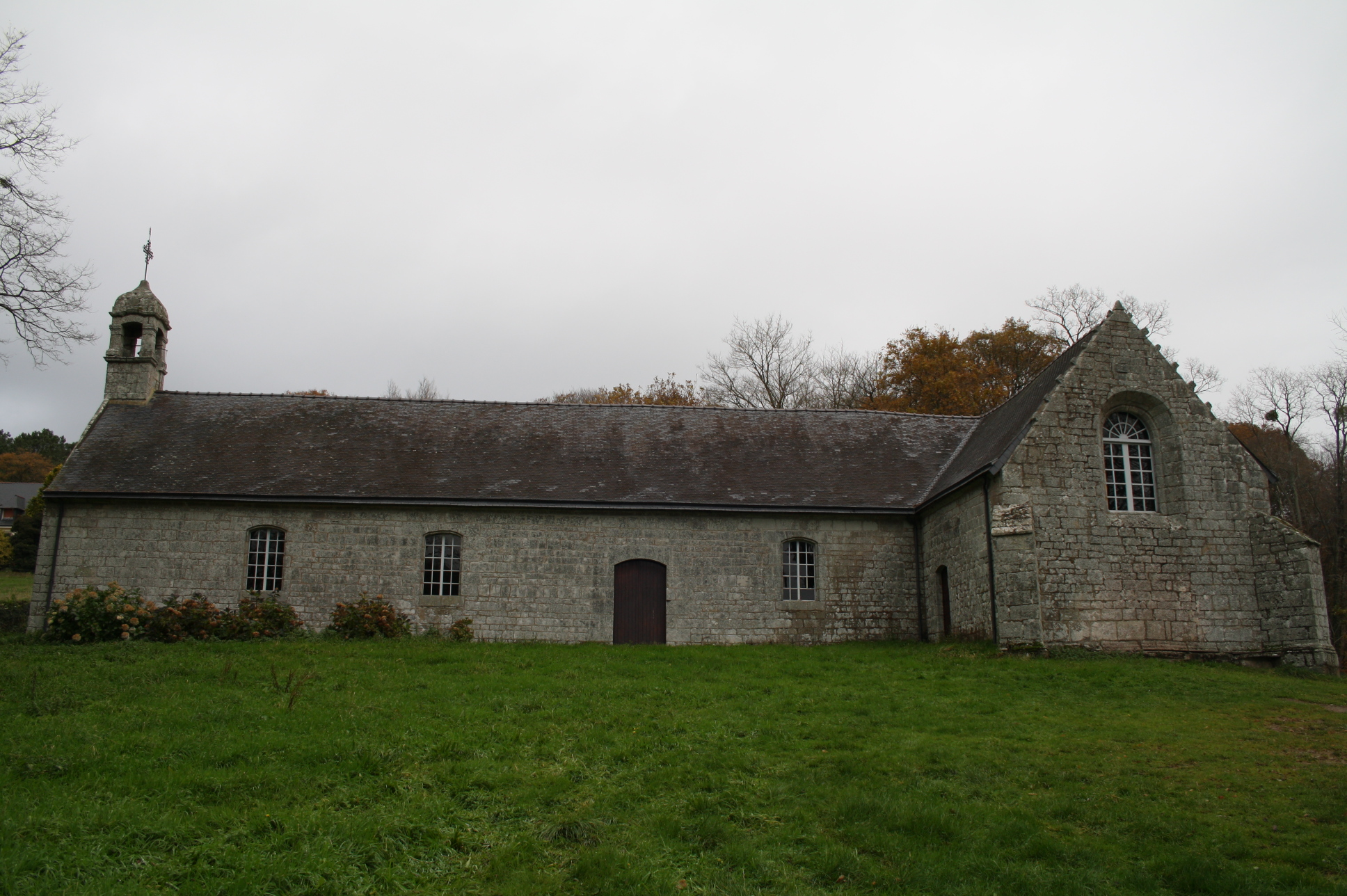
Chapelle Saint-Sauveur : vue extérieure d'ensemble.

- Chapelle Sainte-Anne du Scorff : située sur un promontoire rocheux situé dans la rive convexe d'un méandre très accentué du Scorff, à proximité d'un ancien camp datant de l'Âge du fer, devenu une maison forte au Moyen Âge, la chapelle date du XVIe siècle, mais a été remaniée plusieurs fois les siècles suivants et prolongée d'une sacristie. Sa façade ouest est dotée d'une porte en arc de plein cintre et d'un clocheton carré. À l'intérieur le chœur abrite une statue de sainte Anne et Marie datant du XVIIe siècle et d'autres, plus récentes, de saint Joachim, saint Yves, saint François et sainte Thérèse. Une fontaine de dévotion (1791), ainsi qu'une croix monumentale (1836), sont situées en contrebas. Un pardon, avec une procession jusqu'à la fontaine, est organisé chaque dernier dimanche de juillet[86].

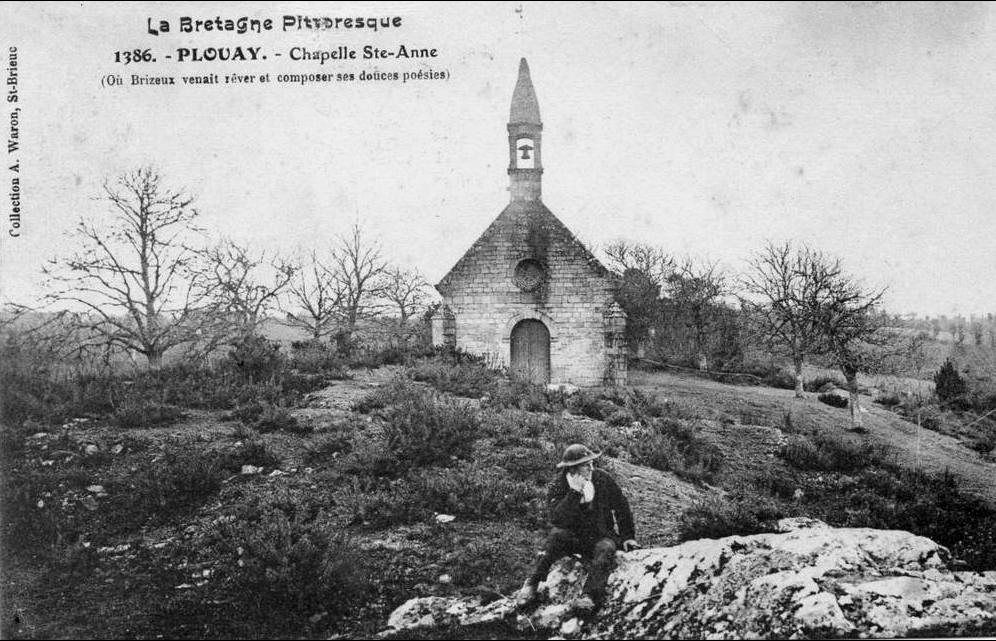
Chapelle Sainte-Anne du Scorff « où Brizeux venait rêver et composer ses douces poésies » (carte postale).
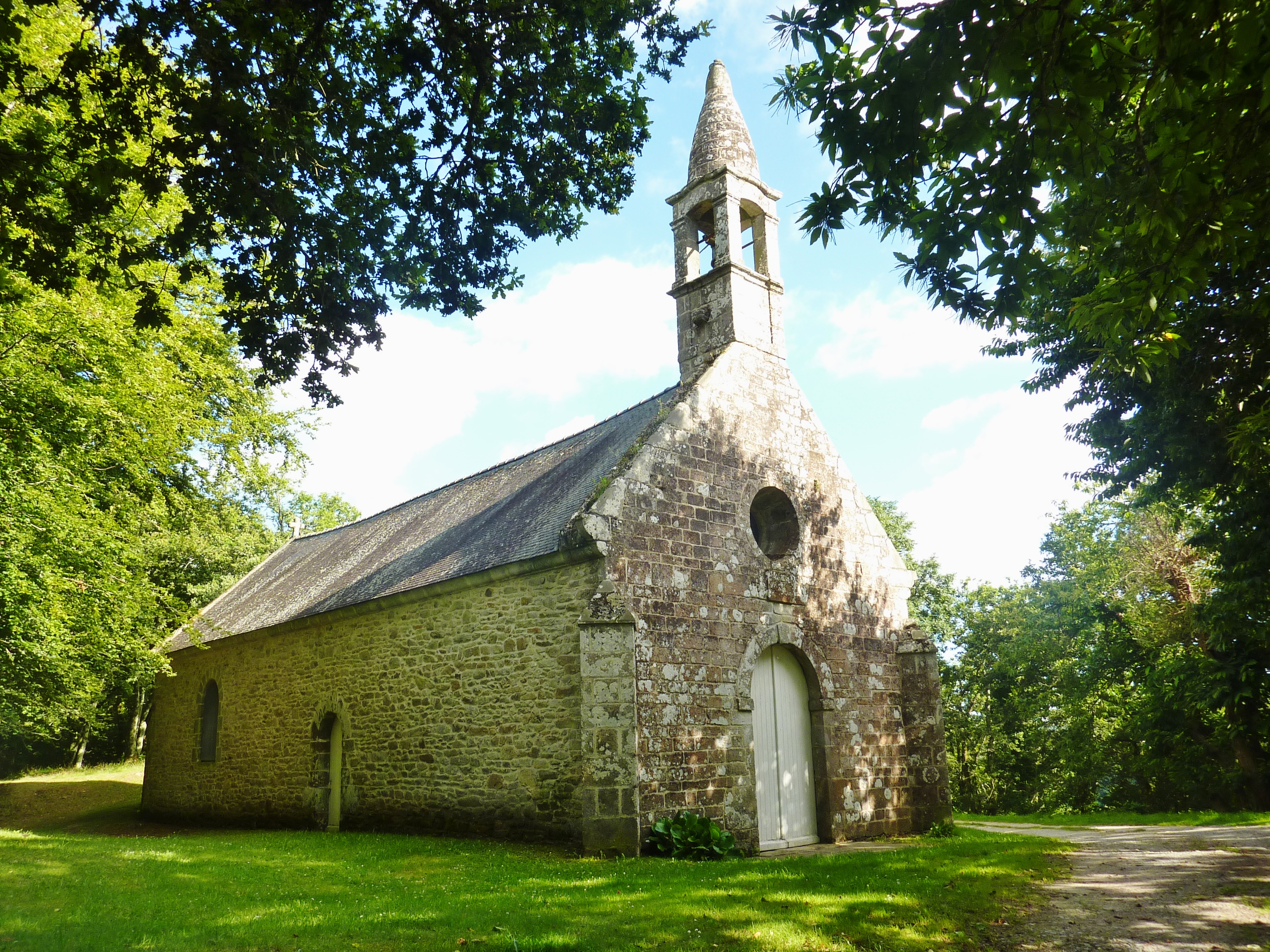
Chapelle Sainte-Anne du Scorff : vue extérieure d'ensemble.
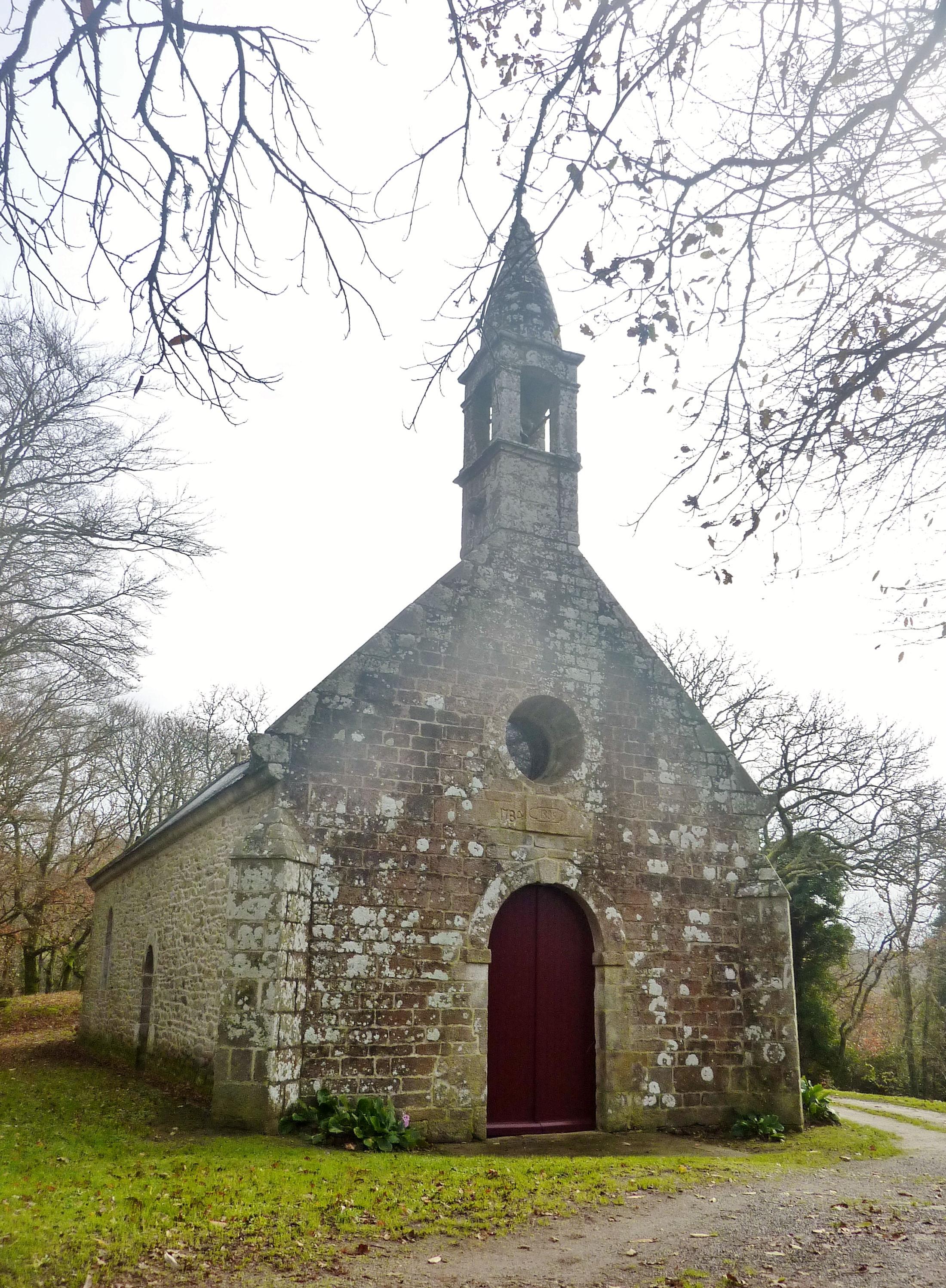
Chapelle Sainte-Anne du Scorff : façade.

- Chapelle Saint-Vincent-Ferrier : située dans le village de Saint-Vincent, elle date de 1829 et est dédiée à saint Vincent Ferrier[87].

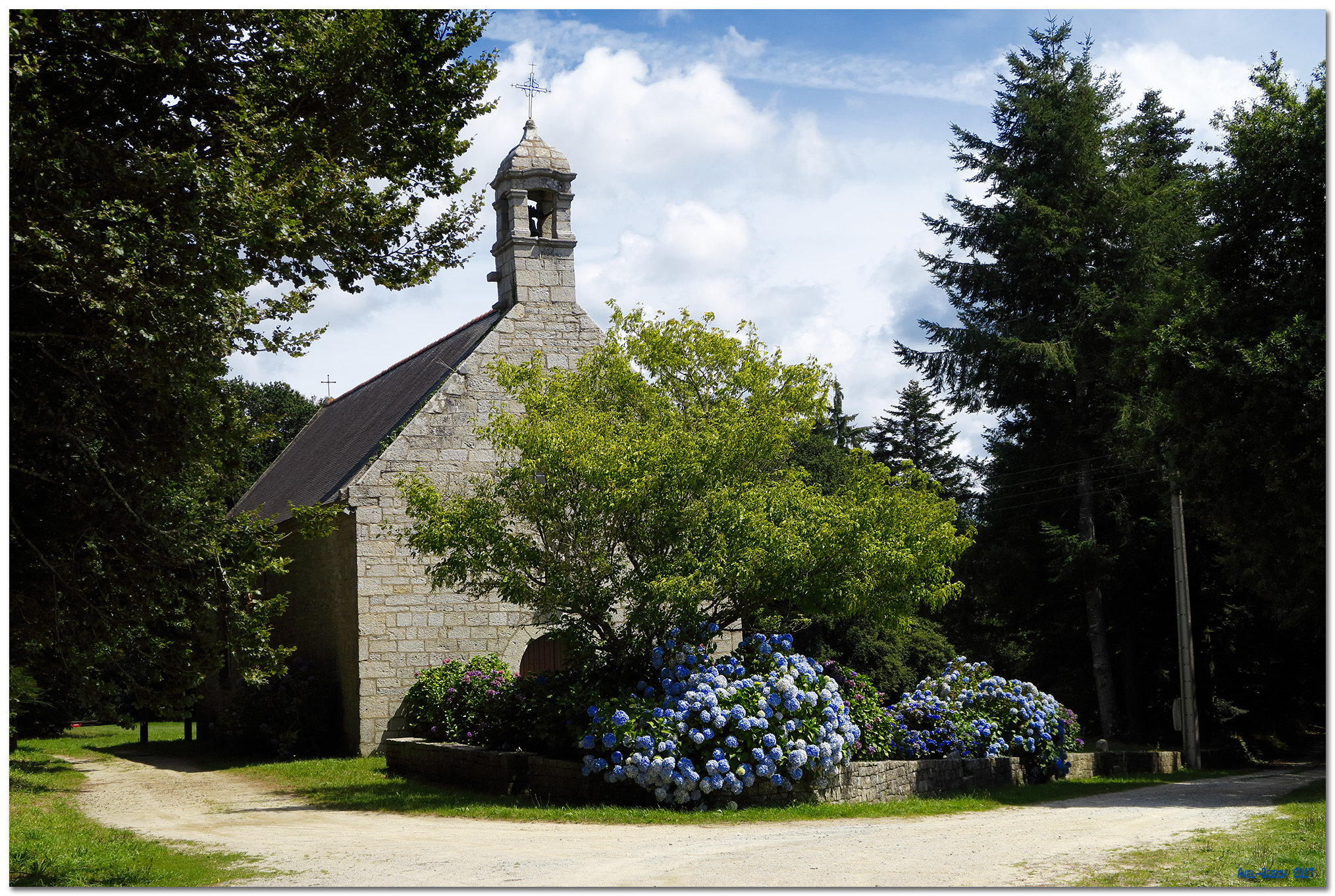
Chapelle Saint-Vincent : vue extérieure d'ensemble.
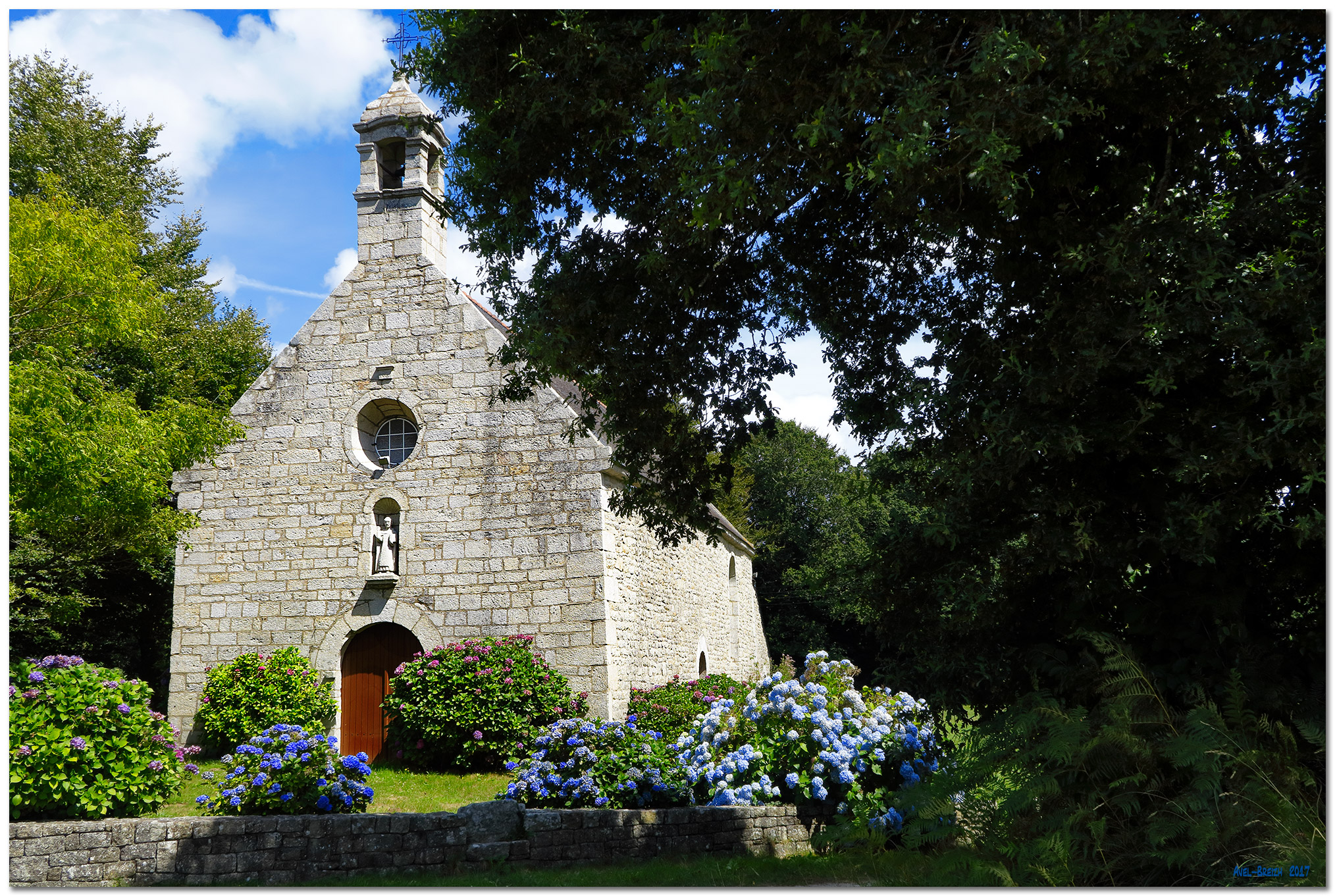
Chapelle Saint-Vincent : façade.

- Chapelle Saint Hubert : elle date du XVIIIe siècle, mais est en bonne partie ruinée[88]. Sa fontaine de dévotion était réputée guérir la rage[89].
- Chapelle Saint Sébastien : elle date du XVIIIe siècle ; une fontaine de dévotion et une croix monumentale se trouvent à proximité[90].

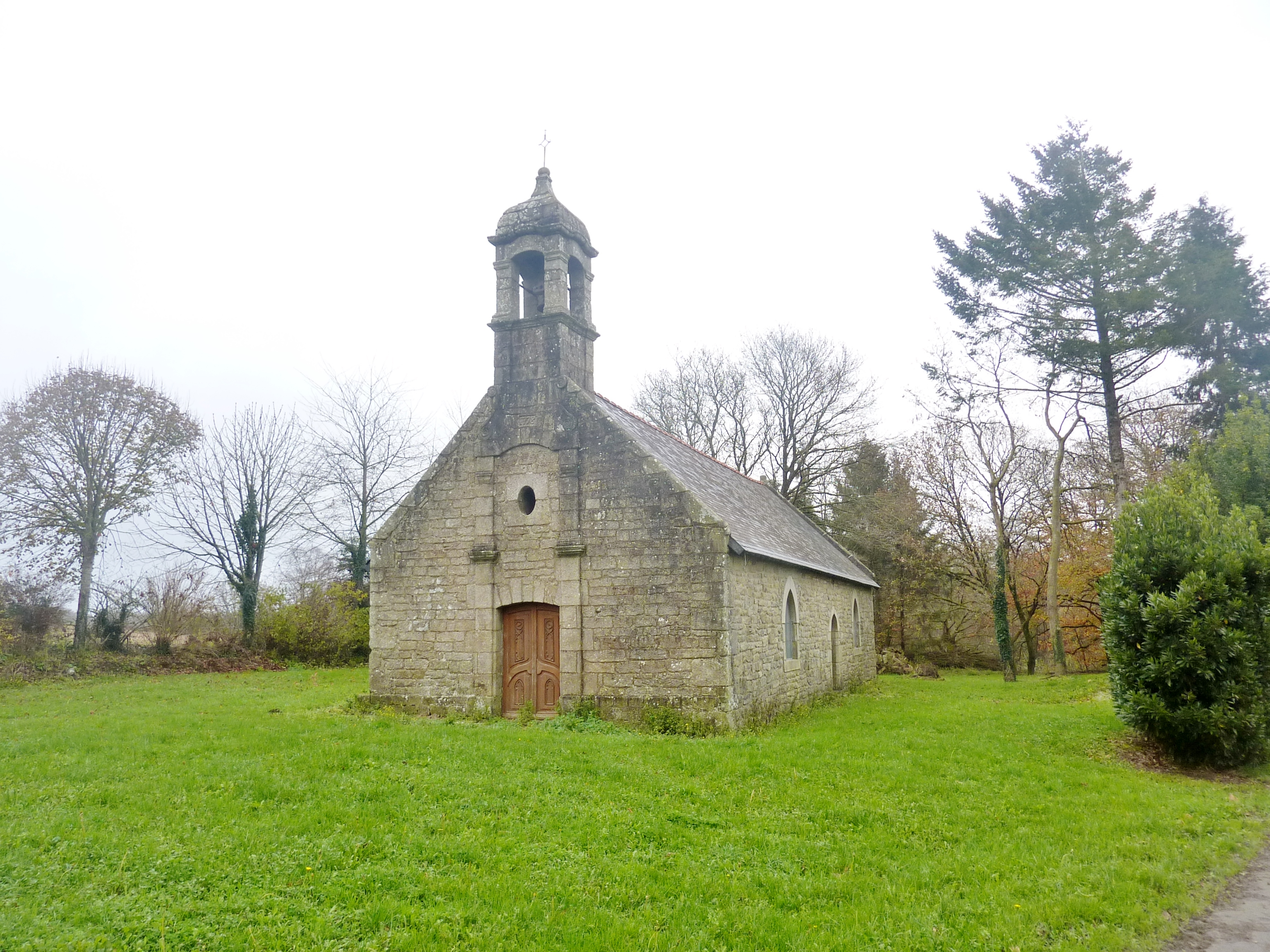
Chapelle Saint-Sébastien : vue extérieure d'ensemble.
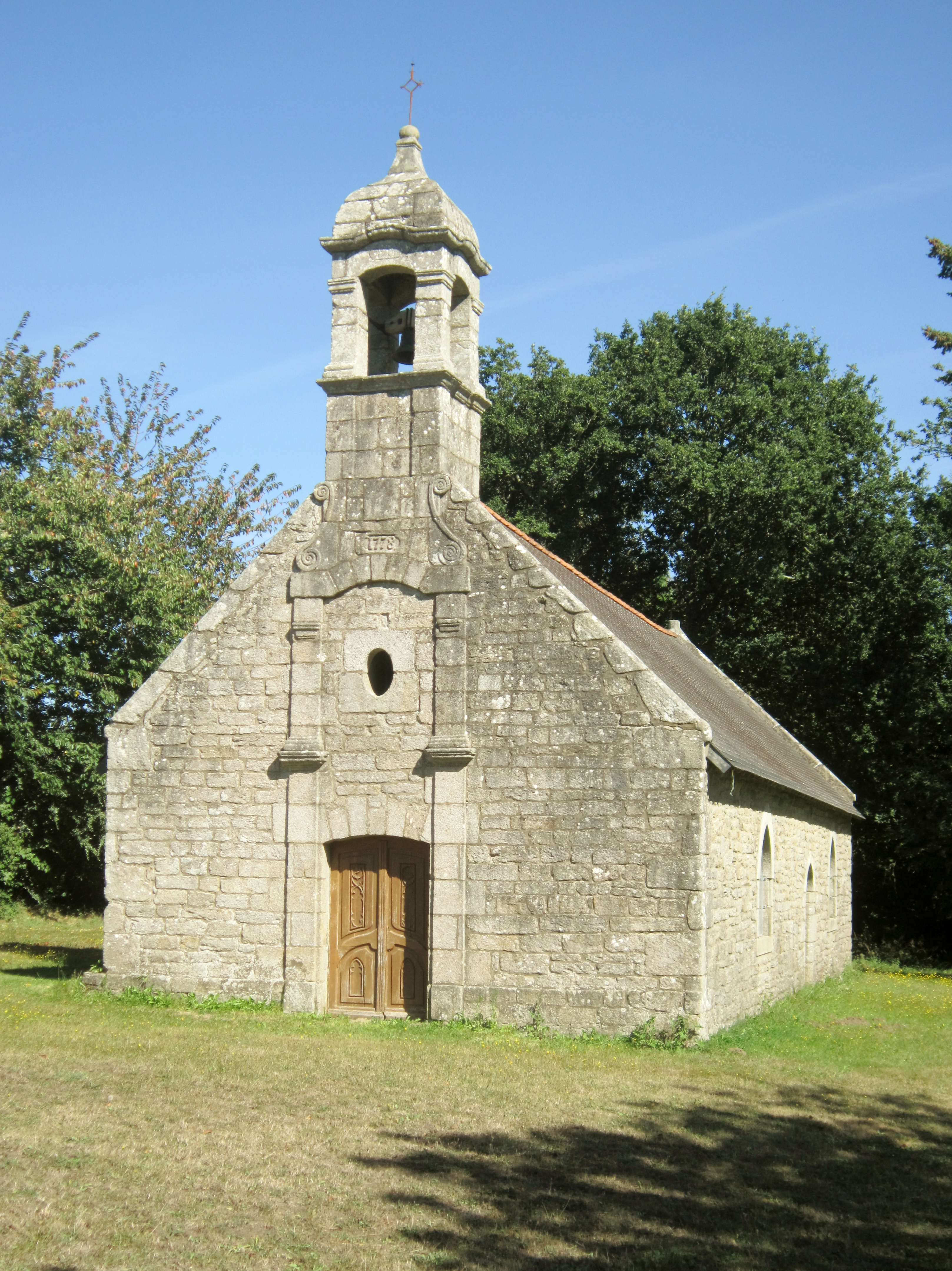
Chapelle Saint-Sébastien : la façade.
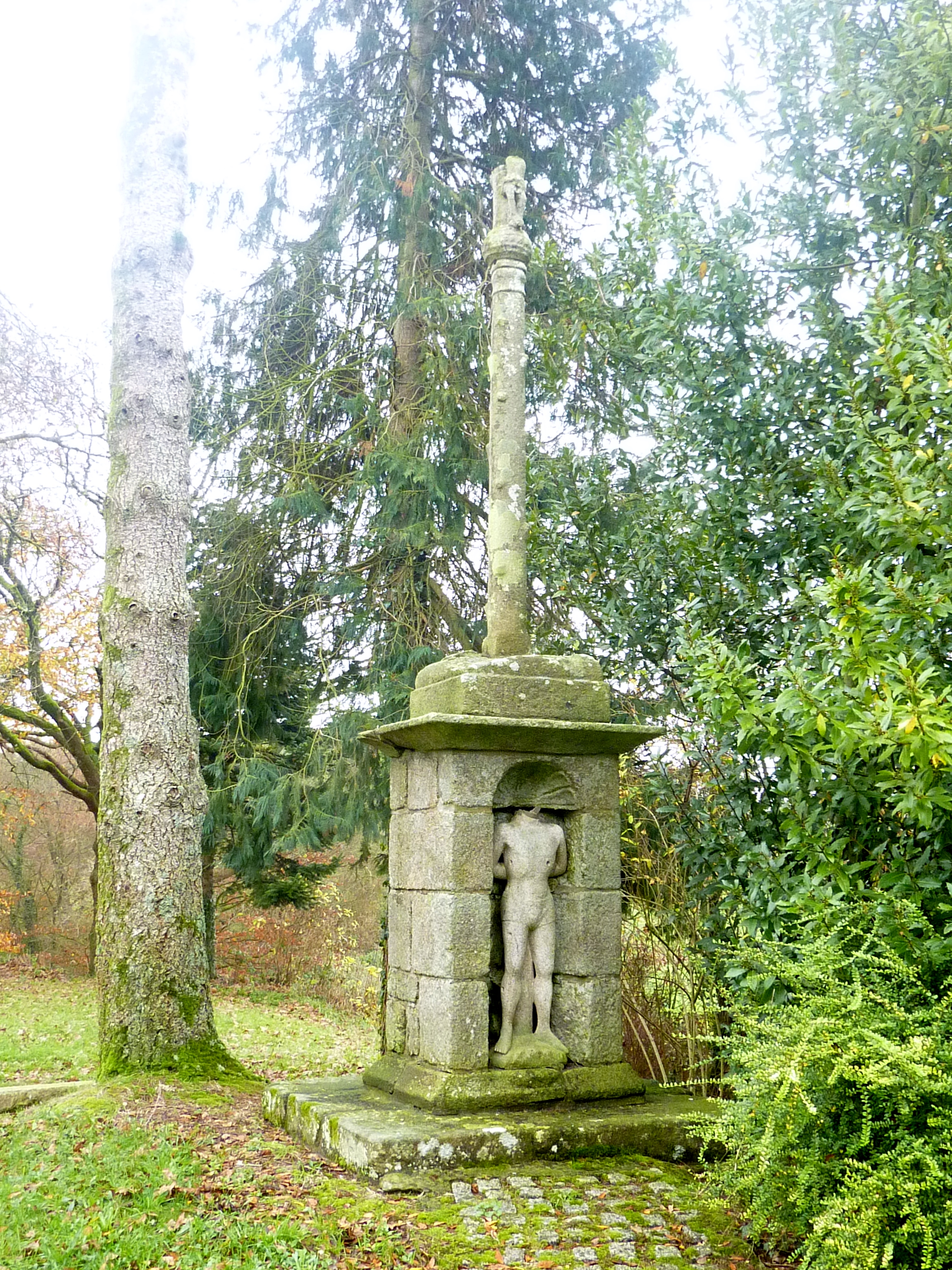
Le calvaire près de la chapelle Saint-Sébastien.

- Chapelle Notre-Dame-des-Fleurs : elle a été construite vers 1500 ; sa sacristie date de 1888[91]

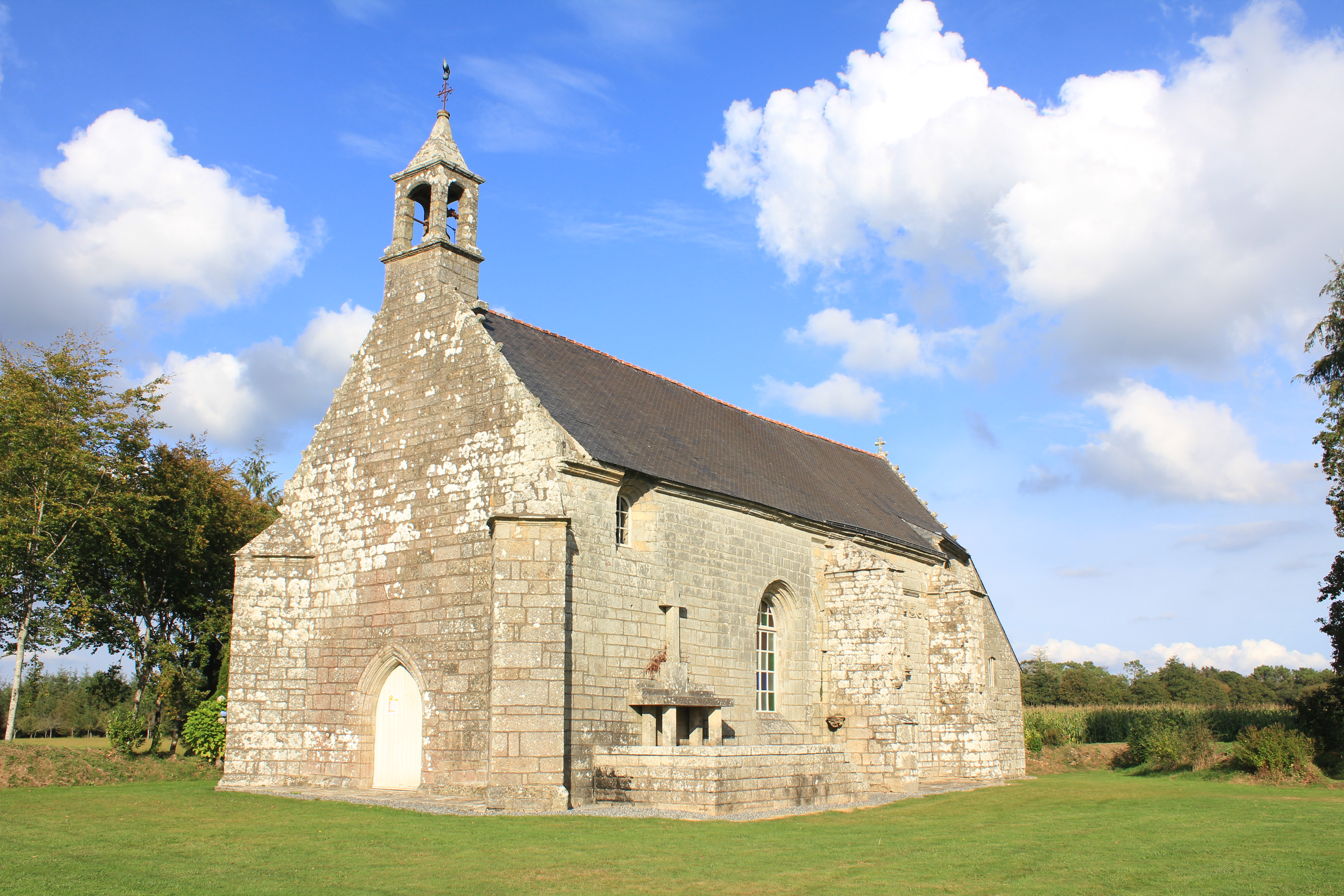
Chapelle Notre-Dame-des-Fleurs : vue extérieure d'ensemble.
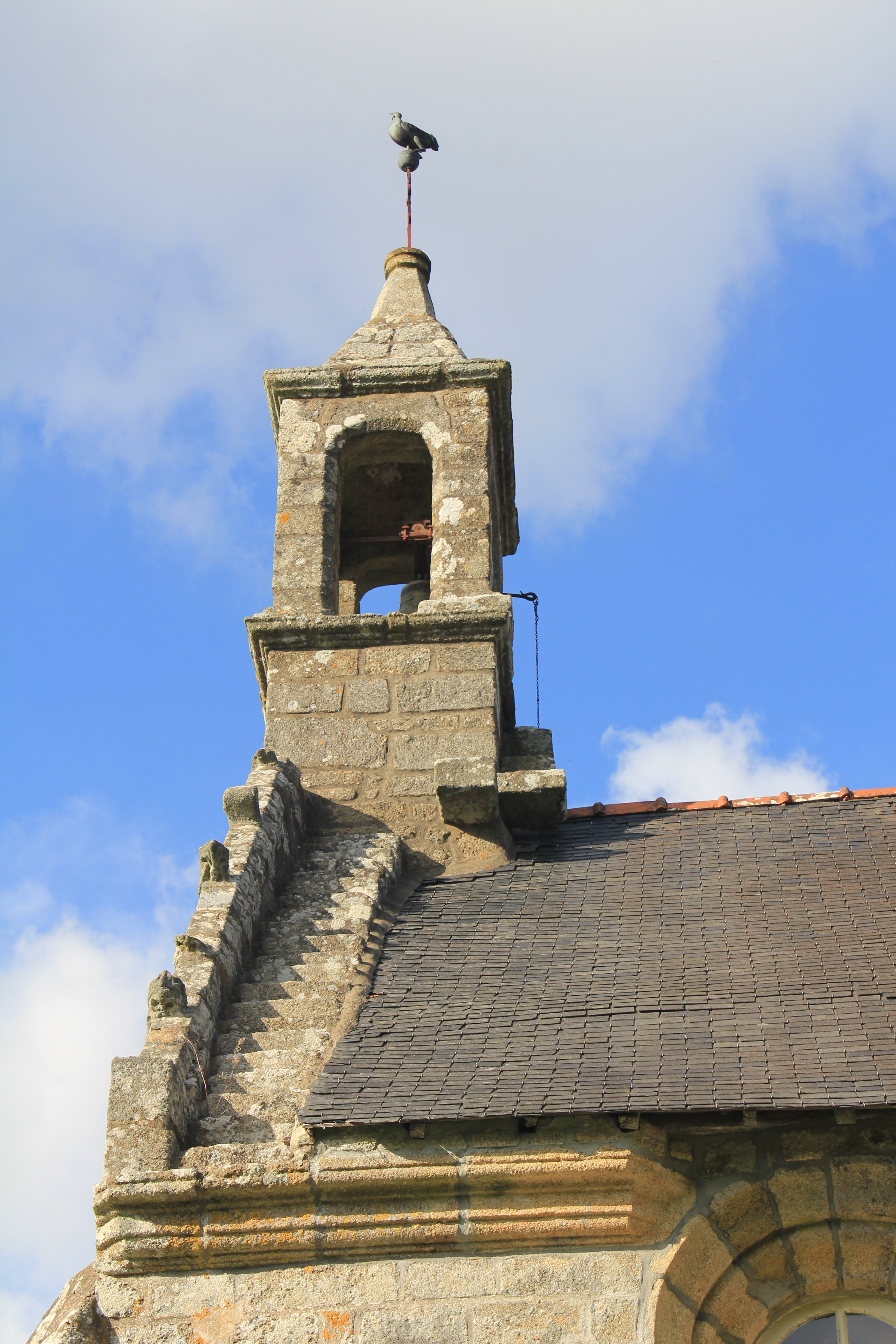
Chapelle Notre-Dame-des-Fleurs : clocher.
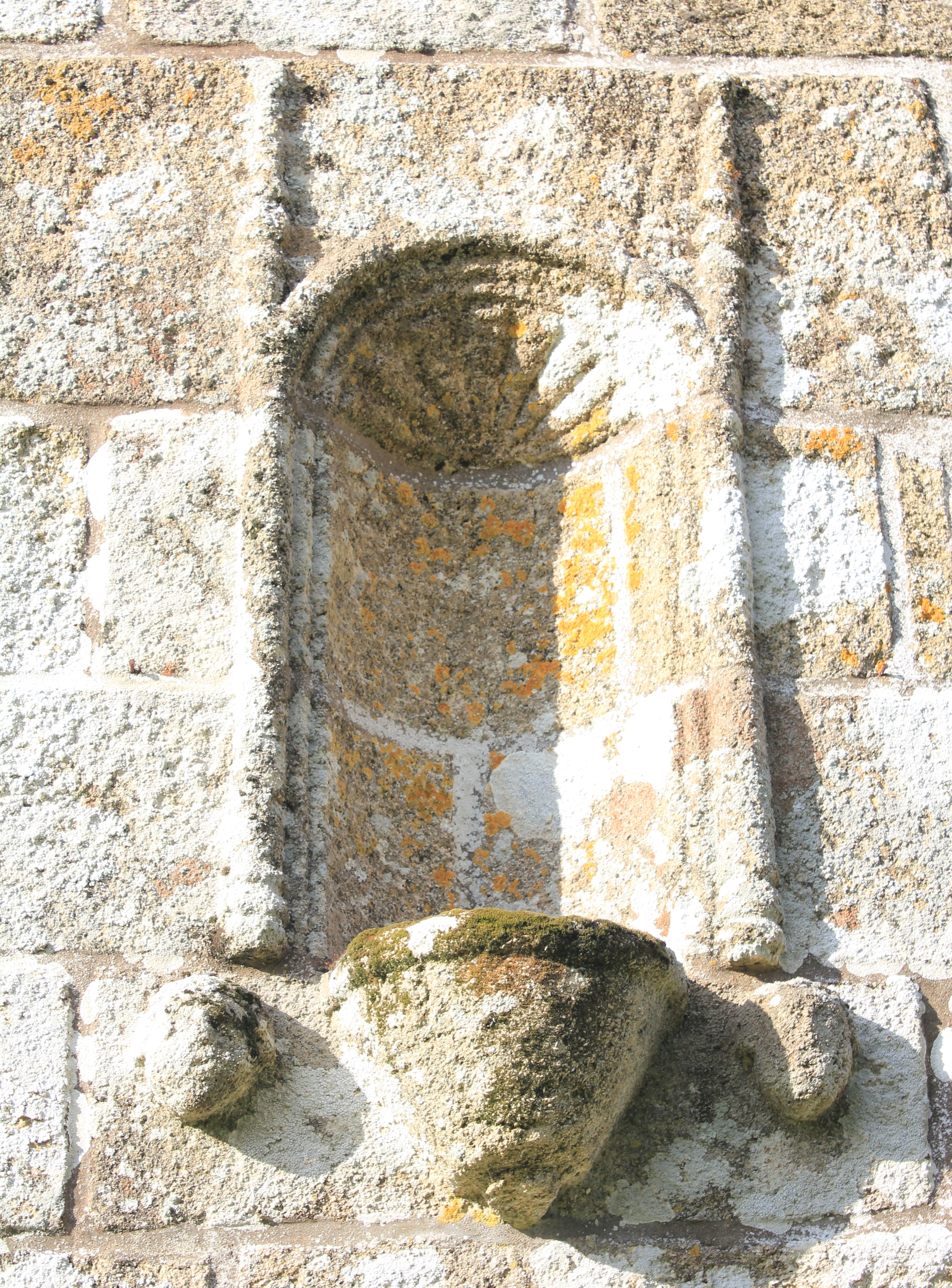
Chapelle Notre-Dame-des-Fleurs : niche extérieure destinée à recevoir une statue.
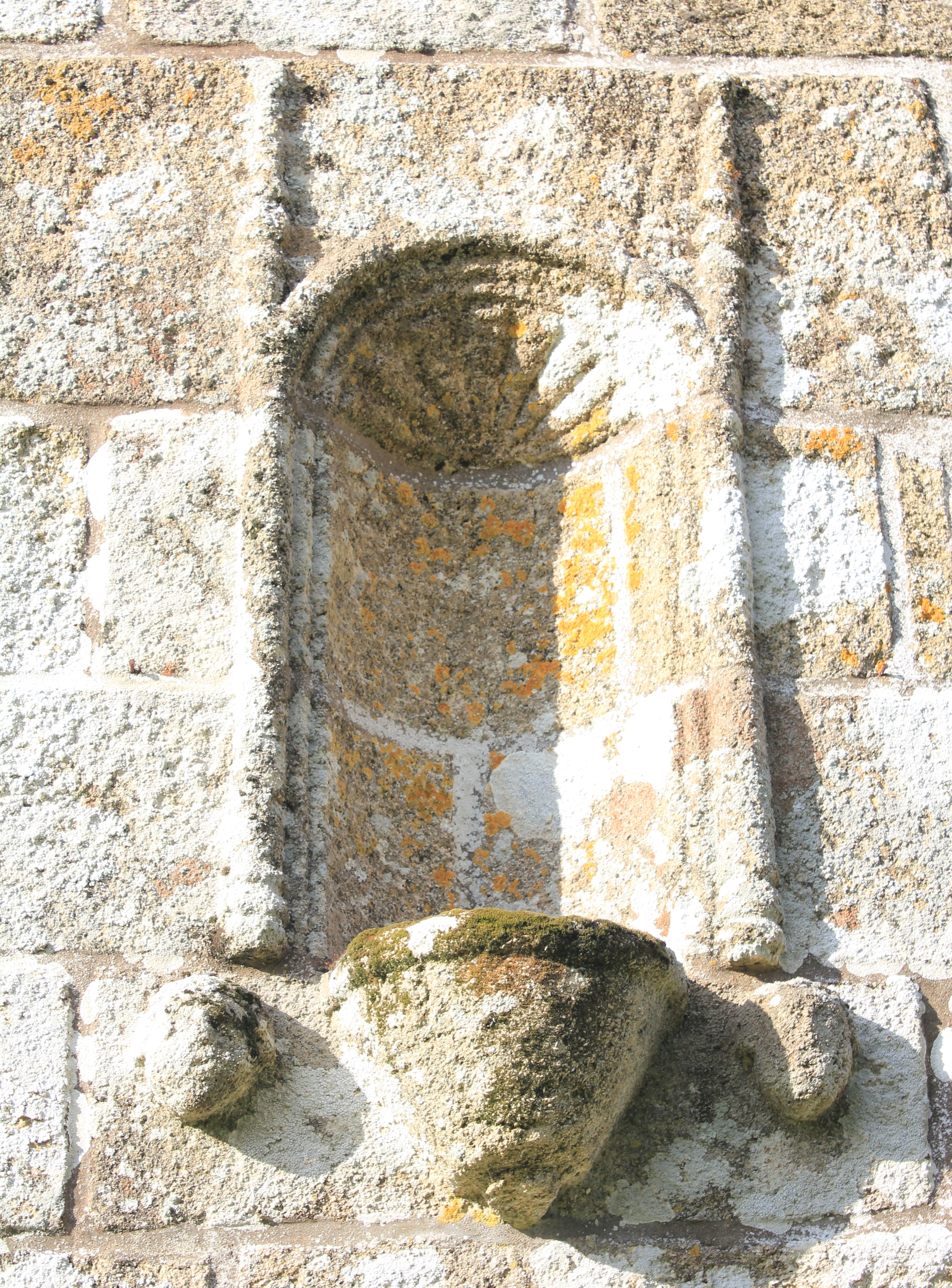
Chapelle Notre-Dame-des-Fleurs : statue.
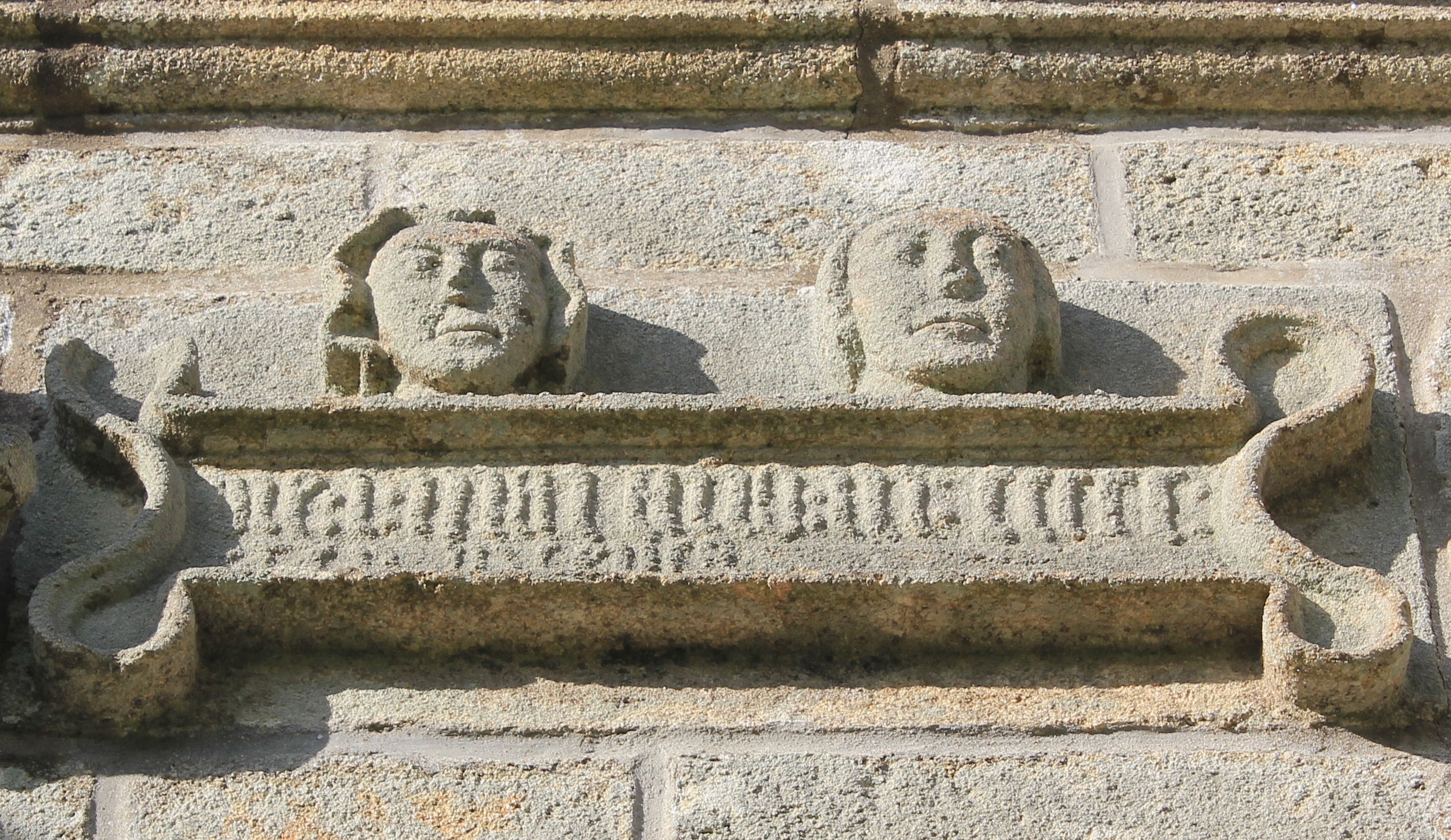
Chapelle Notre-Dame-des-Fleurs : têtes sculptées.
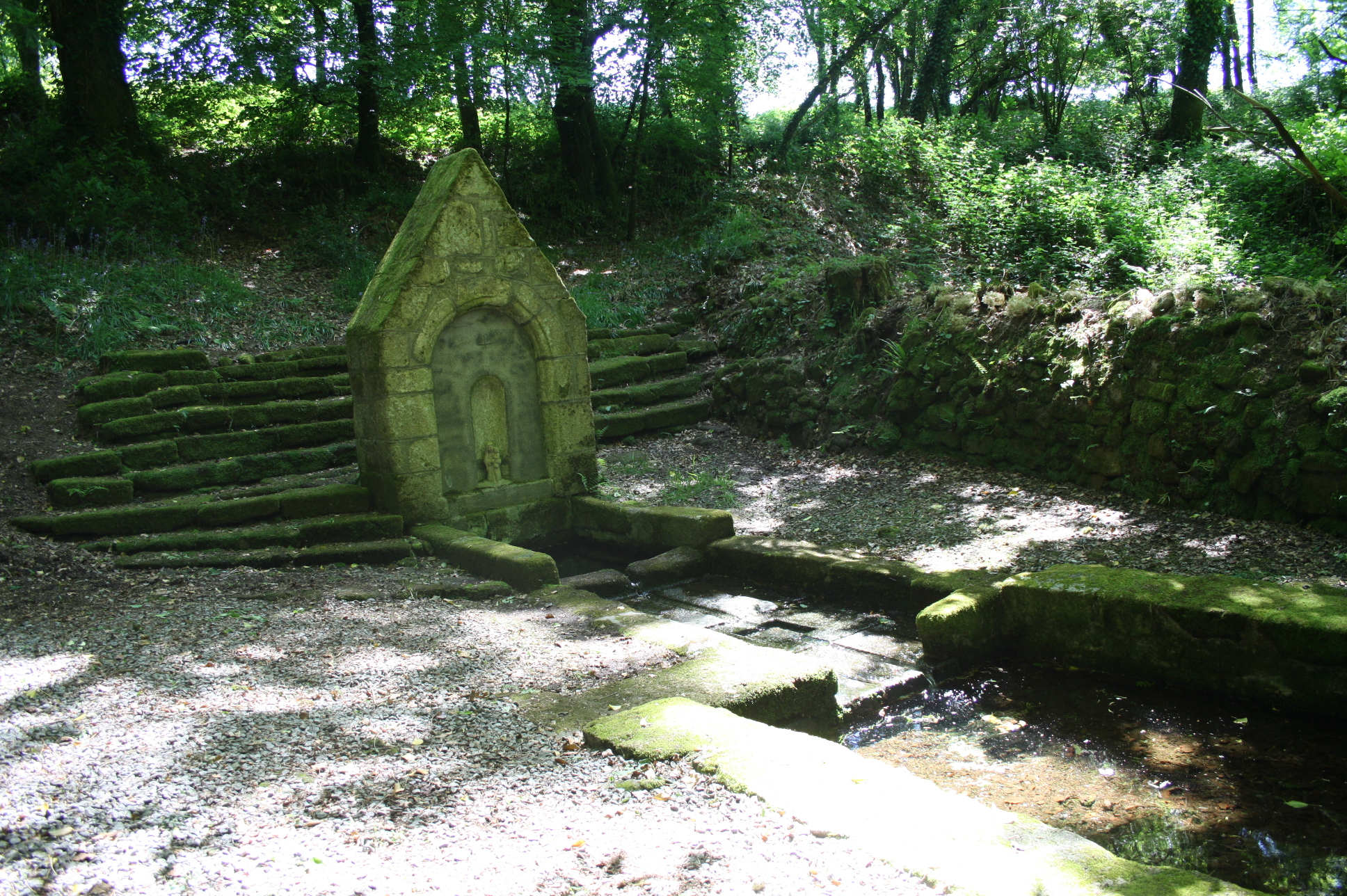
Fontaine de dévotion proche de la chapelle Notre-Dame-des-Fleurs.

- Chapelle Notre-Dame-de-Vrai-Secours : la chapelle initiale datait du XVIe siècle, mais elle a été reconstruite au XVIIIe siècle[92].

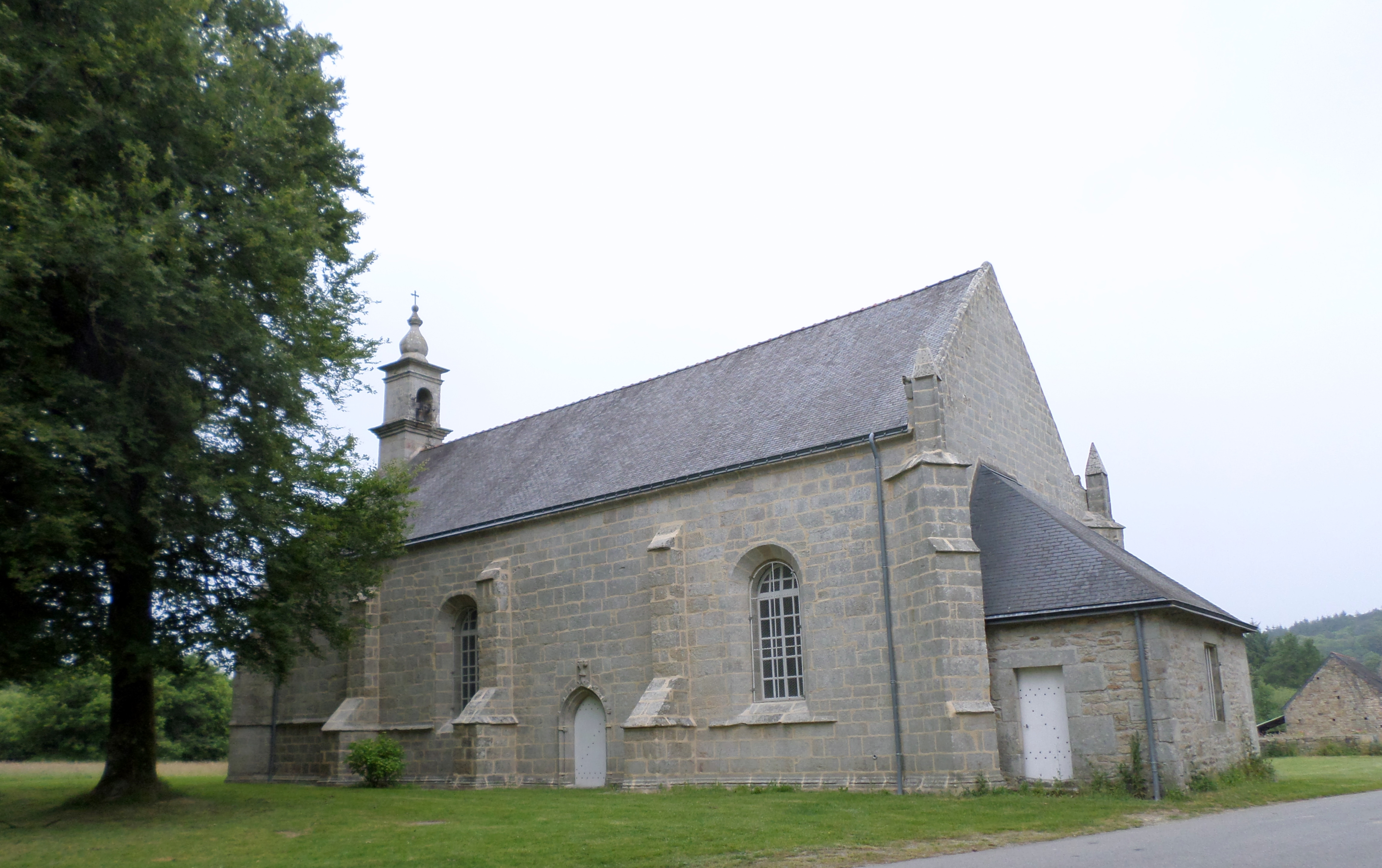
Chapelle Notre-Dame-de-Vrai-Secours : vue extérieure d'ensemble.
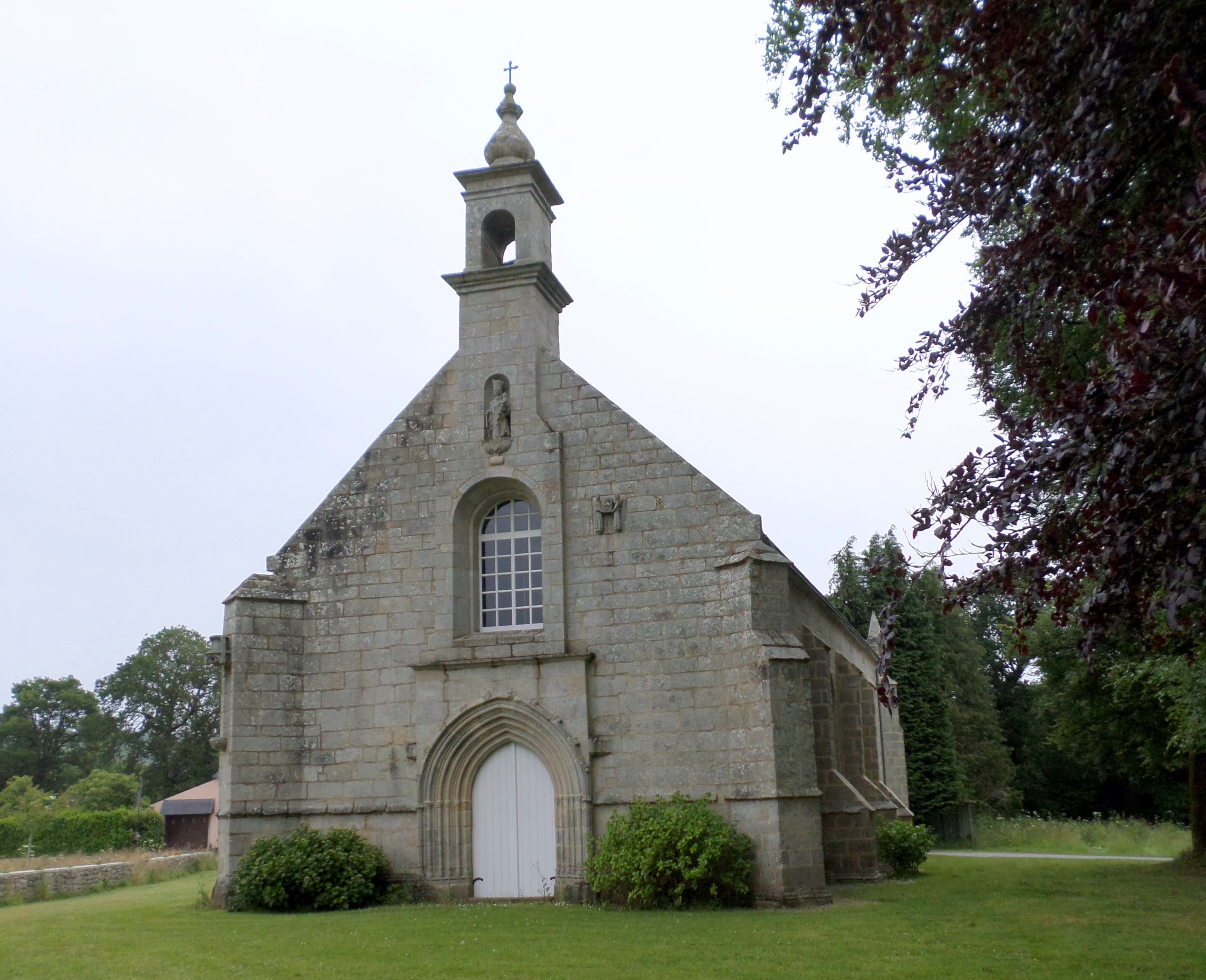
Chapelle Notre-Dame-de-Vrai-Secours : façade.

Les croyances et coutumes liées à la fontaine située à proximité telles qu'elles existaient en 1904 sont décrites dans un article de la Revue des traditions populaires.
- Chapelle Notre-Dame de Sion : chapelle du château de Ménéhouarn construite en 1661 par la famille Pluvié ; en partie détruite par l'ouragan de 1987, elle a été restaurée entre 1989 et 1998 par la commune de Plouay à qui la chapelle appartient depuis 1985, de même que le château.
- Oratoire Notre-Dame : cet oratoire, situé dans le village de Bécherel, a été construit en 1950  à l'emplacement de l'ancienne chapelle Notre-Dame de Bécherel, détruite en 1804 ; il abrite un autel surmonté d'une pietà du XVIe siècle retrouvée dans l'étang du Moulin et provenant probablement de l'ancienne chapelle[94].

#### Maisons et autres établissements
- La maison dite du Marquis, ancien siège de la juridiction de la seigneurie de Pontcallec.
- Le moulin de Coët Cren, sur le Scorff.

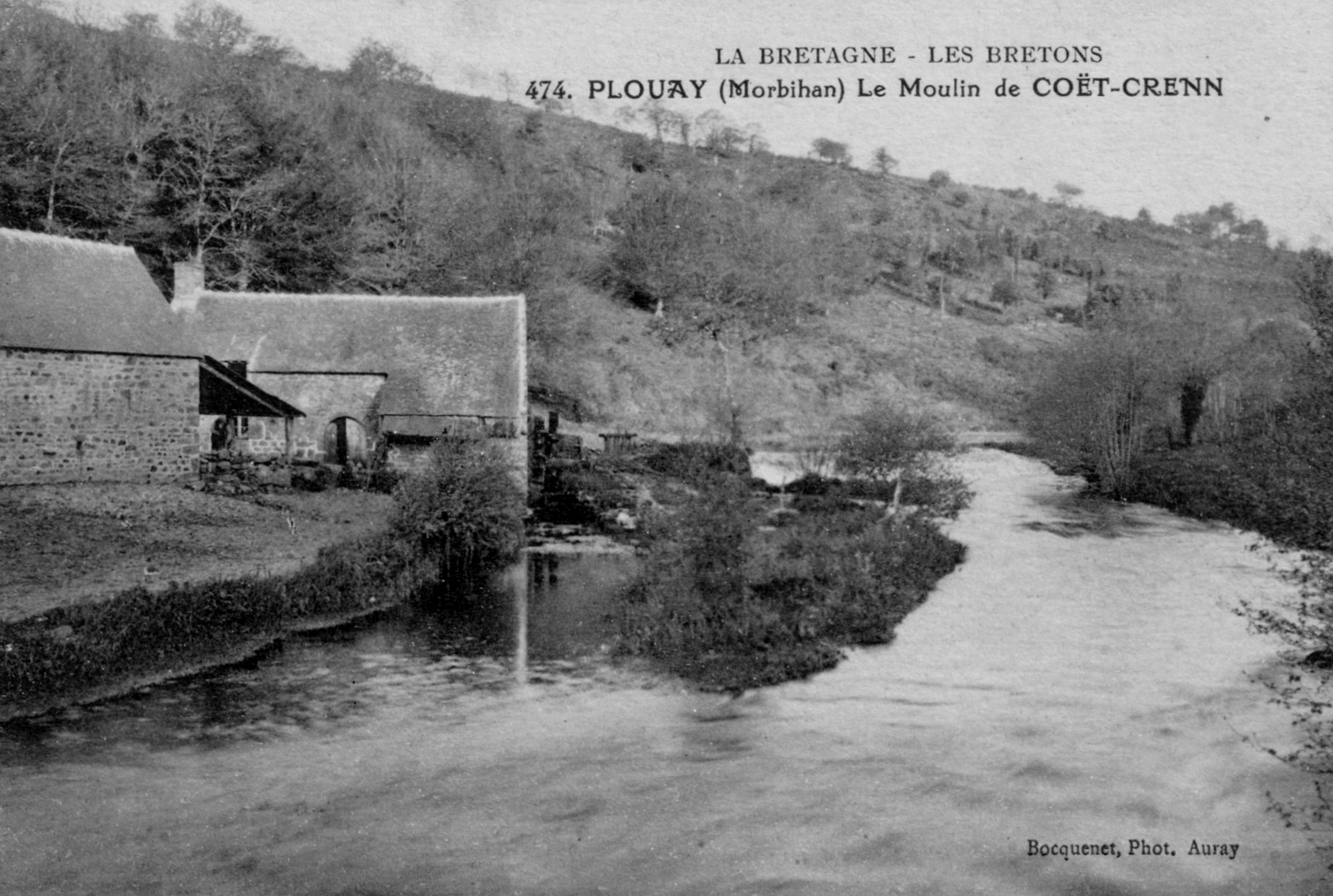
Le moulin de Coët-Crenn vers 1930 (carte postale).
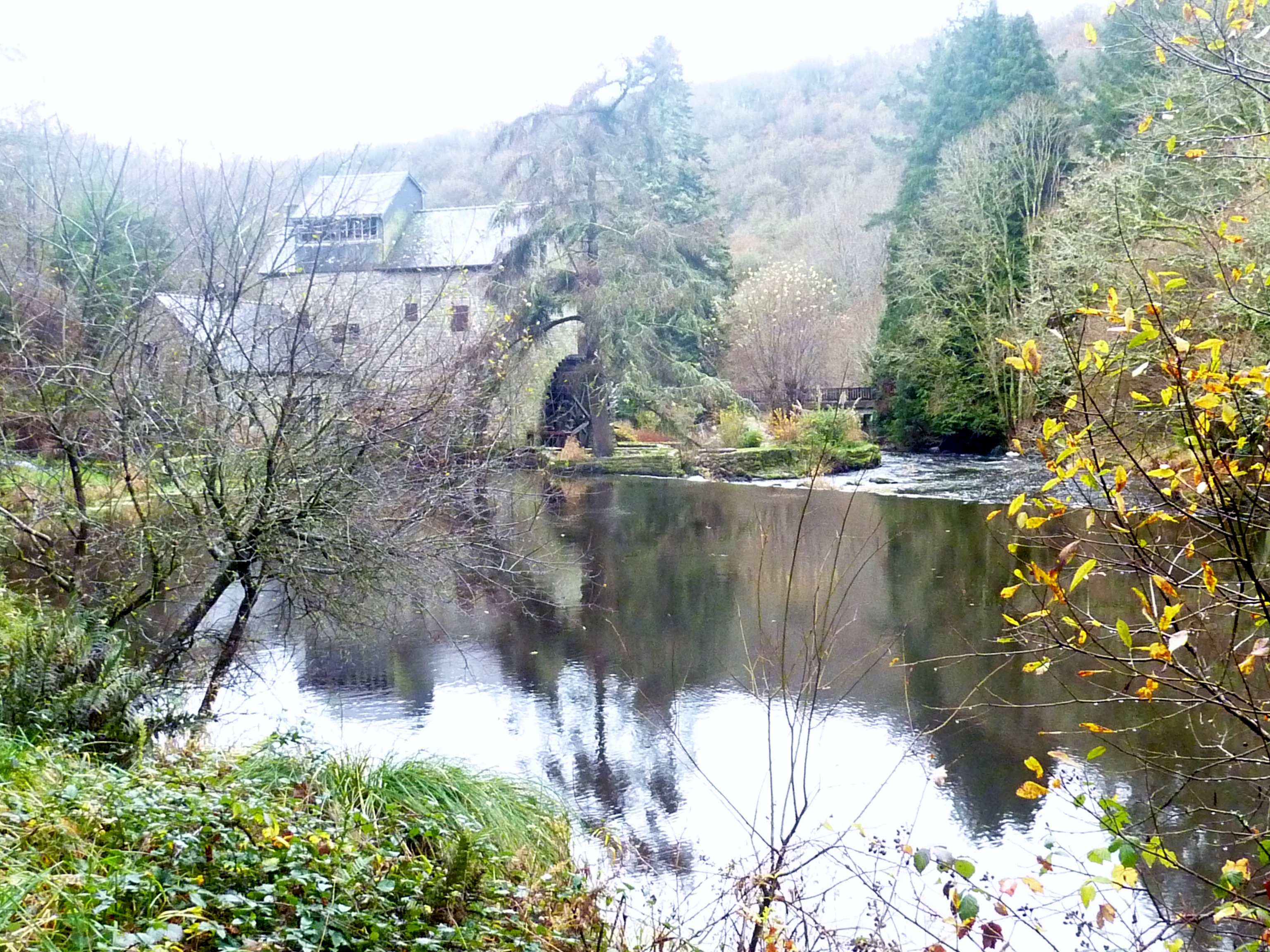
Le moulin de Coët Cren, sur le Scorff.

- Le moulin à papier du Paou, situé dans la vallée du Scorff[95].

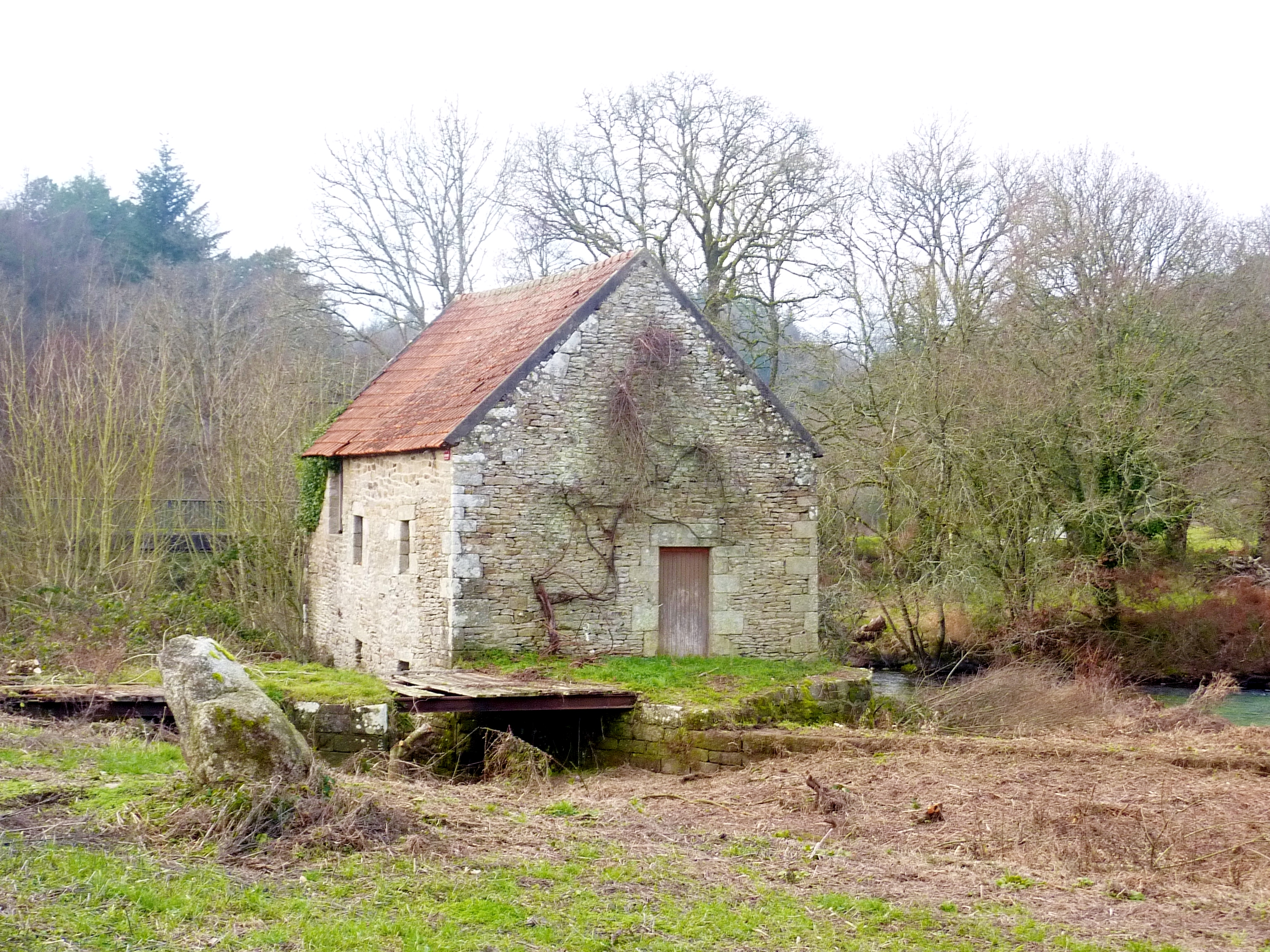
Plouay: le moulin à papier du Paou.

- Le moulin de la Rue Neuve.
- Plusieurs maisons et fermes présentent un intérêt patrimonial[96].
- Le lavoir de Kerspern, l'un des derniers à avoir été utilisé jusque vers 1980.
- Le vélodrome de Manehouarn a été mis en service en 2004 ; sa piste forme un anneau de 250 mètres de longueur pour 5,2 mètres de largeur[97].

### Costume
Le costume porté à Plouay était celui porté dans le Pays de Lorient (Bro an Oriant).

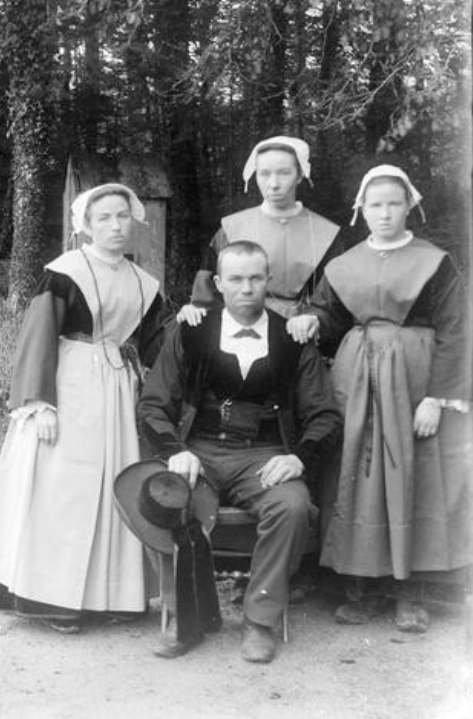
Portrait d'habitants de Plouay en costume (début du XXe siècle)

## Randonnée
La commune est parcourue par 300 km de sentiers de randonnée. Le GR de pays Scorff Blavet Océan emprunte la vallée du Scorff entre le Pont Neuf et l'ancien moulin à papier du Paou et le GR 38 traverse la partie nord de la commune.

## Personnalités liées à la commune
- Hyacinthe du Botderu, député du Morbihan de 1815 à 1816 et de 1820 à 1827, puis Pair de France entre 1827 et 1830.